# Liste des épisodes de Dragon Ball Z Kai
Cet article présente la liste des épisodes, de la série télévisée d'animation japonaise Dragon Ball Z Kai
Les épisodes sont groupés par saison et par saga.

## Généralités
Dragon Ball Z Kai (connu au Japon sous le titre Dragon Ball Kai) est une version remasterisée de l'anime japonais Dragon Ball Z, produit en commémoration du vingtième anniversaire de la série originale.

## Répartition des sagas
| # | # | Début        | Fin           | Arcs     | Arcs          | Arcs             | # | # |
| - | - | ------------ | ------------- | -------- | ------------- | ---------------- | - | - |
|   | 1 | 5 avril 2009 | 25 avril 2010 | Saison 1 |               | Saga des Saïyens | 1 |   |
|   | 1 | 5 avril 2009 | 25 avril 2010 | Saison 1 |               | Saga des Saïyens | 1 |   |
|   | 1 | 5 avril 2009 | 25 avril 2010 | Saison 1 |               | Saga des Saïyens | 1 |   |
|   | 1 | 5 avril 2009 | 25 avril 2010 | Saison 1 |               | Saga des Saïyens | 1 |   |
|   | 1 | 5 avril 2009 | 25 avril 2010 | Saison 1 |               | Saga des Saïyens | 1 |   |
|   | 1 | 5 avril 2009 | 25 avril 2010 | Saison 1 |               | Saga des Saïyens | 1 |   |
|   | 1 | 5 avril 2009 | 25 avril 2010 | Saison 1 |               | Saga des Saïyens | 1 |   |
|   | 1 | 5 avril 2009 | 25 avril 2010 | Saison 1 |               | Saga des Saïyens | 1 |   |
|   | 1 | 5 avril 2009 | 25 avril 2010 | Saison 1 |               | Saga des Saïyens | 1 |   |
|   | 1 | 5 avril 2009 | 25 avril 2010 | Saison 1 |               | Saga des Saïyens | 1 |   |
|   | 1 | 5 avril 2009 | 25 avril 2010 | Saison 1 |               | Saga des Saïyens | 1 |   |
|   | 1 | 5 avril 2009 | 25 avril 2010 | Saison 1 |               | Saga des Saïyens | 1 |   |
|   | 1 | 5 avril 2009 | 25 avril 2010 | Saison 1 |               | Saga des Saïyens | 1 |   |
|   | 1 | 5 avril 2009 | 25 avril 2010 | Saison 1 |               | Saga des Saïyens | 1 |   |
|   | 1 | 5 avril 2009 | 25 avril 2010 | Saison 1 |               | Saga des Saïyens | 1 |   |
|   | 1 | 5 avril 2009 | 25 avril 2010 | Saison 1 |               | Saga des Saïyens | 1 |   |
|   | 1 | 5 avril 2009 | 25 avril 2010 | Saison 1 |               | Saga des Saïyens | 1 |   |
|   | 1 | 5 avril 2009 | 25 avril 2010 | Saison 1 | Saga de Namek |                  | 1 |   |
|   | 1 | 5 avril 2009 | 25 avril 2010 | Saison 1 |               |                  | 1 |   |
|   | 1 | 5 avril 2009 | 25 avril 2010 | Saison 1 |               |                  | 1 |   |
|   | 1 | 5 avril 2009 | 25 avril 2010 | Saison 1 |               |                  | 1 |   |
|   | 1 | 5 avril 2009 | 25 avril 2010 | Saison 1 |               |                  | 1 |   |
|   | 1 | 5 avril 2009 | 25 avril 2010 | Saison 1 |               |                  | 1 |   |
|   | 1 | 5 avril 2009 | 25 avril 2010 | Saison 1 |               |                  | 1 |   |
|   | 1 | 5 avril 2009 | 25 avril 2010 | Saison 1 |               |                  | 1 |   |
|   | 1 | 5 avril 2009 | 25 avril 2010 | Saison 1 |               |                  | 1 |   |
|   | 1 | 5 avril 2009 | 25 avril 2010 | Saison 1 |               |                  | 1 |   |
|   | 1 | 5 avril 2009 | 25 avril 2010 | Saison 1 |               |                  | 1 |   |
|   | 1 | 5 avril 2009 | 25 avril 2010 | Saison 1 |               |                  | 1 |   |
|   | 1 | 5 avril 2009 | 25 avril 2010 | Saison 1 |               |                  | 1 |   |
|   | 1 | 5 avril 2009 | 25 avril 2010 | Saison 1 |               |                  | 1 |   |
|   | 1 | 5 avril 2009 | 25 avril 2010 | Saison 1 |               |                  | 1 |   |
|   | 1 | 5 avril 2009 | 25 avril 2010 | Saison 1 |               |                  | 1 |   |
|   | 1 | 5 avril 2009 | 25 avril 2010 | Saison 1 |               |                  | 1 |   |
|   | 1 | 5 avril 2009 | 25 avril 2010 | Saison 1 |               |                  | 1 |   |
|   | 1 | 5 avril 2009 | 25 avril 2010 | Saison 1 |               |                  | 1 |   |
|   | 1 | 5 avril 2009 | 25 avril 2010 | Saison 1 |               |                  | 1 |   |
|   | 1 | 5 avril 2009 | 25 avril 2010 | Saison 1 |               |                  | 1 |   |
|   | 1 | 5 avril 2009 | 25 avril 2010 | Saison 1 |               |                  | 1 |   |
|   | 1 | 5 avril 2009 | 25 avril 2010 | Saison 1 |               |                  | 1 |   |
|   | 1 | 5 avril 2009 | 25 avril 2010 | Saison 1 |               |                  | 1 |   |
|   | 1 | 5 avril 2009 | 25 avril 2010 | Saison 1 |               |                  | 1 |   |
|   | 1 | 5 avril 2009 | 25 avril 2010 | Saison 1 |               |                  | 1 |   |
|   | 1 | 5 avril 2009 | 25 avril 2010 | Saison 1 |               |                  | 1 |   |
|   | 1 | 5 avril 2009 | 25 avril 2010 | Saison 1 |               |                  | 1 |   |
|   | 1 | 5 avril 2009 | 25 avril 2010 | Saison 1 |               |                  | 1 |   |
|   | 1 | 5 avril 2009 | 25 avril 2010 | Saison 1 |               |                  | 1 |   |
|   | 1 | 5 avril 2009 | 25 avril 2010 | Saison 1 |               |                  | 1 |   |
|   | 1 | 5 avril 2009 | 25 avril 2010 | Saison 1 |               |                  | 1 |   |
|   | 1 | 5 avril 2009 | 25 avril 2010 | Saison 1 |               |                  | 1 |   |
|   | 1 | 5 avril 2009 | 25 avril 2010 | Saison 1 |               |                  | 1 |   |
|   | 1 | 5 avril 2009 | 25 avril 2010 | Saison 1 |               |                  | 1 |   |
|   | 1 | 5 avril 2009 | 25 avril 2010 | Saison 1 |               |                  | 1 |   |
|   | 1 | 5 avril 2009 | 25 avril 2010 | Saison 1 |               |                  | 1 |   |
|   | 2 | 2 mai 2010   | 27 mars 2011  | Saison 2 |               | Saga des cyborgs | 2 |   |
|   | 2 | 2 mai 2010   | 27 mars 2011  | Saison 2 |               | Saga des cyborgs | 2 |   |
|   | 2 | 2 mai 2010   | 27 mars 2011  | Saison 2 |               | Saga des cyborgs | 2 |   |
|   | 2 | 2 mai 2010   | 27 mars 2011  | Saison 2 |               | Saga des cyborgs | 2 |   |
|   | 2 | 2 mai 2010   | 27 mars 2011  | Saison 2 |               | Saga des cyborgs | 2 |   |
|   | 2 | 2 mai 2010   | 27 mars 2011  | Saison 2 |               | Saga des cyborgs | 2 |   |
|   | 2 | 2 mai 2010   | 27 mars 2011  | Saison 2 |               | Saga des cyborgs | 2 |   |
|   | 2 | 2 mai 2010   | 27 mars 2011  | Saison 2 |               | Saga des cyborgs | 2 |   |
|   | 2 | 2 mai 2010   | 27 mars 2011  | Saison 2 |               | Saga des cyborgs | 2 |   |
|   | 2 | 2 mai 2010   | 27 mars 2011  | Saison 2 |               | Saga des cyborgs | 2 |   |
|   | 2 | 2 mai 2010   | 27 mars 2011  | Saison 2 |               | Saga des cyborgs | 2 |   |
|   | 2 | 2 mai 2010   | 27 mars 2011  | Saison 2 |               | Saga des cyborgs | 2 |   |
|   | 2 | 2 mai 2010   | 27 mars 2011  | Saison 2 |               | Saga des cyborgs | 2 |   |
|   | 2 | 2 mai 2010   | 27 mars 2011  | Saison 2 |               | Saga des cyborgs | 2 |   |
|   | 2 | 2 mai 2010   | 27 mars 2011  | Saison 2 | Saga de Cell  |                  | 2 |   |
|   | 2 | 2 mai 2010   | 27 mars 2011  | Saison 2 |               |                  | 2 |   |
|   | 2 | 2 mai 2010   | 27 mars 2011  | Saison 2 |               |                  | 2 |   |
|   | 2 | 2 mai 2010   | 27 mars 2011  | Saison 2 |               |                  | 2 |   |
|   | 2 | 2 mai 2010   | 27 mars 2011  | Saison 2 |               |                  | 2 |   |
|   | 2 | 2 mai 2010   | 27 mars 2011  | Saison 2 |               |                  | 2 |   |
|   | 2 | 2 mai 2010   | 27 mars 2011  | Saison 2 |               |                  | 2 |   |
|   | 2 | 2 mai 2010   | 27 mars 2011  | Saison 2 |               |                  | 2 |   |
|   | 2 | 2 mai 2010   | 27 mars 2011  | Saison 2 |               |                  | 2 |   |
|   | 2 | 2 mai 2010   | 27 mars 2011  | Saison 2 |               |                  | 2 |   |
|   | 2 | 2 mai 2010   | 27 mars 2011  | Saison 2 |               |                  | 2 |   |
|   | 2 | 2 mai 2010   | 27 mars 2011  | Saison 2 |               |                  | 2 |   |
|   | 2 | 2 mai 2010   | 27 mars 2011  | Saison 2 |               |                  | 2 |   |
|   | 2 | 2 mai 2010   | 27 mars 2011  | Saison 2 |               |                  | 2 |   |
|   | 2 | 2 mai 2010   | 27 mars 2011  | Saison 2 |               |                  | 2 |   |
|   | 2 | 2 mai 2010   | 27 mars 2011  | Saison 2 |               |                  | 2 |   |
|   | 2 | 2 mai 2010   | 27 mars 2011  | Saison 2 |               |                  | 2 |   |
|   | 2 | 2 mai 2010   | 27 mars 2011  | Saison 2 |               |                  | 2 |   |
|   | 2 | 2 mai 2010   | 27 mars 2011  | Saison 2 |               |                  | 2 |   |
|   | 2 | 2 mai 2010   | 27 mars 2011  | Saison 2 |               |                  | 2 |   |
|   | 2 | 2 mai 2010   | 27 mars 2011  | Saison 2 |               |                  | 2 |   |
|   | 2 | 2 mai 2010   | 27 mars 2011  | Saison 2 |               |                  | 2 |   |
|   | 2 | 2 mai 2010   | 27 mars 2011  | Saison 2 |               |                  | 2 |   |
|   | 2 | 2 mai 2010   | 27 mars 2011  | Saison 2 |               |                  | 2 |   |
|   | 2 | 2 mai 2010   | 27 mars 2011  | Saison 2 |               |                  | 2 |   |
|   | 2 | 2 mai 2010   | 27 mars 2011  | Saison 2 |               |                  | 2 |   |
|   | 2 | 2 mai 2010   | 27 mars 2011  | Saison 2 |               |                  | 2 |   |
|   | 2 | 2 mai 2010   | 27 mars 2011  | Saison 2 |               |                  | 2 |   |
|   | 2 | 2 mai 2010   | 27 mars 2011  | Saison 2 |               |                  | 2 |   |
|   | 2 | 2 mai 2010   | 27 mars 2011  | Saison 2 |               |                  | 2 |   |
|   | 3 | 6 avril 2014 | 28 juin 2015  | Saison 3 |               | Saga de Boo      | 3 |   |
|   | 3 | 6 avril 2014 | 28 juin 2015  | Saison 3 |               | Saga de Boo      | 3 |   |
|   | 3 | 6 avril 2014 | 28 juin 2015  | Saison 3 |               | Saga de Boo      | 3 |   |
|   | 3 | 6 avril 2014 | 28 juin 2015  | Saison 3 |               | Saga de Boo      | 3 |   |
|   | 3 | 6 avril 2014 | 28 juin 2015  | Saison 3 |               | Saga de Boo      | 3 |   |
|   | 3 | 6 avril 2014 | 28 juin 2015  | Saison 3 |               | Saga de Boo      | 3 |   |
|   | 3 | 6 avril 2014 | 28 juin 2015  | Saison 3 |               | Saga de Boo      | 3 |   |
|   | 3 | 6 avril 2014 | 28 juin 2015  | Saison 3 |               | Saga de Boo      | 3 |   |
|   | 3 | 6 avril 2014 | 28 juin 2015  | Saison 3 |               | Saga de Boo      | 3 |   |
|   | 3 | 6 avril 2014 | 28 juin 2015  | Saison 3 |               | Saga de Boo      | 3 |   |
|   | 3 | 6 avril 2014 | 28 juin 2015  | Saison 3 |               | Saga de Boo      | 3 |   |
|   | 3 | 6 avril 2014 | 28 juin 2015  | Saison 3 |               | Saga de Boo      | 3 |   |
|   | 3 | 6 avril 2014 | 28 juin 2015  | Saison 3 |               | Saga de Boo      | 3 |   |
|   | 3 | 6 avril 2014 | 28 juin 2015  | Saison 3 |               | Saga de Boo      | 3 |   |
|   | 3 | 6 avril 2014 | 28 juin 2015  | Saison 3 |               | Saga de Boo      | 3 |   |
|   | 3 | 6 avril 2014 | 28 juin 2015  | Saison 3 |               | Saga de Boo      | 3 |   |
|   | 3 | 6 avril 2014 | 28 juin 2015  | Saison 3 |               | Saga de Boo      | 3 |   |
|   | 3 | 6 avril 2014 | 28 juin 2015  | Saison 3 |               | Saga de Boo      | 3 |   |
|   | 3 | 6 avril 2014 | 28 juin 2015  | Saison 3 |               | Saga de Boo      | 3 |   |
|   | 3 | 6 avril 2014 | 28 juin 2015  | Saison 3 |               | Saga de Boo      | 3 |   |
|   | 3 | 6 avril 2014 | 28 juin 2015  | Saison 3 |               | Saga de Boo      | 3 |   |
|   | 3 | 6 avril 2014 | 28 juin 2015  | Saison 3 |               | Saga de Boo      | 3 |   |
|   | 3 | 6 avril 2014 | 28 juin 2015  | Saison 3 |               | Saga de Boo      | 3 |   |
|   | 3 | 6 avril 2014 | 28 juin 2015  | Saison 3 |               | Saga de Boo      | 3 |   |
|   | 3 | 6 avril 2014 | 28 juin 2015  | Saison 3 |               | Saga de Boo      | 3 |   |
|   | 3 | 6 avril 2014 | 28 juin 2015  | Saison 3 |               | Saga de Boo      | 3 |   |
|   | 3 | 6 avril 2014 | 28 juin 2015  | Saison 3 |               | Saga de Boo      | 3 |   |
|   | 3 | 6 avril 2014 | 28 juin 2015  | Saison 3 |               | Saga de Boo      | 3 |   |
|   | 3 | 6 avril 2014 | 28 juin 2015  | Saison 3 |               | Saga de Boo      | 3 |   |
|   | 3 | 6 avril 2014 | 28 juin 2015  | Saison 3 |               | Saga de Boo      | 3 |   |
|   | 3 | 6 avril 2014 | 28 juin 2015  | Saison 3 |               | Saga de Boo      | 3 |   |
|   | 3 | 6 avril 2014 | 28 juin 2015  | Saison 3 |               | Saga de Boo      | 3 |   |
|   | 3 | 6 avril 2014 | 28 juin 2015  | Saison 3 |               | Saga de Boo      | 3 |   |
|   | 3 | 6 avril 2014 | 28 juin 2015  | Saison 3 |               | Saga de Boo      | 3 |   |
|   | 3 | 6 avril 2014 | 28 juin 2015  | Saison 3 |               | Saga de Boo      | 3 |   |
|   | 3 | 6 avril 2014 | 28 juin 2015  | Saison 3 |               | Saga de Boo      | 3 |   |
|   | 3 | 6 avril 2014 | 28 juin 2015  | Saison 3 |               | Saga de Boo      | 3 |   |
|   | 3 | 6 avril 2014 | 28 juin 2015  | Saison 3 |               | Saga de Boo      | 3 |   |
|   | 3 | 6 avril 2014 | 28 juin 2015  | Saison 3 |               | Saga de Boo      | 3 |   |
|   | 3 | 6 avril 2014 | 28 juin 2015  | Saison 3 |               | Saga de Boo      | 3 |   |
|   | 3 | 6 avril 2014 | 28 juin 2015  | Saison 3 |               | Saga de Boo      | 3 |   |
|   | 3 | 6 avril 2014 | 28 juin 2015  | Saison 3 |               | Saga de Boo      | 3 |   |
|   | 3 | 6 avril 2014 | 28 juin 2015  | Saison 3 |               | Saga de Boo      | 3 |   |
|   | 3 | 6 avril 2014 | 28 juin 2015  | Saison 3 |               | Saga de Boo      | 3 |   |
|   | 3 | 6 avril 2014 | 28 juin 2015  | Saison 3 |               | Saga de Boo      | 3 |   |
|   | 3 | 6 avril 2014 | 28 juin 2015  | Saison 3 |               | Saga de Boo      | 3 |   |
|   | 3 | 6 avril 2014 | 28 juin 2015  | Saison 3 |               | Saga de Boo      | 3 |   |
|   | 3 | 6 avril 2014 | 28 juin 2015  | Saison 3 |               | Saga de Boo      | 3 |   |
|   | 3 | 6 avril 2014 | 28 juin 2015  | Saison 3 |               | Saga de Boo      | 3 |   |
|   | 3 | 6 avril 2014 | 28 juin 2015  | Saison 3 |               | Saga de Boo      | 3 |   |
|   | 3 | 6 avril 2014 | 28 juin 2015  | Saison 3 |               | Saga de Boo      | 3 |   |
|   | 3 | 6 avril 2014 | 28 juin 2015  | Saison 3 |               | Saga de Boo      | 3 |   |
|   | 3 | 6 avril 2014 | 28 juin 2015  | Saison 3 |               | Saga de Boo      | 3 |   |

## Première saison (2009-2010)

### Saga desSaiyans
| No | Titre français                                                                          | Titre japonais                                 | Titre japonais | Date de 1re diffusion |
| No | Titre français                                                                          | Kanji                                          | Rōmaji | Date de 1re diffusion |
| --- | --------------------------------------------------------------------------------------- | ---------------------------------------------- | --- | --------------------- |
| 1 | Le Début du combat ! Le Retour de Son Goku                                              | 闘いの幕開け！帰ってきたぞ孫悟空               | Tatakai no Makuake! Kaette Kita zo Son Gokū (Le début du combat ! Le retour de Son Goku)                                                          | 5 avril 2009          |
| [Épisodes 01~02 de Dragon Ball Z] – Sur la planète Vegeta, Kakarot, âgé de quelques semaines, est envoyé sur Terre à cause de sa faible puissance pour décimer la race humaine. Pendant ce temps, Bardock, son père, ayant appris les véritables ambitions de Freezer à l'encontre du peuple des Saiyans, tente de le tuer pour changer le destin. Mais cette action sera vaine. La gigantesque boule d'énergie du tyran aura raison de lui, de son peuple et de la planète Vegeta. Sur Terre, Son Goku (nommé ainsi en arrivant sur Terre), devenu amnésique, est adopté par Son Gohan. Douze ans plus tard, le jeune Saiyan fait la rencontre de Bulma, et ils partent ensemble à la recherche des sept Dragon Balls. Durant les péripéties qui suivent, ils font la connaissance de Tortue Géniale, de Krilin, de Yamcha, de Ten Shin Han, de Yajirobé et de Maître Karin, qui lui donne une boisson augmentant considérablement sa force dans le but de tuer le roi démon Piccolo. Son Goku y parvient, mais Piccolo donna naissance à un enfant avant de mourir. Trois ans plus tard, il affronte le fils du roi démon Piccolo au nouveau Tournoi d'Arts Martiaux et gagne. Il épouse finalement Chichi, une fille qu'il a rencontrée au début de ses aventures. Cinq ans plus tard, Son Goku et son fils Son Gohan, partent rendre visite à leurs amis à Kamé House. Pendant ce temps, un agriculteur est témoin de l'atterrissage d'un vaisseau spatial. Un homme mystérieux en émerge et le tue avant de s'envoler à la recherche de la puissante force qu'il a localisé, à l'aide d'un dispositif (Détecteur) sur son œil. Cette puissance, c'est celle de Piccolo, qui manque de se faire tuer par l'étranger, mais cela est évité lorsque le dispositif indique qu'il existe une personne possédant une plus grande puissance. Il s'agit cette fois de Goku qui, une fois arrivé à Kamé House, présente son fils à Bulma, Krilin et Tortue Géniale. Alors que le Saiyan est en pleine discussion avec ses amis, le mystérieux guerrier fait son apparition sur l'île. |                                                                                         |                                                | |                       |
| 2 | Goku, ton frère est notre ennemi ? Le Secret des guerriers Saïyens                      | 敵は悟空の兄！？最強戦士サイヤ人の秘密         | Teki wa Gokū no Ani! Saikyō Senshi Saiyajin no Himitsu (C'est le frère de Goku ?! La révélation du secret des Saiyans)                            | 12 avril 2009         |
| [Épisodes 02~03 de Dragon Ball Z] – L'étranger arrive peu de temps après et parle à Goku d'une manière familière. Krilin, ne se méfiant pas et croyant qu'il s'agit d'un ivrogne, se prend un coup de queue de la part de l'inconnu, faisant comprendre à tous qu'il est de la même race que Son Goku, c'est-à-dire la race des Saiyans. L'homme venu de l'espace s'appelle Raditz et est son frère aîné. Ce dernier n'en a aucun souvenir, car il a perdu la mémoire lorsqu'il était enfant, après une chute où il est tombé sur la tête. Raditz rapporte que Son Goku et lui font partie d'une race alien appelée Saiyans et qu'ils font partie des quatre derniers survivants de cette race. Il demande alors à son frère cadet de se joindre à eux dans le but d'exterminer tous les terriens, mais celui-ci refuse catégoriquement. Pour le forcer à changer d'avis, il prend son fils Son Gohan en otage. Piccolo apparaît et propose son aide pour vaincre Raditz. Son Goku accepte et ensemble, ils suivent le guerrier Saiyan, grâce au dragon radar qui leur indique la localisation de Son Gohan, car celui-ci porte une Dragon Ball sur son chapeau. Une fois arrivés sur les lieux, les deux combattants font face à leur adversaire, mais celui-ci n'est pas impressionné et leur annonce que, si par miracle, ils parvenaient à le vaincre, deux autres Saiyans, encore plus puissants, lui succéderaient. |                                                                                         |                                                | |                       |
| 3 | Ils combattent pour leur vie ! L'Assaut désespéré de Goku et Piccolo                    | 命をかけた闘い！悟空とピッコロ捨て身の猛攻     | Inochi o Kaketa Tatakai! Gokū to Pikkoro Sutemi no Mōkō (Ils combattent pour leur vie ! L'assaut désespéré de Goku et Piccolo)                    | 19 avril 2009         |
| [Épisodes 04~05 de Dragon Ball Z] – Son Goku et Piccolo ne sont pas de taille face à Raditz en conflit direct. Ils élaborent ensemble une stratégie : le Saiyan occupe son adversaire, pendant que le Namek se prépare à utiliser son Makankôsappô. Bien que Goku ait réussi à faire gagner du temps à son partenaire, Piccolo rate son attaque sur leur ennemi. Cependant, le premier saisit la queue de son opposant et, malgré les avertissements de son allié, se laisse piéger par son frère aîné qui réveille sa clémence et en profite pour le torturer. Ivre de colère, Gohan se libère de la capsule et, avec sa puissance latente, donne un violent coup de tête sur la poitrine de son oncle, qui finit par l'assommer. Cette fois, Goku se saisit de Raditz et Piccolo réutilise sa technique, éliminant les deux Saiyans en même temps. Avant de mourir, Raditz annonce l'arrivée de ses deux congénères dans un an, puis Goku s'éteint lui aussi, sous les yeux de Bulma, Krilin et Tortue Géniale. |                                                                                         |                                                | |                       |
| 4 | Son Goku est dans l'autre monde ! Le Chemin du serpent d'un million de kilomètres       | あの世で走れ孫梧空！１００万キロの蛇の道       | Anoyo de Hashire Son Gokū! Hyaku-Man Kiro no Hebi no Michi! (Son Goku est dans l'autre monde ! Le chemin du serpent d'un million de kilomètres)   | 26 avril 2009         |
| [Épisodes 06~07 de Dragon Ball Z] – Le corps sans vie de Goku disparaît brusquement sous les yeux de ses trois amis, et Piccolo comprend que c'est le Tout-Puissant qui l'a récupéré, ayant sûrement une idée en tête. Pendant que Bulma, épaulée par Krilin, récupère le Scouter de Raditz, le Namek prend la décision d'emmener Son Gohan avec lui pour le former aux arts martiaux. Pendant ce temps dans l'Autre Monde, le Tout-Puissant demande au roi Enma l'autorisation de laisser Goku emprunter le chemin du Serpent, afin que le Saiyan puisse s'entraîner avec maître Kaio avant l'arrivée des deux autres guerriers Saiyans. Conduit par un guide, Goku entame le voyage qui le mènera à sa destination. Sur Terre, Krilin ne trouve pas le courage d'annoncer à Chichi la mort de son mari et la capture de son fils par Piccolo. De son côté, le Namek apprend au jeune Saiyan la mort de son père et réveille le pouvoir latent du jeune garçon en le lançant vers un rocher. |                                                                                         |                                                | |                       |
| 5 | Survivre dans la nature. La lune réveille Gohan                                         | 荒野のサバイバル！月夜が悟飯を呼び覚ます       | Kōya no Sabaibaru! Tsukiyo ga Gohan o Yobisamasu (Survivre parmi les dinosaures ! C'est la lune qui réveille Gohan)                               | 3 mai 2009            |
| [Épisodes 07~08 de Dragon Ball Z] – Pour débuter sa formation aux arts martiaux, Son Gohan va devoir apprendre à survivre seul dans la nature pendant 6 mois. Au Palais du Tout-Puissant, le gardien de la Terre se rend compte que Piccolo a beaucoup changé depuis qu'il a tué Raditz, et semble inquiet au sujet de son avenir et celui du guerrier Namek. Pendant ce temps dans l'Autre Monde, Goku poursuit sa route sur le chemin du Serpent. Sur l'île de Tortue Géniale, Krilin révèle à Bulma et à son maître n'avoir rien dit à Chichi sur la mort de Goku et l'enlèvement de Gohan. Ils reçoivent ensuite la visite de Yajirobé, qui apprend au Terrien que Yamcha, Ten Shin Han, Chaozu, Krilin et lui sont convoqués chez le Tout-Puissant pour y suivre un entraînement intensif. Il transmet également un message de Baba la Voyante, leur demandant d'attendre un an avant de ramener Goku à la vie. Juste après son passage, Chichi et Guymao viennent, à leur tour, sur l'île. Et c'est finalement Tortue Géniale qui leur annonce l'enlèvement de Gohan par Piccolo et la mort de Goku. Un soir, à la suite de l'apparition de la pleine lune, Son Gohan se transforme en singe géant, mais le guerrier Namek détruit la sphère lunaire, mettant fin à la transformation de son élève. Il lui arrache la queue, puis lui donne de nouveaux vêtements à l'image de son père avec le symbole du démon sur le dos, ainsi qu'une épée. |                                                                                         |                                                | |                       |
| 6 | Arrivé au bout du chemin ! Le Curieux Examen de Kaioh                                   | 辿り着いた終点！界王様のおちゃめな試練         | Tadori Tsuita Shūten! Kaiō-sama no Ochame na Shiren (Arrivé au bout du chemin ! Le curieux examen de Maître Kaio)                                 | 10 mai 2009           |
| [Épisodes 09~19 de Dragon Ball Z] – Le lendemain, Gohan recouvre ses esprits et ne se souvient de rien de l'incident de la veille. Malgré cela, il continue d'apprendre à survivre en solitaire. 6 mois s'écoulent ensuite et le jeune Saiyan a réussi la première épreuve de l'enseignement du Namek. Dans l'Autre Monde, Son Goku arrive enfin au bout du chemin du Serpent, ainsi que chez maître Kaioh. Cependant, la gravité de la petite planète est 10 fois plus grande, et le Saiyan est attiré vers le sol. Il se relève péniblement et a bien du mal à se déplacer, puis il tombe sur Bubbles, le singe de compagnie du roi de la galaxie Nord. Il l'imite et rencontre finalement son futur maître d'arts martiaux. Celui-ci accepte de l'entraîner, à condition de le faire rire avec des jeux de mots, ce que Goku parvient à faire. Pour pouvoir s'adapter à la gravité de la planète, maître Kaioh le défie d'attraper son singe de compagnie. |                                                                                         |                                                | |                       |
| 7 | Lutter contre une gravité dix fois plus forte ! L'entraînement de Goku, c'est la course | １０倍重力と闘え！悟空よ修行はかけっこだ       | Jū Bai Jūryoku to Tatakae! Gokū yo Shugyō wa Kakekko da (Lutter contre une gravité 10 fois plus forte ! L'entraînement de Goku, c'est la course)  | 17 mai 2009           |
| [Épisodes 19~20 de Dragon Ball Z] – Trois semaines après son arrivée chez maître Kaioh, Son Goku réussit à attraper Bubbles et s'adapter à la gravité de la planète. Son nouveau professeur lui propose un second défi : frapper Grégory, un criquet, avec un maillet. Sur Terre, Son Gohan commence enfin sa formation aux arts martiaux auprès de son nouveau maître, Piccolo. Pendant ce temps, Chaozu, Yajirobé, Krilin, Ten Shin Han et Yamcha poursuivent leurs entraînements avec le Tout-Puissant. Quinze jours plus tard, Goku réussit le second défi et maîtrise complètement la gravité. Maître Kaioh se dit alors prêt à enseigner le Kaioken et le Genkidama à son nouvel élève. |                                                                                         |                                                | |                       |
| 8 | Apparais Shenron ! Les guerriers Saïyens arrivent sur Terre !                           | いでよ神龍！サイヤ人ついに地球到着             | Ide yo Shenron! Saiyajin Tsui ni Chikyū Tōchaku (Apparais, Shenron ! Les Saiyans arrivent sur Terre)                                              | 24 mai 2009           |
| [Épisode 21 de Dragon Ball Z] – Mâitre Kaioh refait passer les défis précédents à Son Goku, que ce dernier accomplit en un rien de temps. Il teste ensuite ses capacités à créer le Genkidama avec une brique, que le Saiyan détruit sans mal. Ayant terminé son entraînement avec lui, Goku doit vite rentrer sur Terre, car les guerriers Saiyans doivent arriver le lendemain. Ne s'étant pas rendu compte du temps qui passe, le roi de la galaxie Nord autorise son apprenti à contacter Tortue Géniale. Le Saiyan lui demande d'utiliser les Dragon Balls afin de le ressusciter, ce qu'il fit. Après avoir eu des vêtements tous neufs de son maître, Goku ne perd pas une seconde et effectue le chemin inverse en volant, après avoir remercié maître Kaioh, Bubbles et Grégory. Pendant ce temps, Nappa et Vegeta arrivent enfin sur Terre. |                                                                                         |                                                | |                       |
| 9 | Le Combat héroïque de Yamcha. Les Impitoyables Saibaimen                                | ヤムチャ奮闘！おそるべし栽培マン               | Yamucha Funtō! Osoru Beshi Saibaiman (Le combat héroïque de Yamcha ! Les impitoyables Saibaimen)                                                  | 31 mai 2009           |
| [Épisodes 22~23 de Dragon Ball Z] – Dès leur arrivée, les deux guerriers Saiyans détruisent une ville, par le biais de Nappa, puis rejoignent Piccolo, Son Gohan et Krilin qui les attendaient. Ils identifient le Namek comme étant originaire de la planète du même nom, puis engagent le combat... en invoquant des Saibaimen. Fort heureusement, Ten Shin Han, Chaozu et Yamcha viennent compléter la Z Team, et Vegeta propose que chaque guerrier affronte une de leurs créatures. Le premier Terrien en bat un sans mal, qui sera détruit par le prince des Saiyans, mais le second Saibaimen gagne en s'explosant, emportant Yamcha avec lui. Ivre de colère et de désespoir à la suite de la mort de son camarade, Krilin utilise une de ses attaques les plus puissantes... |                                                                                         |                                                | |                       |
| 10 | Attends-moi, Chaozu ! La Catapulte d'énergie : Le Cri de Tenshinhan                     | 待ってろ餃子！天津飯絶叫の気功砲               | Matte ro Chaozu! Tenshinhan Zekkyō no Kikōhō (Attends-moi Chaozu ! Catapulte d'énergie : le cri de Tenshinhan)                                    | 7 juin 2009           |
| [Épisodes 24~25 de Dragon Ball Z] – L'attaque de Krilin sur les deux Saiyans n'a rien donné, mais il a réussi à éliminer cinq Saibaimen, puis Piccolo se débarrasse du dernier. Nappa décide d'affronter seul la Z Team, fait perdre un bras à Ten Shin Han et pousse Chaozu à se sacrifier inutilement. Alors qu'il s'apprête à l'achever, le Namek et Krilin l'attaquent par surprise, puis poussent Son Gohan à frapper leur adversaire, mais le jeune Saiyan prend peur et s'enfuit. À la suite de cet événement tragique, le Terrien puise dans ses dernières forces pour utiliser son Kikôhô sur son adversaire, sans résultat, et s'éteint d'épuisement. Il ne reste donc plus que Piccolo, Gohan et Krilin. Ce dernier révèle aux deux Saiyans que Goku est leur meilleur atout, car il a suivi une formation particulière pour les combattre. Curieux de connaître la puissance de ce dernier, Vegeta accorde un répit de trois heures à ses trois opposants, espérant que Goku finira par arriver. |                                                                                         |                                                | |                       |
| 11 | Arriveras-tu à temps, Son Goku ? Plus que trois heures avant la reprise du combat       | 間に合うか孫悟空！？戦闘再開まで３時間         | Maniau ka Son Gokū!? Sentō Saikai Made Sanjikan (Arriveras-tu à temps Son Goku !? 3 heures avant la reprise du combat)                            | 14 juin 2009          |
| [Épisodes 26~27 de Dragon Ball Z] – Malgré les trois heures de répit accordées par Vegeta, Son Goku n'est toujours pas arrivé, et le combat entre la Z Team et Nappa se poursuit. Quelques minutes plus tard, le Saiyan arrive enfin au bout du chemin du Serpent, rejoint la Terre grâce au Tout-Puissant, mange un senzû grâce à maître Karin et fonce sur le champ de bataille sans perdre un instant. Sentant l'arrivée imminente du Saiyan et voyant avec horreur qu'il a une puissance de plus de 5 000, Vegeta décide d'aller trouver les Dragon Balls sur la planète Namek, et ordonne à Nappa de tuer les autres guerriers. Durant le combat, Nappa tire un rayon d'énergie destructrice sur Son Gohan après que ce dernier l'ait poussé dans une colère noire, mais pris de court à la dernière seconde, Piccolo s'interpose et subit l'attaque de son adversaire pour protéger son jeune apprenti. |                                                                                         |                                                | |                       |
| 12 | Les Larmes de Piccolo… La Contre-attaque de Son Goku en colère !                        | ピッコロが流した涙… 孫悟空怒りの大反撃！       | Pikkoro ga Nagashi ta Namida… Son Gokū Ikari no Dai Hangeki! (La mort de Piccolo en larme… La terrible contre-attaque de Son Goku !)              | 21 juin 2009          |
| [Épisodes 28~29 de Dragon Ball Z] – Contre toute attente, Piccolo s'est interposé pour protéger Gohan de la puissante attaque de Nappa. Avant de mourir, le Namek remercie son jeune apprenti pour sa sincérité, le reconnaît comme son ami en versant des larmes et lui conseille de se sauver. Malheureusement, la mort du premier entraine également celle du Tout-Puissant, ainsi que la disparition des Dragon Balls. Fou de rage, le jeune Saiyan lance son Masenko sur son adversaire, mais sans succès. Épuisé, il s'agenouille et ne trouve plus la force de courir. Nappa s'apprête à l'écraser, mais le Nuage magique le sauve juste à temps et Son Goku fait enfin son apparition sur le lieu du combat. Envahi par la colère envers les deux Saiyans qui ont tué ses compagnons, il défie l'équipier de Vegeta et prend facilement le dessus sur celui-ci en lui portant les 4 coups dédiés à ses défunts camarades. Ayant retrouvé son sang froid grâce aux conseils du prince des Saiyans, Nappa fait jeu égal avec Goku. Mais voyant que son partenaire est incapable de gagner, Vegeta décide de prendre les choses en main. |                                                                                         |                                                | |                       |
| 13 | Voilà l'aura de Kaioh ! Un combat extrême : Goku contre Vegeta                          | これが界王拳だ！！限界バトルの悟空ＶＳべジータ | Kore ga Kaiōken da!! Genkai Batoru no Gokū tai Bejīta (Voilà l'aura de Kaioh ! Un combat jusqu'aux limites : Goku contre Vegeta)                  | 28 juin 2009          |
| [Épisodes 29~30 de Dragon Ball Z] – Nappa, comprenant qu'il n'a aucune chance de vaincre Goku, s'attaque à Krilin et Son Gohan, mais son opposant le stoppe sans problème avec le Kaioken et le jette près de Vegeta, conseillant aux deux Saiyans de quitter la Terre. Ce dernier explique à son fils et son meilleur ami la technique qu'il vient d'utiliser, ainsi que les avantages et les inconvénients de son nouveau pouvoir. À la surprise de l'assistance, le prince des Saiyans se débarrasse de son propre partenaire. Goku conseille à Gohan et Krilin de retourner sur l'île de Tortue Géniale, puis invite Vegeta à se battre ailleurs, qui accepte et le suit sans hésiter. L'affrontement tant attendu est enfin arrivé. Mais le combat commence plutôt mal pour Goku, car son adversaire le surpasse largement, malgré la double aura de Kaioh. Comprenant que la double puissance de sa technique ne fonctionne pas sur le prince des Saiyans, il n'a pas d'autres choix qu'essayer de dépasser les limites de son corps et utilise la triple aura de Kaioh. En partance chez Tortue Géniale avec Krilin, Son Gohan est pris d'un mauvais pressentiment. |                                                                                         |                                                | |                       |
| 14 | Le Choc du Kamehameha. La Grande Transformation du terrible Vegeta                      | 激突かめはめ波！ベジータ執念の大変身           | Gekitotsu Kamehameha! Bejīta Shūnen no Dai-henshin (Le choc du Kamehameha ! La grande transformation du terrible Vegeta)                          | 5 juillet 2009        |
| [Épisodes 31~32 de Dragon Ball Z] – Son Goku, n'ayant pas réussi à avoir le dessus sur Vegeta avec la double aura, rompt sa promesse avec Kaioh et utilise la triple aura pour attaquer, une nouvelle fois, son adversaire avec un pouvoir et une vitesse considérables. Ivre de colère lorsqu'il se rend compte que le niveau de puissance de Kakarot dépasse de très loin le sien, le prince des Saiyans tente alors de détruire la Terre avec un Canon Garlic à pleine puissance. Son Goku, toujours au niveau de la triple aura, contre l'attaque avec un Kamehameha. Leurs énergies étant égales, il utilise la quadruple aura de Kaioh, qui atteint son opposant de plein fouet, mais survit malgré tout. Ce dernier recherche alors la lune dans le but de se transformer en singe géant et d'augmenter ses capacités. Réalisant qu'elle a été détruite, il crée alors une lune artificielle qui lui permet de se transformer en singe géant, mais cela a considérablement réduit son niveau d'énergie. Krilin et Gohan, sentant la terrible puissance de Vegeta décupler et inquiets pour Goku, décident de faire demi-tour et de l'aider. |                                                                                         |                                                | |                       |
| 15 | Goku en danger absolu ! L'orbe d'énergie est notre seul espoir !                        | 絶体絶命の悟空！元気玉に願いを託せ             | Zettai Zetsumei no Gokū! Genki Dama ni Negai wo Takuse (Goku en danger absolu ! Mettez tous vos vœux dans l'orbe d'énergie)                       | 12 juillet 2009       |
| [Épisodes 32~33 de Dragon Ball Z] – Son Goku résiste tant bien que mal aux assauts de Vegeta, transformé en singe géant. Après avoir utilisé le Taioken sur lui, il s'éloigne pour utiliser sa dernière carte : le Genkidama. Mais son adversaire retrouve la vue et le surprend avec une boule d'énergie, ce qui annule sa technique et le prive de ses dernières forces, le mettant à la merci du prince des Saiyans. Un malheur n'arrivant jamais seul, Vegeta lui écrase les deux jambes, ce qui fait qu'il n'est plus capable de se mouvoir. Dans une tentative désespérée, il lance une boule d'énergie sur l'oeil droit de son opposant et ne peut plus faire le moindre geste, le rendant totalement vulnérable. Son rival en profite pour le torturer, mais Gohan et Krilin volent à sa rescousse. Leur tentative de couper la queue du prince des Saiyans échoue, mais fort heureusement, Yajirobé y parvient et Vegeta retrouve son apparence normale. Pendant que Gohan se charge de l'affronter, Goku décide de transmettre l'Orbe d'énergie à Krilin. |                                                                                         |                                                | |                       |
| 16 | L'invincible Vegeta vaincu. Son Gohan provoque un miracle                               | 打倒不死身のベジータ！ 奇跡を起こせ孫悟飯      | Datō Fujimi no Bejīta! Kiseki o Okose Son Gohan (L'invincible Vegeta vaincu ! Son Gohan fait venir un miracle)                                    | 19 juillet 2009       |
| [Épisodes 34~35 de Dragon Ball Z] – Après avoir reçu le Genkidama de Goku, Krilin attend le bon moment pour lancer l'attaque sur Vegeta. Mais distrait par Yajirobé, il la projette, sauf que le prince des Saiyans l'esquive, mais Gohan repousse la technique qui frappe leur adversaire de plein fouet. Hélas, celui-ci survit malgré tout, bien que blessé, amoché et presque épuisé. L'aventurier en profite pour le blesser encore plus, puis se fait corriger par l'ennemi. La queue de Gohan repousse et le jeune Saiyan, sur les conseils de son père, regarde la lune artificielle pour se transformer, à son tour, en singe géant. Il se lance sur Vegeta, mais ce dernier lui coupe la queue avec un Kienzan en utilisant les dernières forces qui lui restent. Paralysé par la fatigue, il ne peut éviter la chute involontaire du jeune garçon. Après avoir appelé son vaisseau, il tente tant bien que mal de quitter la Terre, mais Krilin, armé de l'épée de Yajirobé et souhaitant venger la mort de ses camarades, s'apprête à lui porter le coup final. |                                                                                         |                                                | |                       |
| 17 | À l'aube d'une bataille féroce… La planète de l'espoir est celle de Piccolo             | 激戦の夜明け…希望の星はピッコロの故郷          | Gekisen no Yoake… Kibō no Hoshi wa Pikkoro no Furusato (L'aube d'une bataille féroce… La planète de l'espoir est la planète d'origine de Piccolo) | 2 août 2009           |
| [Épisodes 35~36 de Dragon Ball Z] – Krilin s'apprête à en finir avec Vegeta, sur le point de quitter la Terre, mas Son Goku intervient par télépathie et supplie son meilleur ami de laisser le prince des Saiyans partir vivant. En effet, le Saiyan compte bien s'entraîner à nouveau afin de pouvoir prendre sa revanche sur leur adversaire, ce qui convainc le Terrien. Tortue Géniale, Chichi, Bulma et maître Karin les rejoignent, ayant vu tout le combat à la télévision, récupèrent Goku et les cadavres des autres guerriers puis repartent. Krilin explique à ses camarades les raisons pour lesquelles il est possible de pouvoir ressusciter ses camarades tués : il leur apprend que Piccolo est un Namek et a entendu la conversation entre les deux Saiyans, lorsque Vegeta a parlé d'aller chercher les Dragon Balls situés sur la planète du même nom. |                                                                                         |                                                | |                       |

### Saga deNamek
| No | Titre français                                                                             | Titre japonais                                     | Titre japonais | Date de 1re diffusion |
| No | Titre français                                                                             | Kanji                                              | Rōmaji | Date de 1re diffusion |
| --- | ------------------------------------------------------------------------------------------ | -------------------------------------------------- | --- | --------------------- |
| 18 | Le vaisseau qui reste à Yunzabit ! Décollage pour la planète Namek !                       | ユンザビットに眠る宇宙船！ナメック星へいざ発進     | Yunzabitto ni Nemuru Uchūsen! Namekkusei e Iza Hasshin (Le vaisseau qui dort à Yunzabit ! Décollage pour la planète Namek)                | 9 août 2009           |
| [Épisodes 37~38 de Dragon Ball Z] – Goku, Krilin, Son Gohan sont à l'hôpital pour se remettre de leur bataille avec Vegeta. Les deux jeunes garçons seront vite guéris au bout de quelques jours. En revanche pour le Saiyan, la convalescence va durer 4 mois et il n'est pas certain de retrouver toute sa souplesse, à la suite des fractures de ses jambes. Leurs amis et la famille viennent leur rendre visite. Lorsque le téléviseur est allumé, ils voient un rapport sur la navette spatiale de Nappa. Bulma, pensant avoir appuyé sur le bouton qui ferait décoller la navette jusqu'à eux, enclenche accidentellement l'auto-destruction de l'appareil. Avant que tout le monde ne perde espoir, Mr Popo arrive, et leur dit qu'il existe un autre vaisseau spatial à déplacement très rapide. C'est le navire Namek que le Tout-Puissant avait pris lors de sa venue sur Terre quand il était enfant. Bulma accepte à contrecœur de l'inspecter, et ils se retrouvent tous deux au mont Yunzabit. Le serviteur du Tout-Puissant raconte l'histoire de ce dernier à la Terrienne. Ils se rendent compte que le bâtiment est à commande vocale et qu'il faut donner ses instructions dans la langue Namek. Bulma convertit la langue en japonais. Quelques semaines plus tard, Son Gohan et Krilin décident de l'accompagner dans son voyage vers la planète Namek, à la recherche des Dragon Balls.                                                                                |                                                                                            |                                                    | |                       |
| 19 | Un nouvel ennemi surpuissant ! Freezer, l'empereur de l'espace                             | 新たなる強敵！宇宙の帝王フリーザ                   | Arata Naru Kyōteki!Uchū no Teiō Furīza (Un nouvel ennemi formidable ! Freezer, l'empereur de l'espace)                                    | 16 août 2009          |
| [Épisodes 39~44 de Dragon Ball Z] – Durant leur voyage vers Namek, Son Gohan et Krilin s'entraînent au combat grâce à une projection de leur image dans l'esprit de l'autre. Pendant ce temps, Vegeta a atterri sur la planète Freezer n°79, et après avoir été soigné, se dirige vers Namek pour chercher les Dragon Balls, une fois que Kiwi lui a dit que Freezer est déjà allé là-bas pour obtenir l'immortalité. Après 30 jours passés à bord du vieux vaisseau du Tout-Puissant, Bulma, Krilin et Son Gohan arrivent sur Namek. La Terrienne utilise son Dragon radar et remarque que quatre des Dragon Balls sur sept sont au même endroit. Son Gohan ressent plusieurs énergies maléfiques, mais Bulma les rassure en leur disant qu'il s'agit sûrement de ceux des Nameks. Ils remarquent, à leur grand désarroi, que la navette de Vegeta a atterri elle aussi sur Namek. Le prince des Saiyans n'est pas trop heureux de trouver Zabon et Dodoria accompagnant Freezer. |                                                                                            |                                                    | |                       |
| 20 | La Trahison envers Freezer ! Vegeta brûle d'ambition                                       | フリーザへの反逆！野望に燃えるベジータ             | Furīza e no Hangyaku! Yabō ni Moeru Bejīta (La trahison envers Freezer ! Vegeta brûle d'ambition)                                         | 23 août 2009          |
| [Épisodes 45~46 de Dragon Ball Z] – Tandis que Freezer et ses mercenaires s'emparent des Dragon Balls, Vegeta règle ses comptes avec Kiwi. Au terme d'un bref combat, le Saiyan élimine ce dernier avec une facilité déconcertante, son séjour sur Terre et sa convalescence lui ayant permis d'acquérir une puissance supérieure. Krilin, Son Gohan et Bulma, quant à eux, sont dépassés par les événements : comment récupérer les Dragon Balls face à des ennemis aussi puissants ? Averti de la situation, Son Goku, toujours sur Terre, est remis sur pied grâce aux Haricots magiques et dès lors s'empresse de quitter l'hôpital et de rejoindre la Capsule Corp., où l'attend un vaisseau spatial construit par le Dr Brief pour se rendre à son tour sur la planète Namek. |                                                                                            |                                                    | |                       |
| 21 | Protéger les Dragon Ball ! L'Offensive générale des Nameks                                 | 守れドラゴンボール！ナメック星人総攻撃             | Mamore Doragon Bōru! Namekkuseijin Sōkōgeki (Protégez les Dragon Ball ! L'offensive des Nameks)                                           | 30 août 2009          |
| [Épisodes 46~47 de Dragon Ball Z] – Son Goku se rend chez Bulma pour pouvoir partir sur Namek et s'aperçoit que le Dr Brief, le père de sa meilleure amie, a considérablement amélioré le vaisseau spatial dans lequel il est arrivé sur Terre étant bébé. Cette amélioration lui permettra d'atteindre la planète Namek en 6 jours seulement. Après avoir pris connaissance des commandes de son nouvel appareil, le Saiyan ne perd pas de temps pour décoller vers la destination et commencer enfin à s'entraîner. Pendant ce temps, Krilin et Son Gohan se rendent discrètement vers un village Namek, tombent sur Freezer et ses hommes, s'aperçoivent que ces derniers possèdent 4 Dragon Balls et sont à deux doigts de se faire repérer par les ennemis. Du haut de leur falaise, ils assistent, impuissants, au massacre des villageois qui refusent de collaborer. Trois guerriers Nameks débarquent et se débarassent de quelques soldats du tyran. Le chef du village en profite pour détruire les détecteurs. Mais cela réveille la colère de Dodoria, qui s'apprête à l'attaquer... |                                                                                            |                                                    | |                       |
| 22 | La Terrifiante course-poursuite de Dodoria ! Vegeta apprend la vérité                      | 猛追ドドリアの恐怖！ベジータに明かす真実           | Mōtsui Dodoria no Kyōfu! Bejīta ni Akasu Shinjitsu (La terrifiante course-poursuite de Dodoria ! Vegeta apprend la vérité)                | 6 septembre 2009      |
| [Épisodes 48~49 de Dragon Ball Z] – Face à la puissance de Dodoria, les trois guerriers Nameks, venus secourir leur chef et les enfants, sont tués. Le chef Namek se voit contraint de remettre la 5e Dragon Ball à Freezer, mais il refuse de collaborer davantage par loyauté vis-à-vis de son peuple. Il se fait ensuite tuer avec l'un des enfants par l'ennemi. Alors que ce dernier s'apprête à s'en prendre au dernier restant, Son Gohan, ne supportant plus le massacre, sort de sa cachette, s'attaque à lui, puis prend la fuite avec Krilin et l'enfant Namek. N'étant pas de taille face à leur poursuivant, les deux amis Terriens n'ont d'autre choix que de se cacher. Excédé, Dodoria dévaste le décor. Croyant les avoir éliminé (Son Gohan, Krilin et l'enfant Namek l'observent quitter les lieux sans se faire voir), il s'apprête à rejoindre Freezer, quand il se fait attaquer par Vegeta. Conscient qu'il ne fait plus le poids face à lui, Dodoria espère être épargné lorsqu'il révèle la vérité sur la destruction de la planète natale du Saiyan : Freezer l'a détruite, car il craignait une rébellion de ce peuple à la puissance démesurée. Hors de lui en apprenant la vérité et avoir été manipulé et trompé pendant son enfance, Vegeta élimine facilement son adversaire. |                                                                                            |                                                    | |                       |
| 23 | Les Manœuvres secrètes de Vegeta ! Attaque tragique contre les Nameks !                    | 暗躍のベジータ！ナメック星人を襲う悲劇             | Anyaku no Bejīta! Namekkuseijin wo Osou Higeki (Les manœuvres secrètes de Vegeta ! Attaque tragique contre les Nameks)                    | 13 septembre 2009     |
| [Épisodes 50~51 de Dragon Ball Z] – Après avoir éliminé Dodoria, Vegeta teste sa nouvelle technique de perception en détectant les énergies de Krilin, Gohan et Dendé. Mais il ne réussit pas à les trouver et s'attaque à un village Namek pour s'emparer de leur Dragon Ball. Les deux Terriens ramènent le petit Namek à la grotte, puis ce dernier leur demande de l'accompagner pour rencontrer le Doyen qui possède la dernière Dragon Ball. |                                                                                            |                                                    | |                       |
| 24 | Nos amis reviennent à la vie ! La Transformation monstrueuse du séduisant guerrier Zabon ! | 甦る仲間たち！美戦士ザーボン悪魔の変身             | Yomigaeru Nakamatachi! Bisenshi Zābon Akuma no Henshin (Nos amis reconstitués ! La transformation monstrueuse du charmant guerrier Zabon) | 20 septembre 2009     |
| [Épisodes 51~53 de Dragon Ball Z] – Alors que Son Goku progresse à vue d'œil, Kaioh entre en contact avec lui pour lui annoncer que Yamcha, Tenshinhan, Chaozu et Piccolo sont arrivés chez lui pour y suivre un entraînement encore plus difficile que lorsqu'il s'y trouvait lui-même. Ce dernier le met au courant de la situation sur Namek, laquelle inquiète grandement Kaioh. En effet, connaissant la cruauté et la puissance colossales de Freezer et du danger qu'il pourrait représenter, il demande à notre héros d'éviter tout contact avec lui, sa force étant de loin supérieure à la sienne. Sur Namek, alors que Krilin et Dendé partent rejoindre le Doyen des Aînés, un combat s'engage entre Vegeta et Zabon. Le Saiyan a l'avantage, jusqu'à ce que Zabon dévoile sa véritable et monstrueuse apparence. |                                                                                            |                                                    | |                       |
| 25 | À toi de jouer, Krilin ! Le Terrible pressentiment de Freezer                              | パワーアップだクリリン！うごめくフリーザの予感     | Pawā Appu da Kuririn! Ugomeku Furīza no Yokan (Power up Krilin ! La terrible prémonition de Freezer)                                      | 27 septembre 2009     |
| [Épisodes 53~55 de Dragon Ball Z] – Grâce à sa transformation, Zabon prend le dessus sur Vegeta et le laisse pour mort. Krilin et Dendé arrivent finalement jusqu'à la demeure du Doyen des Aînés. Ce dernier écoute les explications du jeune Terrien et, convaincu de ses bonnes intentions, lui remet non seulement la dernière Dragon Ball, mais lui permet également d'accroître sa force en faisant émerger son potentiel. De son côté, Freezer est très contrarié de savoir que Zabon a laissé Vegeta pour mort, dû au fait qu'il pourrait détenir une Dragon Ball. De ce fait, Zabon part à la recherche du Saiyan agonisant pour le ramener et le soigner, laissant le tyran en proie à ses réflexions sur la menace que pèse la possible apparition du Super Saiyan. Son Gohan, quant à lui, à l'aide du détecteur, part à la recherche de la Dragon Ball que Vegeta avait cachée. |                                                                                            |                                                    | |                       |
| 26 | Les plans sont chamboulés ! Vegeta contre Zabon, la revanche                               | 砕け散れ陰謀！逆襲のベジータVSザーボン             | Kudake Chire Inbō! Gyakushū no Bejīta VS Zābon (Manigances brisées ! La revanche, Vegeta contre Zabon)                                    | 4 octobre 2009        |
| [Épisodes 55~57 de Dragon Ball Z] – Vegeta rétabli, ce dernier parvient à se jouer de ses geôliers et à s'emparer des Dragon Balls que Freezer possédait. Après les avoir minutieusement cachés, il aperçoit Krilin, une Dragon Ball en sa possession. Il décide donc de le suivre, mais Zabon se lance également à ses trousses. De son côté, Son Gohan, arrivé au village dévasté, parvient à récupérer la Dragon Ball cachée dans le lac. Sur le chemin du retour, il perçoit deux énergies phénoménales à l'endroit où se trouvent Bulma et Krilin. Effectivement, après s'être tous rejoints, un nouveau combat s'est engagé entre Vegeta et Zabon, cette fois rapidement dominé par le Saiyan, dont la force s'est considérablement accrue après s'être fait soigner ; une erreur qui coûte cher à son adversaire qui, malgré sa transformation et ses suppliques, se fait tuer par son opposant. |                                                                                            |                                                    | |                       |
| 27 | La situation est critique. Gohan, protège la boule à quatre étoiles                        | 一触即発のピンチ！悟飯よ四星球を守れ               | Isshokusokuhatsu no Pinchi! Gohan yo Sūshinchū o Mamore (Situation critique ! Gohan, protège la boule à quatre étoiles)                   | 11 octobre 2009       |
| [Épisodes 57~59 de Dragon Ball Z] – Krilin donne sa Dragon Ball à Vegeta, après que celui-ci ait tué Zabon, sachant qu'il n'aurait aucune chance contre lui. En retournant vers la Dragon Ball qu'il avait cachée, Vegeta sent la présence de Son Gohan. Lui aussi sent la sienne, et il masque son énergie et cache sa Dragon Ball fraichement trouvée. Vegeta finit par faire sortir Son Gohan de sa cachette, mais ne découvre pas la Dragon Ball cachée. Pensant qu'il a les sept Dragon Balls, Vegeta laisse Son Gohan en vie et s'en va. Une fois arrivé dans le lac à côté du village Namek, Vegeta s'aperçoit que Son Gohan lui a pris sa Dragon Ball qu'il avait cachée et devient fou de rage. Pendant ce temps, Freezer est informé que le Commando Ginyu est sur le point d'arriver. Son Goku continue son entrainement à un niveau de gravité encore plus élevé. |                                                                                            |                                                    | |                       |
| 28 | Une terrible bataille se profile. L'Arrivée du commando Ginyu                              | 迫る超決戦！ギニュー特戦隊只今参上ッ！             | Semaru Chōkessen! Ginyū Tokusentai Tadaima Sanjō! (Formidable bataille en approche ! Voici maintenant le Commando Ginyu)                  | 18 octobre 2009       |
| [Épisodes 60~61 de Dragon Ball Z] – Krilin emmène Son Gohan voir le Doyen des Aînés afin qu'il libère le potentiel caché du jeune Saiyan. Vegeta sent leurs forces, au moment où ils se mettent à voler plus rapidement en direction de la maison du Doyen, et les rattrape. Nail, le gardien et bras droit du Doyen (le seul Namek guerrier existant), informe le trio que des grandes forces approchent de la planète. Vegeta la reconnait, c'est le Commando Ginyu, les 5 guerriers d'élite de Freezer. À contrecœur, Son Gohan et Krilin acceptent d'utiliser les Dragon Balls pour rendre Vegeta immortel, afin qu'il puisse les vaincre plus facilement, et s'allient temporairement au prince des Saiyans. Ils se ruent chercher la Dragon Ball qu'ils avaient laissée à Bulma, et au même moment, le Commando Ginyu arrive sur la planète et se présente devant Freezer. |                                                                                            |                                                    | |                       |
| 29 | Le Premier Membre du commando Ginyu. Comment contrer la magie de Guldo ?                   | 特戦隊の一番手！グルドの呪縛を打ち崩せ             | Tokusentai no Ichibante! Gurudo no Jubaku o Uchi Kuzuse (Le premier homme du Commando Ginyu ! Comment contrez la magie de Guldo)          | 26 octobre 2009       |
| [Épisodes 62~63 de Dragon Ball Z] – Vegeta, Krilin, et Son Gohan se dirigent vers les cinq Dragon Balls que le premier avait cachés, mais sont vite interceptés par le commando Ginyu. Le quintet récupère les 7 boules, puis Ginyu repart avec pour les remettre à Freezer, laissant ses camarades décider à Shifumi qui combattra qui. Reecom gagne le droit d'affronter Vegeta, tandis que Guldo sera opposé à Krilin et Gohan. Il prend le dessus grâce à ses pouvoirs paralysants, mais Vegeta le tue pour sauver ses deux alliés. |                                                                                            |                                                    | |                       |
| 30 | Le Démon Reecom. Divertis-moi, mon petit Vegeta                                            | 地獄のリクーム！楽しませろよベジータちゃん         | Jigoku no Rikūmu! Tanoshimasero yo Bejīta-chan (Le démon Recoome ! Divertis moi, mon petit Vegeta)                                        | 1er novembre 2009     |
| [Épisodes 64~65 de Dragon Ball Z] – Vegeta commence à combattre Reecom, la grande brute du commando Ginyu. Bien que le prince des Saiyans parvienne à lui porter quelques coups, son adversaire ne semble pas ressentir de douleur. Son Gohan et Krilin entrent dans la bataille, alors que Vegeta semble trop gravement blessé pour continuer le combat, mais ils se retrouvent rapidement battus par ce dernier. Pendant ce temps, Freezer tente d'utiliser les Dragon Balls, mais rien ne se produit. Il décide alors de partir à la rencontre des Nameks survivants afin de leur demander comment les utiliser. Juste au moment où tout semble perdu pour Vegeta, Krilin et Son Gohan, le vaisseau de Son Goku atterrit finalement sur la planète Namek. |                                                                                            |                                                    | |                       |
| 31 | Son Goku est enfin arrivé ! Sacré revers pour le Commando Ginyu                            | 孫悟空ついに到着！蹴散らせギニュー特戦隊           | Son Gokū Tsuini Tōchaku! Kechirase Ginyū Tokusentai (Son Goku est enfin arrivé ! Sacré revers pour le commando Ginyu)                     | 8 novembre 2009       |
| [Épisodes 66~67 de Dragon Ball Z] – Son Goku est enfin arrivé sur Namek, et porte rapidement secours à ses amis à l'aide des Haricots magiques restants. Ce dernier est mis au courant de la situation et décide d'entamer le combat face au commando Ginyu, mais seul. Ses amis comme ses adversaires estiment qu'il n'est pas de taille (les détecteurs indiquent une puissance de 5 000 à peine), mais à la surprise de tout le monde, Son Goku déploie une puissance colossale. En effet, ce dernier est capable d'augmenter sa force un bref instant afin de ne pas gaspiller inutilement son énergie. Résultat, il parvient à mettre Reecom au tapis en un seul coup, à tourner en ridicule les deux membres restants et déploie sa puissance à Burter, ce qui le mettra K.O. |                                                                                            |                                                    | |                       |
| 32 | Entrée en scène d'une star ? Le Commandant Ginyu contre Son Goku                           | 真打ち登場！？ギニュー隊長VS孫悟空                 | Shin'uchi Tōjō!? Ginyū Taichō VS Son Gokū (Entrée en scène d'une star !? Le Commandant Ginyu contre Son Goku)                             | 15 novembre 2009      |
| [Épisodes 68~69 de Dragon Ball Z] – Trois membres du Commando Ginyu sont éliminés. Conscient qu'il est impuissant face à Son Goku, Jeice prend la fuite et laisse ses coéquipiers vaincus à leur triste sort. Vegeta rétabli, celui-ci s'empresse de les achever, le Saiyan ayant refusé de le faire par bonté. Alors que la question se pose sur la récupération des Dragon Balls et leur fonctionnement, Jeice revient accompagné par le commandant Ginyu. Ce dernier est le plus fort du commando et contrairement à ses hommes, il sait que Son Goku possède une grande force de combat. Un affrontement titanesque débute rapidement. |                                                                                            |                                                    | |                       |
| 33 | Son Goku à pleine puissance ! Le tremblotant Ginyu aurait-il un plan secret ?              | フルパワーだ孫悟空！おののくギニューに秘策あり！？ | Furu Pawā da Son Gokū! Ononoku Ginyū ni Hisaku Ari!? (Son Goku à pleine puissance ! Ginyu terrifié a un plan secret ?)                    | 22 novembre 2009      |
| [Épisodes 70~71 de Dragon Ball Z] – À la demande de Ginyu, Son Goku lui dévoile son véritable pouvoir : une force de combat d'environ 180 000 s'affiche sur son détecteur ! Stupéfait et apeuré, il se rend finalement compte qu'il est inférieur au Saiyan, et décide de jouer sa carte maîtresse. Pendant ce temps, Freezer arrive jusqu'à la demeure du Doyen des Aînés et se fait accueillir par Nail. Ce dernier va tenter de faire gagner du temps à Dendé afin qu'il puisse rejoindre Son Gohan et Krilin. |                                                                                            |                                                    | |                       |
| 34 | Surprise ! Goku est Ginyu et Ginyu est Goku ?                                              | ビックリ！悟空がギニューでギニューが悟空！？       | Bikkuri! Gokū ga Ginyū de Ginyū ga Gokū ? (Surprise ! Goku est Ginyu et Ginyu est Goku ?)                                                 | 29 novembre 2009      |
| [Épisodes 72~73 de Dragon Ball Z] – Le plan de Ginyu a fonctionné : grâce à sa technique d'échange des corps, il est parvenu à s'approprier celui de Son Goku, espérant profiter de sa puissance. De leur côté, Krilin et Son Gohan parviennent à retrouver les Dragon Balls, sous l'œil d'un Vegeta caché qui attend la première occasion de les doubler. Mais tout comme Freezer, ils sont incapables de faire appel au Dragon. Quelques minutes plus tard, Ginyu, Jeice puis Son Goku rejoignent les Terriens. Deux affrontements débutent : Ginyu vs Son Gohan et Krilin et Vegeta vs Jeice. |                                                                                            |                                                    | |                       |
| 35 | Goku reprend l'avantage ? Apparais, Super Shenron !                                        | 悟空大逆転！？今こそいでよ超神龍！                 | Gokū Dai-Gyakuten!?Ima Koso Ide yo Chō-Shenron! (Le grand renversement de Goku !? Et maintenant, apparais Super Shenron !)                | 6 décembre 2009       |
| [Épisodes 73~75 de Dragon Ball Z] – S'étant débarrassé de Jeice, Vegeta s'attaque directement à Ginyu, toujours dans le corps de Son Goku. Il est très rapidement mis à mal, n'étant pas capable de maîtriser convenablement sa nouvelle enveloppe charnelle. De ce fait, il tente un nouvel échange de corps avec Vegeta, lequel échoue une première fois, après que Son Goku se soit interposé et ait donc récupéré son corps d'origine, puis une deuxième fois quand le Saiyan lui fait faire l'échange avec une grenouille. Blessé à cause de Vegeta et épaulé par Son Gohan et Krilin, il est conduit à une capsule de régénération dans le vaisseau de Freezer. En attendant le retour du tyran, Vegeta donne de nouveaux vêtements aux deux garçons, et Krilin retourne seul voir le Doyen. Le prince des Saiyans en profite pour aller faire une sieste dans le vaisseau pour récupérer, laissant Gohan surveiller les Dragon Balls. Pendant ce temps, Nail continue de retenir Freezer, mais est à bout de forces. Il finit par dévoiler ses intentions au tyran, qui s'empresse de retourner rapidement à son vaisseau spatial. Alors qu'il allait se diriger chez le Doyen, Krilin croise Dendé sur la route, puis le jeune Namek et lui retournent près du vaisseau de Freezer, le premier révélant au Terrien être envoyé pour leur communiquer la formule afin d'invoquer Polunga. Après s'être éloignés du vaisseau avec les boules, Dendé invoque le dragon en langage Namek. |                                                                                            |                                                    | |                       |
| 36 | Freezer approche ! Polunga, exauce nos souhaits                                            | 激昂フリーザが迫る！ポルンガよ…願いを叶えたまえ！  | Gekikō Furīza ga Semaru ! Porunga yo… Negai wo Kanae Tamae ! (Freezer furieux approche ! Polunga… Exauce nos vœux !)                      | 13 décembre 2009      |
| [Épisodes 75~76 de Dragon Ball Z] – Polunga, le dragon sacré de Namek, fait enfin son apparition. Son Gohan et Krilin ne savent pas qui choisir à ressusciter, puis Piccolo communique avec le jeune Saiyan par télépathie, avec l'aide de Kaioh. Le Namek demande à son disciple de le ramener à la vie, ce qui permettrait au Tout-Puissant d'être aussi ressuscité. Polunga exauce le premier voeu, et Piccolo demande également à être téléporté sur sa planète natale afin de combattre le tyran, ce que le dragon effectue. Réveillé de sa sieste à cause de l'énergie dégagée par Freezer, Vegeta s'aperçoit que les deux garçons l'ont doublé, les rejoint très remonté, mais arrive à temps pour le dernier souhait. Le prince des Saiyans souhaite l'immortalité, et alors que son voeu allait être exaucé, le dragon disparaît brutalement et les Dragon Balls se changent en pierre, causé par la mort du Doyen. Vegeta fait une remontrance à Gohan et Krilin, mais c'est à ce moment-là que le tyran apparaît devant eux, remonté comme jamais. |                                                                                            |                                                    | |                       |
| 37 | La Transformation cauchemardesque ! Force de combat de Freezer : Un million d'unités       | 悪夢の超変身！戦闘力100万のフリーザ                | Akumu no Chō Henshin ! Sentōryoku Hyaku-man no Furīza (La transformation cauchemardesque ! Force de combat de Freezer : 1 000 000)        | 20 décembre 2009      |
| [Épisodes 77~78 de Dragon Ball Z] – Le combat pour la survie a débuté : Freezer fait preuve d'une rudesse et d'un pouvoir monstrueux ; cependant Vegeta parvient à lui tenir tête. Ce n'est que temporaire ; Vegeta conscient que Freezer se retient lui demande de se métamorphoser. Bien mal lui en a pris : Freezer double de taille et se voit doté à présent d'une force proche de 1 000 000. |                                                                                            |                                                    | |                       |
| 38 | Freezer montre les crocs ! La Puissance d'attaque hors-norme de Gohan                      | 牙をむくフリーザ！超絶パワーが悟飯を襲う           | Kiba o Muku Furīza! Chōzetsu Pawā ga Gohan o Osō (Freezer montre les crocs ! La puissance d'attaque hors-norme de Gohan)                  | 27 décembre 2009      |
| [Épisodes 79~80 de Dragon Ball Z] – Krilin est la première victime de Freezer. Grièvement blessé, il se fait porter secours par Son Gohan qui, fou de rage, parvient à augmenter temporairement sa puissance et fait gagner quelques secondes à son ami. Il est par la suite complètement dépassé par Freezer ; alors que son bourreau s'apprête à le tuer, Krilin refait son apparition. En effet, Dendé, doté d'un don de guérison, est parvenu à le sauver. C'est à son tour de détourner l'attention du monstre le temps que Son Gohan récupère. Malgré leur courage, ils ne parviennent pas à rivaliser et alors que tout semble perdu, Piccolo arrive. |                                                                                            |                                                    | |                       |
| 39 | Le Nouveau Piccolo ! La Seconde Transformation de Freezer                                  | 新生ピッコロあらわる！激怒フリーザ第2の変身        | Shinsei Pikkoro Arawaru! Gekido Furīza Dai Ni no Henshin (Le nouveau Piccolo ! La seconde transformation de Freezer)                      | 10 janvier 2010       |
| [Épisodes 81~82 de Dragon Ball Z] – L'affrontement Piccolo/Freezer débute et très rapidement, le Namek prend le dessus sur le tyran, son dernier entraînement et son unification récente avec Nail ayant creusé l'écart. Mais cela ne dure qu'un temps : au grand désarroi de tous, Freezer révèle qu'il est encore capable de se métamorphoser deux fois. À sa deuxième phase de transformation, les rôles s'inversent et Piccolo n'arrive plus à rivaliser. |                                                                                            |                                                    | |                       |
| 40 | L'Ultime Transformation de Freezer ! Une terreur pire que l'enfer                          | フリーザ最後の超変身！地獄以上の恐怖がはじまる     | Furīza Saigo no Chō Henshin! Jigoku Ijō no Kyōfu ga Hajimaru (L'ultime transformation de Freezer ! La terreur pire que l'enfer commence)  | 17 janvier 2010       |
| [Épisodes 83~84 de Dragon Ball Z] – Le combat entre Piccolo et Freezer tourne à l'avantage du second, le Namek n'arrivant plus à rivaliser avec le tyran. Pendant que Son Gohan vole à la resousse de son mentor, Vegeta demande à Krilin de le blesser mortellement, afin qu'il devienne un Super Saiyan, ce que le Terrien refuse avant de finalement s'exécuter. De son côté, Freezer décide de revêtir sa forme finale. Dendé refuse de soigner le prince des Saiyans, ce dernier ayant décimé les siens, mais Krilin, Piccolo et Son Gohan lui font changer d'avis, sous les yeux de leur ennemi qui a vu le jeune Namek soigner son congénère. Sa transformation accomplie, Freezer élimine rapidement Dendé, sous le regard assisté de ses trois protagonistes, puis lance une attaque sur le jeune Saiyan. |                                                                                            |                                                    | |                       |
| 41 | Le Moment tant attendu ! Son Goku est sur pied                                             | 待ちに待ったぜこの瞬間！孫悟空が復活だ             | Machinimatta ze Kono Shunkan! Son Gokū ga Fukkatsu da (Le moment tant attendu ! Son Goku est sur pied)                                    | 24 janvier 2010       |
| [Épisodes 84~85 de Dragon Ball Z] – Vegeta sauve Son Gohan de la mort puis défie Freezer, persuadé d'être enfin devenu un Super Saiyan. Malheureusement pour le prince des Saiyans, malgré sa nouvelle puissance, le tyran est toujours plus fort que lui. Après que ce dernier ait repoussé sa plus puissante attaque, il sombre dans la tristesse et le déespoir : des larmes coulent de ses yeux, il laisse la peur prendre le dessus sur sa volonté, perd toute envie de se battre et subit une sévère correction de son bourreau, sous les yeux impuissants de ses compagnons. Alors que tout semble perdu, un miracle surgit : Son Goku est enfin guéri de ses blessures et part prêter main-forte à ses camarades. |                                                                                            |                                                    | |                       |
| 42 | Élimine Freezer, Son Goku ! Les Larmes du fier Vegeta                                      | フリーザを倒せ孫悟空！誇り高きベジータの涙         | Furīza o Taose Son Gokū! Hokori-Takaki Bejīta no Namida (Élimine Freezer, Son Goku ! Les larmes du fier Vegeta)                           | 31 janvier 2010       |
| [Épisodes 86 de Dragon Ball Z] – Freezer continue son massacre sur le pauvre Vegeta, sous les yeux de Piccolo, Krilin et Gohan, impuissants et paralysés par la peur et l'horrible spectacle qui se tient devant eux. Mais Son Goku arrive sur les lieux du combat. Après un premier round, le Saiyan semble du même niveau que le tyran. Vegeta révèle alors que son rival est le Super Saiyan de la légende, avant que son ennemi ne lui transperce le coeur avec un rayon. Avant de s'éteindre, le prince des Saiyans raconte à Goku l'histoire de leur peuple, lui apprend que c'est Freezer qui a détruit leur planète natale et le supplie, en larmes, d'éliminer leur adversaire. Après avoir enterré Vegeta sous terre, Goku lui fait la promesse, ainsi qu'aux Nameks et ses ancêtres Saiyans, de vaincre le tyran. |                                                                                            |                                                    | |                       |
| 43 | Son Goku contre Freezer ! Le Début de la bataille décisive !                               | 孫悟空ＶＳフリーザ！超決戦の幕開けだ！             | Son Gokū tai Furīza! Chō-Kessen no Makuake da! (Son Goku contre Freezer ! Le début de la grande bataille décisive !)                      | 7 février 2010        |
| [Épisodes 87~88 de Dragon Ball Z] – Son Goku est prêt à venger les Nameks et les Saiyans. Le combat commence entre Freezer et lui, mais semble plutôt équilibré au départ. Le Saiyan échafaude des petites stratégies, mais elles restent sans effet sur le tyran, même s'il réussit à lui infliger quelques égratignures. Alors que ce dernier était sur le point de l'achever avec une technique paralysante, Goku s'échappe juste à temps de l'emprise de son adversaire avant l'explosion, mais cela a un peu épuisé ses forces. |                                                                                            |                                                    | |                       |
| 44 | Un combat au-delà des limites ! Goku, Freezer, et à nouveau Ginyu ?                        | 限界突破の肉弾戦！悟空とフリーザとギニュー再び！？ | Genkai Toppa no Nikudansen! Gokū to Furīza to Ginyū Futatabi!? (Un combat au-delà des limites ! Goku, Freezer, et à nouveau Ginyu ?)      | 14 février 2010       |
| [Épisodes 89~90 de Dragon Ball Z] – Le combat entre Son Goku et Freezer se poursuit. Mais cette fois-ci, le tyran prend le dessus sur le Saiyan, et n'utilise pourtant qu'un tiers de sa puissance. Pendant ce temps, Ginyu, dans son corps de grenouille, échange son esprit avec celui de Bulma, puis assiste au combat aux côtés de Gohan, Krilin et Piccolo. Goku utilise le Kaioken puissance 10, mais cela reste sans effet sur son adversaire. Après avoir été démasqué par Gohan et Krilin, Ginyu s'apprête à faire l'échange de corps avec le Namek. |                                                                                            |                                                    | |                       |
| 45 | L'Aura de Kaioh puissance vingt ! Tout miser sur le Kamehameha                             | ２０倍界王拳だ！すべてを賭けたかめはめ波           | Nijū-Bai Kaiōken da! Subete o Kaketa Kamehameha (L'aura de Kaioh puissance vingt ! Tout miser sur le Kamehameha)                          | 21 février 2010       |
| [Épisodes 91~92 de Dragon Ball Z] – Ginyu cherche à échanger de corps avec Piccolo. Mais Son Gohan l'en empêche en lançant, comme son père avant lui, la fameuse grenouille (Bulma) au milieu de l'attaque. Bulma retrouve donc son corps d'origine et Ginyu retourne dans la grenouille. Pendant ce temps, Son Goku subit toujours les attaques de Freezer et s'épuise au fur et à mesure qu'il encaisse les coups. Avec l'énergie du désespoir, il tente le Kaioken puissance 20 durant lequel il lance son Kamehameha contre Freezer. Malgré tout, l'attaque a à peine égratigné son adversaire et le Saiyan est à bout de forces. Alors qu'il s'apprête à abandonner, les images de Vegeta et de ses ancêtres lui apparaissent et le poussent à s'accrocher. |                                                                                            |                                                    | |                       |
| 46 | C'est mon dernier atout ! L'Orbe d'énergie géant de Goku                                   | これが最後の切り札だ！悟空の特大元気玉             | Kore ga Saigo no Kirifuda da! Gokū no Tokudai Genki Dama (C'est mon dernier atout ! L'Orbe d'énergie géant de Goku)                       | 28 février 2010       |
| [Épisodes 92~94 de Dragon Ball Z] – Ayant presque utilisé tous ses atouts dans sa manche, restés sans effet sur Freezer, Son Goku n'a pas d'autres choix que de jouer sa dernière carte : le Genkidama géant. Mais le problème est que la préparation de cette technique lui demande énormément de temps, et pendant ce temps-là, il est vulnérable aux attaques du tyran, qui en profite pour s'acharner sur lui, jusqu'à ce qu'il se rende compte de l'attaque que lui a préparé le Saiyan. Pour lui permettre de terminer sa technique, Piccolo demande un peu d'énergie à Krilin et Gohan, attaque Freezer, puis l'occupe pour faire gagner du temps au Saiyan. |                                                                                            |                                                    | |                       |
| 47 | Éveille-toi guerrier légendaire ! Son Goku, le Super Saïyen !                              | 目覚めろ伝説の戦士… 超サイヤ人、孫悟空！           | Mezamero Densetsu no Senshi… Sūpā Saiyajin, Son Gokū! (Éveille-toi guerrier légendaire… Son Goku, le Super Saiyan !)                      | 7 mars 2010           |
| [Épisodes 94~95 de Dragon Ball Z] – Alors que Freezer, excédé par les efforts conjugués de Piccolo, Krilin et Son Gohan, s'apprête à donner le coup de grâce, le Genkidama géant de Son Goku est achevé et celui-ci le projette. La puissance de l'attaque est immense et forme un gigantesque cratère. Alors que tous pensent que Freezer n'est plus, celui-ci réapparaît, certes amoché mais en vie. Il lance son premier rayon, qui transperce Piccolo, puis tue ensuite Krilin par télékinésie. Il ne reste seulement que les deux Saiyans sur le champ de bataille. C'en est trop pour Son Goku ! La colère qu'il ressent à cet instant libère la force destructrice qui sommeillait en lui ; ses yeux deviennent verts, ses cheveux prennent une couleur blonde et il s'entoure d'une aura dorée. Son Gohan et Freezer n'en croient pas leurs yeux et se posent alors des questions sur l'étrange transformation de Goku, qui est finalement devenu le Super Saiyan de la légende que le second redoutait. |                                                                                            |                                                    | |                       |
| 48 | Le Super Saïyen en colère ! Goku lance un défi à Freezer !                                 | 怒れる超サイヤ人！名乗りを上げろ孫悟空！           | Okoreru Sūpā Saiyajin! Nanori o Agero Son Gokū! (Le Super Saiyan en colère ! Relance la donne, Son Goku !)                                | 14 mars 2010          |
| [Épisodes 96~97 de Dragon Ball Z] – Le pire cauchemar de Freezer est devenu réalité : animé par une haine sans limite à son égard, Son Goku s'est transformé en Super Saiyan. Ce dernier ordonne à son fils de quitter les lieux avec Piccolo afin de pouvoir poursuivre le combat. Lequel reprend très rapidement et c'est Son Goku qui prend le dessus. Ses nouveaux pouvoirs lui permettent à présent de surpasser ceux du tyran, qui contre-attaque tant bien que mal, mais sans succès. Devant un tel adversaire, Freezer tente une manœuvre désespérée : détruire la planète. |                                                                                            |                                                    | |                       |
| 49 | Venge nos amis, Son Goku ! Compte à rebours pour la planète Namek                          | 仇を討て孫悟空！惑星崩壊のカウントダウン           | Ada o Ute Son Gokū! Wakusei Hōkai no Kauntodaun (Venge nos amis, Son Goku ! Compte à rebours pour la planète Namek)                       | 21 mars 2010          |
| [Épisodes 97~98 de Dragon Ball Z] – Après avoir déposé Piccolo dans le vaisseau de son père, Gohan repart à la recherche de Bulma. Pendant ce temps, Kaio communique avec le Tout-Puissant et élaborent ensemble un plan. La tentative de Freezer de détruire la planète a échoué : tout le monde est sain et sauf. Mais le soulagement est de courte durée : le tyran ayant tout de même détruit le noyau de la planète, il ne reste que 5 minutes avant sa destruction totale. Le combat reprend de plus belle entre le Super Saiyan et le tyran. Le premier a toujours le dessus, jusqu'à ce que son adversaire le repousse avec deux tiers de sa puissance. Gohan sauve in extremis Bulma et la conduit au vaisseau. Pendant ce temps, Goku laisse le tyran atteindre ses pleins pouvoirs pour mieux le battre et venger Krilin. |                                                                                            |                                                    | |                       |
| 50 | Freezer atteint sa pleine puissance ! Shenron, exauce notre vœu                            | フリーザ決死のフルパワー！願いを届けてくれ神龍     | Furīza Kesshi no Furu Pawā! Negai o Todokete Kure Shenron (Freezer atteint sa pleine puissance ! Shenron, exauce notre vœu)               | 28 mars 2010          |
| [Épisodes 98~99 de Dragon Ball Z] – La bataille fait rage entre Son Goku, transformé en Super Saiyan et Freezer, désormais à pleine puissance. Bien que le tyran prenne le dessus sur son adversaire, ses coups ne semblent pas faire beaucoup d'effets sur le Saiyan. Pendant ce temps, Son Gohan et Bulma tentent de quitter la planète au plus vite ; en effet, sa destruction est à présent imminente. Sur Terre, M. Popo, qui a rassemblé les Dragon Balls, demande à Shenron de ressusciter toutes les victimes de Freezer et ses hommes, ce que le dragon effectue. Ce voeu permet au Doyen d'être ramené à la vie et à Polunga d'effectuer son retour sur la planète Namek. |                                                                                            |                                                    | |                       |
| 51 | Le Rugissement de Goku ! Le Vœu de la dernière chance !                                    | 悟空激怒の雄叫び！間に合え…起死回生の願い！        | Gokū Gekido no Osakebi! Ma ni Ae… Kishi-Kaisei no Negai! (Le rugissement de Goku ! Le vœu de la dernière chance !)                        | 4 avril 2010          |
| [Épisodes 100~101 de Dragon Ball Z] – Freezer réussit à envoyer Son Goku sous terre et croit s'être débarrassé de lui. Gohan repart affronter le tyran afin de le distraire avant l'explosion de la planète Namek, mais son père refait son apparition pour reprendre le combat. Pendant ce temps, maître Kaioh communique avec le Doyen par télépathie et lui explique la situation. Alors qu'ils parlent d'envoyer tout le monde sur Terre, sauf Freezer, grâce au dernier voeu, le Super Saiyan s'interpose et exige de rester sur place pour en finir avec le tyran. Dendé rejoint alors le dragon et lui formule le souhait d'envoyer tout le monde sur Terre, sauf Goku et Freezer. Les deux plus grands guerriers de l'univers se retrouvent désormais seuls sur une planète sur le point d'exploser dans quelques minutes. |                                                                                            |                                                    | |                       |
| 52 | Plus que deux sur une planète prête à s'éteindre ! C'est le tout dernier round             | 消えゆく星に残った２人！これが最終決戦だ           | Kieyuku Hoshi ni Nokotta Futari! Kore ga Saishū Kessen da (Plus que deux sur la planète prête à s'éteindre ! Voici le dernier round)      | 11 avril 2010         |
| [Épisodes 102~104 de Dragon Ball Z] – Grâce au voeu formulé par Dendé sur Namek, tous les rescapés se retrouvent sur Terre, sauf Freezer et Son Goku, dont le combat s'intensifie. Cependant, le Saiyan commence à se lasser de son combat contre le tyran, car malgré sa pleine puissance, son adversaire se fatigue plus vite que lui. Freezer refuse de reconnaître son infériorité et utilise les scies énergétiques téléguidées contre Goku, mais sa technique se retourne contre lui-même et est coupé en deux. |                                                                                            |                                                    | |                       |
| 53 | Son Goku, le coup final… La planète Namek disparaît                                        | 孫悟空、最後の一撃…ナメック星宇宙に散る            | Son Gokū, Saigo no Ichigeki… Namekku-sei Uchū ni Chiru (Son Goku, le coup final… La planète Namek disparaît dans l'espace)                | 18 avril 2010         |
| [Épisodes 105~107 de Dragon Ball Z] – Sur Terre, alors que le Doyen des Aînés fait ses adieux à son peuple, le combat des titans prend fin sur Namek : Freezer est battu. Son Goku s'apprête à quitter la planète, quand le tyran, à l'agonie, l'implore. Pris de pitié, le Super Saiyan lui donne un peu de son énergie pour lui permettre de s'en aller. Mais Freezer, entêté, n'acceptant toujours pas sa défaite, profite de sa clémence pour l'attaquer avant d'être définitivement vaincu par une vague d'énergie de Son Goku. Ce dernier n'a guère le temps de se réjouir, il lui faut à présent quitter la planète au bord de la destruction. |                                                                                            |                                                    | |                       |
| 54 | Goku disparaît dans l'espace ! Revenez tous à la vie… super guerriers !                    | 宇宙に消えた悟空…甦れ！超戦士たち                  | Uchū ni Kieta Gokū… Yomigaere! Chō Senshi-tachi (Goku disparait dans l'espace ! Revenez tous à la vie… super guerriers !)                 | 25 avril 2010         |
| [Épisodes 107~108 de Dragon Ball Z] – Le vaisseau de Freezer définitivement détruit, Son Goku semble subir le même sort que la planète Namek : celle-ci se désintègre dans l'espace. Sur Terre comme chez Kaioh, l'ambiance est au deuil, mais tout espoir n'est pas perdu. En effet, nos héros se servent une fois de plus des Dragon Balls de Namek pour ressusciter à tour de rôle Krilin, Yamcha, Tenshinhan et Chaozu. Mais contre toute attente, Polunga ne parvient pas à ramener Son Goku pour une bonne raison : ce dernier est toujours vivant et compte regagner la Terre par ses propres moyens. De leur côté, les Nameks partent s'installer sur une nouvelle planète. La paix est revenue sur Terre, à moins qu'une nouvelle menace approche. |                                                                                            |                                                    | |                       |

## Deuxième saison (2010-2011)

### Saga des cyborgs
| No | Titre français                                                                    | Titre japonais                                       | Titre japonais | Date de 1re diffusion |
| No | Titre français                                                                    | Kanji                                                | Rōmaji | Date de 1re diffusion |
| --- | --------------------------------------------------------------------------------- | ---------------------------------------------------- | --- | --------------------- |
| 55 | Papa, voici la Terre. Freezer et son père surgissent.                             | あれが地球だよパパ…フリーザ親子の逆襲                | Are ga Chikyū da ya Papa… Furīza-Oyako no Gyakushū (Papa, voici la Terre. Freezer et son père surgissent.)                                                | 2 mai 2010            |
| [Épisodes 118~119 de Dragon Ball Z] – Un an s'est écoulé depuis que Freezer a été vaincu par Goku, mais ce dernier n'est toujours pas revenu. Alors que tous attendent avec impatience son retour, le cauchemar reprend : Freezer a survécu. Complètement rétabli et accompagné de son père, le roi Cold, celui-ci se rend sur Terre pour assouvir sa vengeance. Mais un mystérieux jeune homme se dresse sur sa route... |                                                                                   |                                                      | |                       |
| 56 | Je m'occupe de Freezer ! Un autre Super Saïyen ?                                  | フリーザはボクが倒す！もう1人の超サイヤ人            | Furīza wa Boku ga Taosu! Mō Hitori no Sūpā Saiyajin (Je m'occupe de Freezer ! Un autre Super Saiyan ?)                                                    | 9 mai 2010            |
| [Épisodes 120~121 de Dragon Ball Z] – Alors que Freezer s'apprêtait à commencer son travail de destruction de la Terre, un mystérieux jeune homme s'interpose. À la surprise générale, celui-ci se débarrasse des sbires du tyran en un clin d'œil. Par la suite, le jeune garçon dit connaître Goku, mais plus encore, qu'il est lui-même un Super Saiyan. En effet, sans perdre une seconde, il se métamorphose devant Freezer qui se révèle impuissant et dépassé par ce nouvel adversaire. Il ne faut pas plus de quelques minutes pour que Freezer et son père Cold soient éliminés. Cependant, tout le monde se pose la question sur l'identité de cet étrange garçon. |                                                                                   |                                                      | |                       |
| 57 | Le Retour de Son Goku ! Les Révélations de Trunks, le mystérieux garçon.          | おかえり孫悟空！謎の少年トランクスの告白             | Okaeri Son Gokū! Nazo no Shōnen Torankusu no Kokuhaku (Le retour de Son Goku ! Les révélations de Trunks, le mystérieux garçon.)                          | 16 mai 2010           |
| [Épisodes 121~122 de Dragon Ball Z] – Comme l'avait annoncé le mystérieux jeune homme, trois heures plus tard, Goku est finalement revenu, mais ce dernier n'a aucune idée de l'identité de cet inconnu. C'est lors d'un tête à tête privé entre les deux Super Saiyans que la vérité va éclater : ce jeune garçon se prénomme Trunks, est le fils de Vegeta et Bulma, et venu de 20 ans du futur. Ce dernier a entrepris ce voyage temporel pour changer le cours de l'histoire et avertir Goku et son entourage d'une terrible menace : dans 3 ans, deux êtres artificiels, aussi appelés les Cyborgs, dotés d'une puissance phénoménale apparaîtront, semant la mort et la destruction sur la Terre. Il révèle également à Goku que ce dernier ne pourra pas combattre les cyborgs, car il va mourir d'une maladie cardiaque. Fort heureusement, Trunks donne au Saiyan un médicament qui guérit de ce virus, que les chercheurs ont réussi à mettre au point dans le futur. Ayant entendu la conversation entre les deux Saiyans, Piccolo raconte tout aux autres, sans révéler l'identité de Trunks. |                                                                                   |                                                      | |                       |
| 58 | La Nouvelle Technique de Goku ! Trois années d'entraînement pour changer l'avenir | 悟空の新ワザ、瞬間移動！３年後に賭けた特訓           | Gokū no Shin Waza, Shunkan Idō! San-nen Go ni Kaketa Tokkun (La nouvelle technique de Goku, le Déplacement instantané ! Trois ans pour changer l'avenir)  | 22 mai 2010           |
| [Épisodes 123~124 de Dragon Ball Z] – Peu avant la séparation des super combattants, Goku fait la démonstration d'une technique nouvellement acquise : le déplacement instantané, qui lui permet de se téléporter d'un endroit à un autre en ressentant l'énergie d'une personne. Puis, l'heure est au départ et à l'entraînement ; chacun compte se donner à fond durant les trois ans qui les séparent de l'arrivée des mortels cyborgs. |                                                                                   |                                                      | |                       |
| 59 | Les Monstres indétectables ! L'Apparition des cyborgs                             | 気配を持たぬ2人組！人造人間、あらわる                | Kehai o Motanu Futari-gumi! Jinzōningen, Arawaru (Le duo qui ne dégage aucune présence ! L'apparition des cyborgs)                                        | 30 mai 2010           |
| [Épisodes 126~127 de Dragon Ball Z] – Trois ans plus tard, toute l'équipe de la Z Team se rend vers la Capitale du Sud, comme convenu. Mais une surprise les attend : Bulma a donné naissance à Trunks, et celui-ci est le fils de Vegeta. Alors qu'ils attendent les cyborgs après que Yajirobé leur ait apporte des Senzu, l'aventurier se fait justement attaquer par leurs ennemis. La Z Team se sépare pour les rechercher, mais c'est Yamcha qui leur tombe dessus. Il se fait attraper par C-20, accompagné de C-19, qui absorbe sa force, tout en le transperçant au flan, jusqu'à l'arrivée du groupe. Goku propose à ses adversaires de les affronter dans un endroit isolé, ce qu'ils acceptent. |                                                                                   |                                                      | |                       |
| 60 | L'Ennemi intérieur : Pris entre deux feux ! Son Goku contre C-19                  | 内なる敵との挟み撃ち！？孫悟空ＶＳ人造人間１９号     | Uchi-naru Teki to no Hasami-Uchi!? Son Gokū tai Jinzōningen Jūkyū-gō (Nous connaissons un des ennemis !? Son Goku contre C-19)                            | 6 juin 2010           |
| [Épisodes 127~129 de Dragon Ball Z] – Après s'être rendu dans un lieu désert, les deux cyborgs révèlent que depuis la destruction de l'armée du Red Ribon, Son Goku a été observé et étudié durant chacun de ses affrontements passés afin d'obtenir les meilleures chances d'être vaincu. Mais ils n'avaient pas prévu que le Saiyan serait bien plus fort depuis son voyage sur Namek, car il leur révèle sa dernière transformation : le Super Saiyan. Il engage le combat contre C-19, prend le dessus, mais Piccolo sent bien que quelque chose cloche, car Goku a bien du mal à terminer rapidement le combat. Après l'arrivée du reste de la Z Team, Son Gohan découvre que le problème ne vient pas du cyborg, mais bel et bien du coeur de son père. En effet, la maladie cardiaque qu'avait prédit Trunks frappe le Saiyan à ce moment-là. Épuisé par ce virus, Goku est vaincu par C-19 et ce dernier absorbe ses dernières forces. |                                                                                   |                                                      | |                       |
| 61 | Aucune chance de victoire contre C-19 ! L'Arrivée tardive de Super Vegeta         | １９号に勝機なし！遅れてきた超ベジータ               | Jūkyū-gō ni Shōki Nashi! Okurete Kita Sūpā Bejīta (Aucune chance de victoire contre C-19 ! L'arrivée tardive de Super Vegeta)                             | 13 juin 2010          |
| [Épisodes 129~131 de Dragon Ball Z] – Alors que Goku est sur le point d'être vidé de son énergie, Vegeta intervient tardivement et à temps pour sauver son rival. Yamcha raccompagne le Saiyan malade chez lui pour le soigner. Le prince des Saiyans prend le relais et surprend le groupe de la Z Team, tout comme les cyborgs : il a, lui aussi, réussi à se transformer en Super Saiyan. Il révèle au groupe s'être entraîné durement afin de pouvoir atteindre la transformation. Mais alors qu'il était sur le point de laisser tomber, la colère et la haine qu'il ressent ont réveillé la force endormie du Super Saiyan qui sommeillait en lui. Grâce à ses nouveaux pouvoirs, il se débarrasse facilement de C-19 avec un Big bang. |                                                                                   |                                                      | |                       |
| 62 | Piccolo passe à l'attaque ! C-20 disparaît, le cours de l'histoire change !       | ピッコロ強襲！消えた２０号とねじれる未来             | Pikkoro Kyōshū! Kieta Nijū-gō to Nejireru Mirai (L'attaque de Piccolo ! La fin de C-20 et le futur alternatif)                                            | 20 juin 2010          |
| [Épisodes 131~132 de Dragon Ball Z] – Dépassé par la puissance de Vegeta, C-20 n'a pas d'autres choix que de prendre la fuite et se cacher. Il compte absorber l'énergie des membres de la Z Team pour en finir avec le prince des Saiyans. Alors qu'il piège Piccolo, Son Gohan arrive à temps pour sauver son mentor. S'ensuit ensuite un combat entre le Namek et le cyborg, où le premier prend l'ascendant sur le second. Trunks du futur fait une apparition surprise, et révèle au groupe que les cyborgs C-19 et C-20 lui sont étrangers. Le groupe est rejoint par Bulma et Yajirobé, mais C-20 détruit des falaises pour pulvériser le vaisseau, après avoir menacé d'activer C-17 et C-18. |                                                                                   |                                                      | |                       |
| 63 | Course poursuite ! À la recherche du Dr Gero et de son laboratoire                | 追撃！ドクター・ゲロ…謎の研究所を探せ！              | Tsuigeki! Dokutaa Gero… Nazo no Kenkyuujo wo Sagase (Poursuite ! Dr Gero… Trouvez le laboratoire mystérieux)                                              | 27 juin 2010          |
| [Épisodes 132~133 de Dragon Ball Z] – Profitant de sa diversion, C-20 s'enfuit dans les montagnes pour se rendre jusqu'au laboratoire. Le présent actuel n'a décidément rien à voir avec celui de Trunks du futur : en plus du fait que la maladie cardiaque de Son Goku s'est manifestée tardivement, les cyborgs C-19 et C-20 sont inconnus dans le futur de Trunks. Les révélations s'enchaînent également : d'après Bulma, le cyborg C-20 ne serait nul autre que le Dr Gero lui-même. Trunks du futur donne aux membres de la Z Team, la description exacte des deux cyborgs qu'il a affrontés dans son futur : C-17 est un jeune homme aux cheveux longs et noirs, avec un foulard autour du cou. C-18 est une jeune femme blonde, habillée à peu près de la même façon que lui. Pendant ce temps, Yamcha et Chichi veillent sur Son Goku, lui donnant son médicament pour soigner sa maladie cardiaque. Piccolo apprend également, au groupe de la Z Team, l'identité de Trunks du futur, ce qui surprend tout le monde, y compris sa propre mère Bulma. Vegeta déjà parti de son côté à la recherche du laboratoire avec son fils du futur, Piccolo s'y rend, lui aussi, avec Krilin et Tenshinhan. De son côté, Gohan raccompagne Bulma et son fils chez elle, suivis par Yajirobé. |                                                                                   |                                                      | |                       |
| 64 | C-17, C-18 et… Le Réveil des cyborgs !                                            | １７号と１８号、そして…！ 目覚める人造人間たち       | Jūnana-gō to Jūhachi-gō, Soshite…! Mezameru Jinzōningen-tachi (C-17, C-18, et… ! Le réveil des androïdes)                                                 | 11 juillet 2010       |
| [Épisodes 133~134 de Dragon Ball Z] – Le groupe de la Z Team finit par retrouver le laboratoire du Dr Gero, mais hélas, il arrive trop tard. En effet, le scientifique a eu largement le temps d'activer C-17 et C-18. Malheureusement, les choses ne se passent pas du tout comme il l'espérait. Ses créations refusent de lui obéir, mais en plus de ça, elles se débarrassent de lui, sous les yeux ébahis de la Z Team. Trunks du futur tente de les détruire, mais en vain. Et comme si cela ne suffisait pas, C-17 et C-18 activent également C-16, un cyborg totalement artificiel. Le trio de cyborgs décide de se rendre chez Son Goku pour l'éliminer, mais Vegeta ne l'entend pas de cette oreille. Son fils du futur tente de le convaincre de ne pas les affronter seul, mais le prince des Saiyans ne veut rien savoir. De son côté, Son Goku est guéri de sa maladie cardiaque, grâce au médicament, et en profite pour se reposer davantage. Vegeta retrouve les trois cyborgs et les défie, mais c'est C-18 qui se charge de l'affronter. |                                                                                   |                                                      | |                       |
| 65 | Un visage d'ange et une force phénoménale. C-18 contre Vegeta !                   | かわいい顔で超パワー！？１８号ｖｓべジータ           | Kawaī Kao de Chō Pawā!? Jūhachi Gō tai Bejīta (Un visage mignon et un super pouvoir !? C-18 contre Vegeta)                                                | 18 juillet 2010       |
| [Épisodes 135~136 de Dragon Ball Z] – Le combat s'engage entre C-18 et Vegeta, sous l'assistance des deux autres cyborgs, ainsi que le groupe de la Z Team. Cependant, au fur et à mesure que le combat avance, la jeune femme prend l'ascendant sur le prince des Saiyans, étant donné que ses ressources sont inépuisables, alors que celles de son adversaire s'amenuisent au fil du temps. Elle en profite pour lui casser un bras. Trunks du futur, accompagné de Piccolo et Tenshinhan, tente de voler à la rescousse de son père, mais C-17 intervient et les met facilement hors d'état de combattre, laissant Krilin comme seul survivant. Ce dernier reçoit un baiser sur la joue de la part de C-18, à sa grande surprise. |                                                                                   |                                                      | |                       |
| 66 | Le temps est venu de ne faire qu'un à nouveau. La Décision de Piccolo !           | １つに戻る時がきた…ピッコロ最強への決意！            | Hitotsu ni Modoru Toki ga Kita… Pikkoro Saikyō he no Ketsui! (Le temps est venu de redevenir qu'un seul… La décision de Piccolo pour le pouvoir ultime !) | 1er août 2010         |
| [Épisodes 137~138 de Dragon Ball Z] – Battu par C-17 et C-18, le groupe de la Z Team semble de plus en plus inquiet. Humilié, Vegeta s'en va seul pour méditer sur sa défaite. Trunks du futur fait part, à Krilin, Piccolo et Ten Shin Han, de ses doutes au sujet des cyborgs du présent : il a l'impression que ces derniers sont non seulement plus forts, mais ne semblent pas si méchants que leurs alter-égos qu'il a affrontés dans son monde. Pendant que Krilin et Trunks du futur décident de mettre Son Goku à l'abri des cyborgs, Piccolo, de son côté, comprend qu'il ne lui reste qu'une seule alternative : fusionner avec le Tout-Puissant, afin de redevenir le Namek que tous les deux étaient à l'origine. Mais le gardien de la Terre n'est pas sûr de sa décision, car il sent qu'une menace encore plus grande que les cyborgs va faire son apparition. |                                                                                   |                                                      | |                       |
| 67 | Une autre machine à voyager dans le temps. Un nouveau mystère pour Bulma          | もう１つのタイムマシン！？ブルマが知らせたミステリー | Mou Hitotsu no Taimu-Mashin!?Buruma ga Shiraseta Misuterī (Une Time-Machine supplémentaire !? Bulma dévoile un mystère)                                   | 8 août 2010           |
| [Épisodes 139~140 de Dragon Ball Z] – Le groupe de la Z Team se dirige vers l'île de Tortue Géniale pour mettre Son Goku à l'abri des cyborgs, mais se pose des questions sur les modifications temporelles apportées dans leur monde. Les différences flagrantes entre le présent et le futur d'où vient Trunks obtiennent un élément de réponse par Bulma : en effet, cette dernière contacte le groupe pour l'informer qu'une machine temporelle a été trouvée, et qu'elle est identique à celle que Trunks a utilisé pour voyager dans le présent. Le jeune homme du futur, accompagné de Son Gohan, rejoints ensuite par Bulma, inspectent la machine qui semble en piteuse état, car elle a été abîmée et endommagée de l'intérieur. Ils découvrent comme indice une coquille d'œuf. Et d'après les informations de la machine temporelle, cette chose est là depuis 4 ans, soit la première année où Trunks du futur est arrivé dans le présent et lorsqu'il est revenu trois ans plus tard. Le Tout-Puissant se rend compte que l'étrange sentiment qui le préoccupait depuis ces quatre dernières années n'était pas le fruit du hasard. |                                                                                   |                                                      | |                       |
| 68 | Le monstre passe à l'action ! Je pars au combat, je suis un Super Namek !         | そして怪物が動き出す…出撃！超ナメック星人だ！        | Soshite Kaibutsu ga Ugokidasu… Shutsugeki! Sūpā Namekku-seijin da! (Et donc le monstre joue son atout… Décolle ! C'est le Super Namek !)                  | 15 août 2010          |
| [Épisodes 140~141 de Dragon Ball Z] – Son Gohan, Trunks du futur et Bulma trouvent un autre indice sur le lieu où la machine temporelle endommagée a été aperçue : une carapace de la créature qui vient tout juste de muer. Pendant ce temps, C-18 vole des vêtements dans une boutique. Le trio de cyborgs est poursuivi par la police, mais la jeune femme les neutralise facilement. Alors qu'elle rentre à Capsule Corporation, Bulma apprend aux informations télévisées, que les habitants de Ginger Town ont disparu sans explication. Elle prévient Krilin et lui conseille de suivre les informations. Les vêtements des 15 000 victimes de la ville sont éparpillées partout sur le sol. Une attaque s'y déroule en ce moment même. La disparition des habitants de Ginger Town a forcément un lien avec la créature, qui est arrivée dans le présent grâce à la machine temporelle. Prenant conscience de la puissance du monstre qui attaque actuellement, le Tout-Puissant accepte de fusionner définitivement avec Piccolo, faisant disparaître le côté démoniaque de ce dernier pour laisser place à un Namek fort et au coeur pur. Celui-ci se rend seul à Ginger Town pour confronter le monstre qui sème la panique en ville.                                             |                                                                                   |                                                      | |                       |

### Saga deCell
| No | Titre français                                                                              | Titre japonais                                 | Titre japonais | Date de 1re diffusion |
| No | Titre français                                                                              | Kanji                                          | Rōmaji | Date de 1re diffusion |
| --- | ------------------------------------------------------------------------------------------- | ---------------------------------------------- | --- | --------------------- |
| 69 | Nous sommes frères de sang, Goku ! Je possède ta force.                                     | オレはお前の兄弟だ！悟空の気を持つモンスター   | Ore wa Omae no Kyōdai da! Goku no Ki wo Motsu Monsutā (Je suis ton frère ! Le monstre qui possède l'aura de Goku)                                    | 22 août 2010          |
| [Épisode 142 de Dragon Ball Z] – La fameuse créature fait finalement son apparition face à Piccolo. Mise à part sa forte puissance, ce monstre semble étrangement dégager plusieurs auras, dont celle de Super Saiyans comme Vegeta et Goku, des combattants comme Freezer et son père. Un combat de titans débute entre les deux et un premier résultat de l'unification Piccolo / Tout Puissant se fait ressentir. Sa force lui permet de dominer très largement son adversaire jusqu'à ce qu'il se fasse surprendre au point de se faire pomper l'énergie de son bras. Assuré de sa victoire, l'inconnu daigne donner son identité : un cyborg du nom de Cell. |                                                                                             |                                                | |                       |
| 70 | Cell, le nouveau cyborg ! Il maîtrise la morsure du soleil !                                | 渦巻く策略、太陽拳！人造人間セルを追え         | Esukēpu senjutsu, Taiyoken! Jinzōningen Seru kōgeki (Échappez à la tactique, Taiyoken ! L'attaque du cyborg Cell)                                    | 29 août 2010          |
| [Épisodes 143~144 de Dragon Ball Z] – Malheureusement pour Cell, Piccolo a des pouvoirs de régénération. Croyant que le Namek est presque mort, il accepte de lui dire qui il est vraiment, lui raconte tout et apprend à son adversaire ses véritables intentions : il est venu du futur pour accomplir sa transformation ultime, et pour cela, il doit absorber C-17 et C-18. Dès que Piccolo le sait, il arrache son bras afin qu'un autre le remplace, le combat continue. Krilin et Trunks rejoignent plus tard le Namek, mais les trois guerriers se font surprendre par la technique de la Morsure du Soleil du monstre qui parvient à s'échapper. Piccolo décide de tout raconter à Trunks du futur, Krilin, Vegeta et Ten Shin Han. |                                                                                             |                                                | |                       |
| 71 | Détruire l'insaisissable Cell ! Son Goku est enfin rétabli                                  | 神出鬼没のセルを討て！ついに復活、孫悟空       | Shinshutsu-Kibotsu no Seru o Ute! Tsui-ni Fukkatsu, Son Gokū (Attaquez l'insaisissable Cell ! Son Goku est enfin rétabli)                            | 5 septembre 2010      |
| [Épisodes 145~146 de Dragon Ball Z] – Le prince des Saiyans, qui n'a toujours pas digéré sa défaite contre les cyborgs, doit se rendre à l'évidence : il doit dépasser le stade de Super Saiyan pour les vaincre, puis décide de partir de son côté. Krilin et Trunks du futur sont chargés, par Piccolo, de détruire le laboratoire du Dr Gero, tandis de que son côté, le Namek part à la poursuite du monstre, en compagnie de Ten Shin Han. Les deux premiers trouvent le laboratoire en question, récupèrent les plans laissés par le savant et détruisent le lieu. Après leur mission, Trunks du futur part retrouver son père pour suivre un entraînement intensif. Pour leur part, les deux derniers ont bien du mal à retrouver le monstre, car celui-ci s'enfuit dès qu'il perçoit leur présence, juste après avoir absorbé l'énergie vitale des Terriens. Par pur hasard, alors qu'il rentrait chez Tortue Géniale, Krilin sauve la vie d'une femme et de son fils, poursuivis par la créature. Le Terrien affronte le monstre, mais l'arrivée du Namek et de son compère poussent ce dernier à fuir. Pendant ce temps, les trois cyborgs poursuivent leur voyage jusque chez Son Goku en voiture. Trois jours plus tard, le Saiyan se réveille enfin de sa longue convalescence et est en pleine forme. Il se rend compte, lui aussi, qu'il doit dépasser le stade de Super Saiyan pour battre les quatre antagonistes. |                                                                                             |                                                | |                       |
| 72 | Encore plus fort qu'un Super Saïyen ! Direction la Salle de l'Esprit et du Temps            | 超サイヤ人を超えろ！いざ、精神と時の部屋へ     | Sūpā Saiyajin o Koero! Iza, Seishin to Toki no Heya e (Surpasse le Super Saiyan ! Maintenant, dans la Salle de l'Esprit et du Temps)                 | 12 septembre 2010     |
| [Épisodes 147~148 de Dragon Ball Z] – Compte tenu de la situation, Goku ne voit qu'une solution pour lui permettre de s'améliorer en un temps limité : la salle de l'Esprit et du Temps, salle dont le temps s'écoule plus lentement que la normale. Il propose à Vegeta et Trunks de profiter des propriétés de cette salle pour s'entraîner également. La limite étant de deux personnes, Vegeta et son fils s'y rendent en premier. Pendant ce temps, le trio Cyborg est arrivé chez Tortue Géniale et Piccolo va tenter de gagner du temps. |                                                                                             |                                                | |                       |
| 73 | Voila la puissance d'un Super Namek ! C-17 contre Piccolo                                   | これが超ナメック星人の力！１７号ｖｓピッコロ   | Kore ga Sūpā Namekku-seijin no Chikara! Jūnana Gō Tai Pikkoro (Voila la puissance d'un Super Namek ! C-17 vs. Piccolo)                               | 19 septembre 2010     |
| [Épisodes 149 de Dragon Ball Z] – Le face à face Piccolo / C-17 a démarré et les deux adversaires semblent posséder une force équivalente. Pendant ce temps, Bulma a terminé les analyses des plans et est parvenu à trouver le point faible des cyborgs : leur système d'arrêt d'urgence, activable grâce à une télécommande qu'elle a construite. Il faut faire cependant vite, car Cell part à la rencontre des cyborgs pour les absorber. |                                                                                             |                                                | |                       |
| 74 | Fuis C-17 ! La Résistance farouche de Piccolo                                               | 逃げろ１７号！ピッコロ、懸命の抗戦             | Nigero Jūnana Gō! Pikkoro, Kenmei no Kōsen (Fuis C-17 ! La résistance suicidaire de Piccolo)                                                         | 26 septembre 2010     |
| [Épisodes 150~151 de Dragon Ball Z] – Cell est finalement arrivé sur place et l'absorption d'un grand nombre de Terriens fait que sa puissance est sans égal. Le monstre s'attaque d'abord au Namek, puis au cyborg, mais Piccolo vient aider C-17 et s'allie temporairement à lui. Ne supportant plus la résistance de son opposant, Cell s'occupe du Namek en premier. Il lui inflige une correction, avant de le blesser grièvement en le transperçant aux côtes et le jetant dans l'océan. Voyant que C-17 est à la merci du monstre, C-16 décide d'intervenir et affronter la créature. |                                                                                             |                                                | |                       |
| 75 | Un pouvoir inconnu ! Le silencieux C-16 passe à l'action !                                  | 実力未知数！寡黙な戦士１６号、動く             | Jitsuryoku Michisū! Kamoku na Senshi Jūroku Gō, Ugoku (Un pouvoir démesuré ! Le guerrier silencieux C-16 avance)                                     | 3 octobre 2010        |
| [Épisodes 152~153 de Dragon Ball Z] – Piccolo hors combat et C-17 proche d'être assimilé par Cell, le discret C-16 décide de prendre la relève et contre toute attente, ce dernier semble posséder une puissance suffisante pour lui tenir tête. Malgré ses efforts pour empêcher Cell d'absorber C-17, celui-ci assiste impuissant à la transformation du monstre. Ce dernier endommage le robot avec une boule d'énergie. Ten Shin Han décide d'intervenir à son tour et tente de gagner du temps pour permettre aux cyborgs de s'enfuir... |                                                                                             |                                                | |                       |
| 76 | Tenshinhan et la catapulte d'énergie, une technique périlleuse ! Sauve tes amis, Son Goku ! | 天津飯、決死の新気功砲！戦友を救え、孫悟空     | Tenshinhan, Kesshi no Shin Kikōhō! Senyū o Sukue, Son Gokū (Tenshinhan, La nouvelle catapulte d'énergie suicidaire ! Sauve tes compagnons, Son Goku) | 10 octobre 2010       |
| [Épisodes 154~155 de Dragon Ball Z] – Face à un Cell ayant endommagé C-16 et s'apprêtant à absorber C-18, Ten Shin Han intervient et lance une série de Catapultes d'énergie sur le monstre, afin de permettre aux deux androïdes de prendre la fuite. Un répit bref, car consommant trop d'énergie, il s'effondre et se retrouve à la merci de Cell, jusqu'à ce que Goku le sauve in extremis, lui et Piccolo, avec le Déplacement instantané. Cell se lance à la poursuite de C-18, pendant qu'au palais du Tout-Puissant, Vegeta et Trunks sortent enfin de la Salle de l'Esprit et du Temps... |                                                                                             |                                                | |                       |
| 77 | Plus fort qu'un Super Saïyen ! L'intrépide Vegeta attaque Cell                              | 超サイヤ人を超えた！不敵なべジータ、セルを討つ | Sūpā Saiyajin o Koeta! Futeki na Bejīta, Seru o Utsu (Au-delà du Super Saiyan ! L'audacieux Vegeta attaque Cell)                                     | 17 octobre 2010       |
| [Épisodes 156~157 de Dragon Ball Z] – Vegeta et Trunks ont enfin terminé leur entraînement et après s'être vêtu de nouvelles tenues de combat, ces derniers se rendent directement confronter Cell, toujours à la recherche de C-18. Un combat s'engage entre Cell et Super Vegeta qui, dès le départ, déploie une puissance supérieure à celle de son adversaire. Pendant ce temps, Goku et son fils sont entrés dans la salle de l'Esprit et du Temps afin de s'entraîner à leur tour. |                                                                                             |                                                | |                       |
| 78 | La Cruelle humiliation de Cell ! Krilin, détruis C-18                                       | セル怒涛の悔しがり！クリリン、１８号を破壊せよ | Seru Dotō no Kuyashigari! Kuririn, Jūhachi Gō o Hakai se yo (Les grondements de la frustration de Cell ! Krilin, détruis C-18)                       | 24 octobre 2010       |
| [Épisodes 158~159 de Dragon Ball Z] – Pendant l'entraînement, Gohan montre des signes de Super Saiyan, mais n'arrive pas à se transformer. Pendant ce temps, Cell tente tout contre Vegeta, mais rien n'y fait, ce dernier dominant le combat avec une grande aisance. Le monstre persiste à dire qu'il réussira à vaincre le prince des Saiyans, s'il absorbe C-18 et atteint sa forme parfaite. Il tente de convaincre son adversaire de relever son défi. De son côté, Krilin semble confronter à un cruel dilemme : désactiver la jeune femme, dont il est amoureux, afin d'empêcher Cell d'atteindre sa forme parfaite, ou bien laisser ses sentiments prendre le dessus et l'épargner. Ses sentiments pour elle étant les plus forts, il choisit finalement la seconde option. A-t-il pris la bonne décision ou commet-il une énorme erreur ? |                                                                                             |                                                | |                       |
| 79 | La situation empire… Cell attaque C-18 !                                                    | そして最悪の事態へ…セル、１８号に襲いかかる！  | Soshite Sai'aku no Jitai he… Seru, Jūhachi Gō ni Osoikakaru! (Et la situation prend un mauvais tournant… Cell, attaque C-18 !)                       | 31 octobre 2010       |
| [Épisodes 160~161 de Dragon Ball Z] – Vegata accepte le défi de Cell et laisse le monstre retrouver C-18 pour l'absorber. Cependant, Trunks du futur ne l'entend pas de cette oreille. Krilin, amoureux de la jeune femme, ne peut se résoudre à désactiver la cyborg et détruit la télécommande fabriquée par Bulma, sous les yeux de cette dernière. Manque de chance, Cell la repère et passe à l'offensive, repoussé par tous les moyens par le jeune Saiyan. Voyant son fils empêcher le monstre d'atteindre sa forme parfaite, Vegeta intervient et attaque son propre enfant, mais ce dernier se retourne contre lui. Cell utilise le Taioken et, malgré les tentatives désespérées de C-16 et Krilin, réussit à absorber C-18, atteignant ainsi sa forme parfaite. |                                                                                             |                                                | |                       |
| 80 | La situation est désespérée ! Cell atteint sa forme parfaite !                              | 形勢逆転！完全体セル、ついに始動               | Keisei Gyakuten! Kanzentai Seru, Tsui ni Shidō (Voici la pire des situations ! Cell parfait, entre enfin en scène)                                   | 7 novembre 2010       |
| [Épisodes 161~162 de Dragon Ball Z] – Dans la salle de l'Esprit et du Temps, Gohan conseille à son père de se battre contre lui comme un ennemi, afin que le jeune Saiyan progresse et atteigne la transformation. Ce dernier lui lance un puissant Kaméhaméha et en le poussant à bout, réussit à provoquer la transformation de son fils en Super Saiyan, même s'il a du mal à la tenir. Les deux Saiyans en profitent pour faire une pause et Goku lui propose de lui couper les cheveux. Sur Terre, le moment tant redouté est arrivé : Cell a finalement absorbé C-18 et atteint sa transformation ultime. Krilin, fou de rage d'avoir perdu C-18, s'en prend à lui, mais aucun de ses coups ne semblent atteindre la créature qui parvient à le mettre à terre en une seule attaque. Rapidement ranimé par Trunks du futur, il fait part de son inquiétude à ce dernier sur la puissance démesurée que possède dorénavant Cell. Ses craintes sont avérées, car le combat à peine repris entre lui et Vegeta, le monstre a l'avantage et le prince des Saiyans peine à lui tenir tête. Ce dernier lui porte un puissant coup de pied sur la nuque, mais reste sans effet, ce qui le tétanise. Le monstre fait valdinguer son adversaire au loin et le remercie de l'avoir stupidement aidé à atteindre sa forme parfaite. |                                                                                             |                                                | |                       |
| 81 | L'Attaque ultime de Vegeta ! Cell est de plus en plus dangereux                             | ベジータ全力の一撃！しかし高まるセルの恐怖     | Bejīta Zenryoku no Ichigeki! Shikashi Takamaru Seru no Kyōfu (L'attaque pleine puissance de Vegeta ! Mais la terreur de Cell augmente et augmente)   | 14 novembre 2010      |
| [Épisodes 162~163 de Dragon Ball Z] – Mis à mal par Cell, Vegeta tente son attaque ultime, le Final Flash. L'attaque parvient à blesser sérieusement le monstre, mais pas suffisamment pour inquiéter celui-ci. Doté des cellules de Piccolo, il se régénère et le combat reprend. Quelques coups plus tard, le prince des Saiyans est vaincu et s'apprête à se faire tuer, quand Trunks du futur se décide enfin à intervenir et dévoile ses pouvoirs cachés. Pendant son combat, le jeune homme fait diversion pour permettre à Krilin de mettre son père à l'abri. Soulagé de savoir son géniteur en sécurité, il dévoile la pleine mesure de sa puissance. |                                                                                             |                                                | |                       |
| 82 | Les Supers Pouvoirs de Trunks ! Encore plus fort que Vegeta                                 | 超パワー覚醒！父を超えたトランクス             | Sūpā Pawā Kakusei! Bejīta o Koeta Torankusu (L'éveil des super pouvoirs ! Trunks surpasse Vegeta)                                                    | 21 novembre 2010      |
| [Épisodes 164~165 de Dragon Ball Z] – Trunks du futur déploie sa pleine puissance face à la forme parfaite de Cell, et arrive à prendre l'ascendant sur son adversaire. De son côté, Krilin se pose sur une île pour donner un senzû à Vegeta, qui reprend ses esprits. Mais pour le jeune Saiyan, les choses se compliquent : malgré le fait que sa puissance soit supérieure à celle du monstre, sa vitesse diminue et il n'arrive plus à atteindre son ennemi. Dans la salle de l'Esprit et du Temps, Son Goku emploie la même transformation, mais se rend également compte que sa force musculaire réduit considérablement sa rapidité de déplacement. Il souhaite que Gohan et lui privilégient la maîtrise complète du Super Saiyan. Cell fait exactement la même remarque à Trunks du futur qui, comprenant qu'il est vaincu d'avance, abandonne le combat et demande au monstre de l'éliminer. Mais à sa grande surprise, celui-ci lui laisse la vie sauve et décide d'organiser un tournoi d'arts martiaux. |                                                                                             |                                                | |                       |
| 83 | La télévision a été piratée ! Cell annonce son grand tournoi                                | テレビが乗っ取られた！セルゲーム会見生放送     | Terebi ga Nottorareta! Seru Gēmu Kaiken Namahō (La télévision a été piratée ! La conférence de presse du Cell Game en direct)                        | 28 novembre 2010      |
| [Épisodes 166~167 de Dragon Ball Z] – Cell révèle à Trunks du futur son intention d'orgniser un tournoi d'arts martiaux et donnera des informations complémentaires par le biais de la télévision. Son véritable objectif est de s'amuser et voir la peur sur le visage des Terriens. Le jeune Saiyan explique tout à Krilin et Vegeta, ainsi qu'au reste de la Z Team. Pendant ce temps, Goku et Gohan poursuivent leur entraînement dans la Salle de l'Esprit et du Temps. Après avoir installé le ring dans une région reculée, le monstre se rend aux studios de télévision, comme promis, et annonce les règles du tournoi : elles seront les mêmes que lors du dernier championnat. La défaite s'applique en cas de sortie de ring, abandon voire décès. En revanche, chaque fois qu'un combattant perd, un autre le remplacera. Si Cell réussit à battre tous ses adversaires, il décimera toute l'humanité. |                                                                                             |                                                | |                       |
| 84 | Entrainement terminé ! Goku est prêt à affronter Cell !                                     | 修行完了！悟空、打倒セルに余裕あり？！         | Shūgyou Kanryō! Gokū, Datō Seru ni Yoyō Ari?! (Entrainement terminé ! Goku est-il de taille à battre Cell ?!)                                        | 5 décembre 2010       |
| [Épisodes 168~169 de Dragon Ball Z] – Krilin culpabilise, car il s'en veut de ne pas avoir désactivé C-18 quand il en avait l'occasion et se sent responsable de ce qui arrive. Goku et Gohan sortent enfin de la salle de l'Esprit et du Temps, mais à la grande surprise de Trunks, Vegeta, Piccolo et Mr Popo, ils gardent leurs apparences de Super Saiyan. Ils apprennent par Trunks tout ce qui s'est passé pendant leur absence. Malgré les progrès que Son Goku a fait, ce dernier pense qu'il n'est pas assez fort pour vaincre Cell. Cependant, il semble très calme et très détendu, ce qui inquiètent ses amis. Le Saiyan demande à maître Karin de comparer la force du monstre et la sienne, et celui-ci confirme les dires de son ancien disciple. Père et fils partent ensuite retrouver Chichi chez Tortue Géniale. |                                                                                             |                                                | |                       |
| 85 | Fini les vacances ! Les forces de défense attaquent Cell !                                  | 破られた休息！防衛軍、セルに総攻撃             | Yaburareta Kyūsoku! Bōeigun, Seru ni Sōkougeki (La trêve rompue ! L'attaque massive des forces armées sur Cell !)                                    | 12 décembre 2010      |
| [Épisodes 170~172 de Dragon Ball Z] – Son Goku et Son Gohan retrouvent la maison avec Chichi. Ils mènent une vie paisible avant le début du tournoi organisé par Cell. Cependant, le commandant de l'armée envoie sa troupe détruire Cell, mais en vain, et l'armée est décimée par le monstre. Ayant tout suivi en direct par radio, Goku demande à Piccolo s'il peut se dédoubler pour faire revenir le Tout-Puissant, mais c'est impossible car le Namek ne fait plus qu'un avec lui. Son Goku décide d'aller sur Namek pour trouver le nouveau Dieu de la Terre. |                                                                                             |                                                | |                       |
| 86 | Un nouveau Tout-Puissant ! Les Dragon Balls se régénèrent enfin !                           | 新しい神様！ドラゴンボール遂に復活             | Atarashī Kamisama! Doragon Bōru Tsui ni Fukkatsu (Un nouveau Dieu ! Les Dragon Ball ont été réanimées)                                               | 19 décembre 2010      |
| [Épisodes 173~175 de Dragon Ball Z] – Son Goku voit d'abord Maître Kaio pour l'informer de la situation sur Terre et lui demande de l'aider à trouver la nouvelle planète Namek. Il s'y rend et fait la rencontre de Dendé. Ce dernier accepte de devenir le nouveau Dieu de la Terre. Grâce à ses pouvoirs, Dendé réactive les Dragon Balls. Son Goku part les chercher toutes les sept. Les 10 jours ont passé. Le tournoi organisé par Cell commencera à midi pile. Son Goku rejoint ses amis pour se rendre au rendez-vous. Mais Krilin lui apprend une mauvaise nouvelle : grâce aux pouvoirs de Dendé, les victimes de Cell pourront être ressuscitées grâce à un seul voeu, mais malheureusement, les guerriers déjà ressuscités une fois ne pourront plus l'être. La Z Team se rend au tournoi de Cell, qui va commencer dans une heure... |                                                                                             |                                                | |                       |
| 87 | Mr Satan entre en scène ! Le tournoi de Cell commence !                                     | サタン軍団大暴れ！セルゲームの幕開け           | Satan Gundan Ōabare! Seru Gēmu no Makuake (La légion de Satan se déchaîne ! Le rideau se lève sur le Cell Game)                                      | 26 décembre 2010      |
| [Épisode 176 de Dragon Ball Z] – Mr Satan est le premier arrivé sur les lieux du tournoi, suivi par un cadreur et un journaliste. Vegeta et C-16 arrivent également, puis suis Son Goku et ses compagnons. Le Cell Game va enfin commencer. Le champion d'arts martiaux veut ouvrir les hostilités, mais Son Goku tente de le prévenir. Deux disciples de M. Satan, Caronni et Piroshiki, accompagnés de Pitza, affrontent Cell les premiers, mais sont très facilement battus. Puis lorsque le champion d'arts martiaux fait face au monstre à son tour, il est battu en quelques secondes. Le tournoi de Cell commence véritablement, lorsque c'est Son Goku qui fait son entrée sur l'arène. |                                                                                             |                                                | |                       |
| 88 | La Bataille décisive ! Cell contre Son Goku                                                 | 決戦！セル対孫悟空                             | Kessen! Seru Tai Son Gokū (Bataille décisive ! Cell contre Son Goku)                                                                                 | 9 janvier 2011        |
| [Épisodes 177~178 de Dragon Ball Z] – Après la défaite rapide de Mr Satan, Son Goku se charge de défier le monstre. Le combat semble plutôt équilibré dans l'ensemble, mais les deux combattants dévoilent alors la pleine mesure de leur puissance. Et le Saiyan prend un léger avantage, jusqu'à ce que Cell utilise le Kamehameha contre lui. Il l'esquive grâce à son déplacement instantané. Cette fois-ci, son adversaire veut passer aux choses sérieuses. |                                                                                             |                                                | |                       |
| 89 | L'Ultime Combat ! Tu dois le battre, Son Goku !                                             | 最高レベルの戦い！セルを倒せ、孫悟空           | Saikō Reberu no Tatakai! Seru o Taose, Son Gokū (Une bataille à haut niveau ! Élimine Cell, Son Goku)                                                | 16 janvier 2011       |
| [Épisodes 179~180 de Dragon Ball Z] – Le combat se poursuit entre Son Goku et Cell et pour l'instant, le second prend un peu l'avantage sur le premier. Le monstre décide finalement de détruire le ring, afin que son affrontement avec le Saiyan puisse durer longtemps. Contre toute attente, Goku lance un Kaméhaméha instantané sur Cell, mais son attaque reste vaine, car son adversaire possède la faculté de se régénérer. Les deux guerriers jettent ensuite leurs dernières forces dans la bataille. |                                                                                             |                                                | |                       |
| 90 | Un résultat injuste ! La Décision de Son Goku                                               | 死闘に決着！悟空決断の時                       | Shitō ni Kecchaku! Gokū Ketsudan no Toki (Fin à un match mortel ! La prise de décision de Goku)                                                      | 23 janvier 2011       |
| [Épisodes 181~182 de Dragon Ball Z] – Son Goku tente le tout pour le tout pour vaincre Cell, mais ce dernier se protège avec un bouclier. Épuisé, il reconnaît la supériorité du monstre et abandonne le combat. Choqués, ses amis ne comprennent pas sa décision, qui semble définitive. Le Saiyan en profite pour choisir son propre fils pour lui succéder. Il explique alors à ses camarades que Gohan a réveillé son plein pouvoir pendant leur entraînement dans la Salle de l'Esprit et du Temps, et celui-ci accepte de prendre la relève. Le combat commence plutôt bien pour le jeune homme, qui résiste aux assauts de son adversaire. |                                                                                             |                                                | |                       |
| 91 | Écoute ta colère, Gohan ! Une force cachée s'éveille !                                      | 怒れ悟飯！眠れる力を解き                       | Ikare Gohan! Nemureru Chikara o Hodoki (Mets-toi en colère Gohan ! Révèle ton pouvoir caché)                                                         | 30 janvier 2011       |
| [Épisodes 182~183 de Dragon Ball Z] – Cell finit par attraper Gohan et l'envoie valdinguer dans les rochers, mais le jeune Saiyan s'en sort sain et sauf, avec quelques égratignures. Ce dernier explique à son adversaire qu'il est différent de son père au sujet des combats, et qu'une force incroyable l'envahit lorsqu'il se met en colère. Le monstre va alors tenter par tous les moyens possibles pour réveiller ce sentiment à son opposant, en l'attaquant continuellement jusqu'à le torturer. Piccolo reproche à Goku de n'avoir rien dit à son fils à propos de son plan, et de rester passif à la souffrance de son propre enfant. Contre toute attente, C-16 s'attaque au monstre et essaie de s'auto-détruire... |                                                                                             |                                                | |                       |
| 92 | Pleurs, Gohan ! Et écoute ta colère !                                                       | 空に消えた涙！悟飯、怒りの超覚醒               | Sora ni Kieta Namida! Gohan, Ikari no Chō Kakusei (Les larmes qui disparaissent dans le ciel ! La grande explosion de colère de Gohan)               | 6 février 2011        |
| [Épisode 183~184 de Dragon Ball Z] – C-16 tente de s'autodétruire pour éliminer Cell, mais en vain. Krilin informe le cyborg que sa bombe d'autodestruction a été retirée par Bulma, et qu'il ne peut plus s'exploser. Après avoir éliminé C-16 et pour parvenir à ses fins, le monstre met 7 Cell juniors au monde et fait combattre ces derniers contre les amis du jeune Saiyan. C-16 supplie M. Satan de l'envoyer vers Gohan afin de l'aider à se mettre en colère. Voyant ses amis se faire torturer sous ses yeux, Gohan commence à ressentir ce sentiment, jusqu'à ce que Cell ordonne à ses enfants de les tuer. Le cyborg transmet un dernier message à Gohan avant d'être définitivement écrasé par le monstre, et grâce aux paroles de celui-ci, le jeune Saiyan libère enfin sa colère et la force qui dormait en lui, devenant ainsi un Super Saiyan 2. |                                                                                             |                                                | |                       |
| 93 | Plus d'hésitation ! Gohan, tu dois détruire Cell junior !                                   | 迷いなき闘志！悟飯、セルジュニア粉砕           | Mayoi-naki Tōshi! Gohan, Seru Junia Funsai (Une combativité sans faille ! Gohan, pulvérise les Cell Juniors)                                         | 13 février 2011       |
| [Épisode 185~186 de Dragon Ball Z] – Son Gohan se transforme enfin en Super Saiyan 2 et dévoile ainsi son véritable potentiel. Envahi par la colère, il détruit sans effort les 7 Cell juniors qui se sont attaqués à ses compagnons et ne montre aucune pitié à leur égard, puis fait face à Cell. Le combat semble s'équilibrer, mais il en est tout autrement : le jeune Saiyan est, en réalité, largement au-dessus de son adversaire. Piccolo vient de comprendre la stratégie de Goku : le Saiyan s'est battu en premier pour permettre à son fils d'étudier le style de combat du monstre, pour mieux le vaincre ensuite. |                                                                                             |                                                | |                       |
| 94 | La Forme parfaite enfin détruite ! La colère se déchaîne !                                  | 完全体崩壊！炸裂、怒りの超鉄拳                 | Kanzentai Hōkai! Sakuritsu, Ikari no Chō Tekken (La forme parfaite brisée ! Explosion, le super poing de la colère)                                  | 20 février 2011       |
| [Épisode 186~187 de Dragon Ball Z] – Le combat fait rage entre Cell et Son Gohan, mais le jeune Saiyan fait tourner en bourrique son adversaire. En à peine deux coups de poing, il réussit à mettre le monstre au sol, et fait ressentir la peur à ce dernier. Celui-ci tente une manœuvre désespérée avec un Kaméhaméha à pleine puissance, mais son attaque est repoussée par celui de son opposant. En colère, Cell perd tous ses moyens, et Gohan s'amuse avec lui en lui infligeant une énorme humiliation, le poussant à recracher C-18. Reprenant son ancienne apparence, il commence à gonfler comme un ballon. |                                                                                             |                                                | |                       |
| 95 | Adieu les amis ! C'est la seule façon de sauver la Terre                                    | バイバイみんな！これが地球を救う唯一の道       | Bai-Bai Min'na! Kore ga Chikyū o Sukū Yui'itsu no Michi (Bye Bye tout le monde ! C'est la seule solution pour sauver la Terre)                       | 6 mars 2011           |
| [Épisode 188~189 de Dragon Ball Z] – Son Gohan comprend alors que Cell a l'intention de se servir de son corps comme d'une bombe pour faire détruire la Terre, et s'en veut de ne pas l'avoir tué quand il en avait l'occasion, comme son père le lui avait conseillé. Son Goku, qui se rend compte qu'il n'y a qu'une seule solution pour sauver la Terre, choisit de se sacrifier pour sauver ses amis mais avant de partir, il félicite son fils, téléporte son ennemi et meurt en même temps que Kaioh, Bubbles et Gregory dans l'explosion de Cell sur la planète de son maître. Les amis du Saiyan sont attristés par sa disparition, plus particulièrement Gohan, qui se sent responsable de la mort de son père et fond en larmes, réconforté par Krilin. Mais alors qu'ils croyaient que le cauchemar serait terminé, Cell fait son retour surprise et tue Trunks du futur. Son corps s'est régénéré sous sa forme parfaite ultime, et semble plus fort que jamais. Vegeta venge la mort de son fils en attaquant le monstre, mais est mis K.O par ce dernier. Son Gohan le sauve ensuite d'une attaque de Cell, mais est blessé au bras gauche et a perdu la moitié de son énergie. Son adversaire s'apprête à porter le coup de grâce... |                                                                                             |                                                | |                       |
| 96 | Unissons nos forces ! L'Ultime Kaméhaméha                                                   | 力合わせろ！最強最後のかめはめ波               | Chikara Awasero! Saikyō Saigo no Kamehameha (Unissez vos forces ! Le plus puissant et dernier Kaméhaméha)                                            | 20 mars 2011          |
| [Épisodes 190~191 de Dragon Ball Z] – Cell continue de charger son Kaméhaméha et révèle qu'il a assez de puissance pour détruire l'univers tout entier. Pendant ce temps, Vegeta s'excuse auprès de Gohan pour son imprudence. Alors que le jeune Saiyan et les autres se retrouvent plongés dans le désespoir, Goku contacte son fils depuis l'au-delà et lui dit que, même s'il est blessé, il a le potentiel pour vaincre Cell. Revigoré, Son Gohan prépare avec sa seule main valide, un ultime Kaméhaméha pour repousser celui de Cell. Aidé par Piccolo, Krilin, Tenshinhan, Yamcha et Vegeta qui détournent l'attention du monstre, le jeune Saiyan prend finalement le dessus et terrasse définitivement son adversaire. |                                                                                             |                                                | |                       |
| 97 | Le Moment des adieux ! Une nouvelle époque commence…                                        | 笑顔の別れ！新しい日々へ…                      | Egao no Wakare! Atarashī Hibi e… (Un adieu avec le sourire ! En route pour de nouveaux jours…)                                                       | 27 mars 2011          |
| [Épisodes 192~193 de Dragon Ball Z] – Dépité d'être dépassé par Goku et Gohan et ayant du mal à accepter la mort de son rival, Vegeta prend la décision de renoncer à se battre. {{Satan}}, qui a repris connaissance, annonce au journaliste que c'est lui qui a éliminé Cell et ce dernier révèle l'information aux habitants de la Terre. Au Palais du Tout-Puissant, Dendé soigne Son Gohan et C-18, qui ne montre aucune gratitude vis-à-vis de Krilin. Une fois Shenron invoqué, Yamcha lui demande de ressusciter les victimes de Cell, ainsi que Son Goku, mais comme le Saiyan a déjà été ramené à la vie une fois par le passé, le dragon ne peut accorder cette requête. Ce dernier communique avec ses amis par l'intermédiaire de maître Kaioh et leur demande de ne pas le ramener à la vie, car maintenant que la Terre est enfin en paix, il souhaite que les choses restent telles quelles. Yamcha, Tenshinhan, Piccolo et Son Gohan lui rendent hommage en évoquant de vieux souvenirs. Pour le dernier vœu, Krilin demande au dragon de retirer les mécanismes d'autodestruction de C-17 et C-18. Encore une fois, la jeune femme ne lui montre aucune reconnaissance, mais lui lance un «Bye bye» pour redonner de l'espoir au Terrien. Après s'être dits au revoir, toute la Z Team se sépare. Le lendemain, le groupe se retrouve pour le départ de Trunks du futur qui retourne dans sa dimension.           |                                                                                             |                                                | |                       |
| 98 | Le monde retrouve la paix ! L'âme de Goku est éternelle                                     | 未来に平和を!悟空の魂よ永遠に,                 | Mirai ni heiwa o! Gokū no tamashii yo towa ni (Apporte la paix pour l'avenir ! L'esprit de Goku est éternel)                                         | Non Diffusé           |
| [Épisode 194 de Dragon Ball Z] – Trunks du futur retourne dans sa dimension d'origine et retrouve sa mère pour lui raconter toutes les aventures qu'il a vécues dans le présent, ainsi que le moment où Vegeta l'a vengé quand Cell l'a tué. Mais à peine est-il rentré qu'il apprend, par la radio, que les cyborgs recommencent à faire des siennes. Cette fois-ci, grâce aux progrès qu'il a faits dans le passé, le jeune Saiyan élimine sans efforts ses deux ennemis et met enfin un terme aux carnages qui ont trop duré. Cependant, il se rend compte qu'il reste encore un dernier obstacle. Des semaines se sont écoulées depuis la victoire de Trunks sur C-17 et C-18. La capitale de l'Ouest se reconstruit petit à petit. Alors qu'il allait retourner dans le passé pour informer la Z Team de sa victoire sur les cyborgs, Trunks se voit contraint d'affronter Cell, mais maintenant qu'il connait ses véritables intentions grâce à son voyage dans le passé, le combat en dehors de la ville et se débarrasse du monstre sans la moindre difficulté. |                                                                                             |                                                | |                       |

## Troisième saison (2014-2015)
Note : Attention, pour cette saison, il existe deux versions, une japonaise et une internationale. La deuxième, ayant huit épisodes filler, modifie le numéro des épisodes annoté en second le cas échéant.

### Saga deBoo
Le 5 novembre 2012, l'actrice Mayumi Tanaka, doublant la voix de Krilin, a annoncé qu'elle et le reste du casting enregistraient plus d'épisodes de Dragon Ball Z Kai. Elle a déclaré que la série ne sera pas diffusée au Japon, mais le sera à l'étranger.
Le 14 février 2014, le magazine V Jump annonce la diffusion de la saga Boo à partir du 6 avril 2014 sur Fuji TV,,.
| No | Titre français                                                                         | Titre japonais                                             | Titre japonais | Date de 1re diffusion |
| No | Titre français                                                                         | Kanji                                                      | Rōmaji | Date de 1re diffusion |
| --- | -------------------------------------------------------------------------------------- | ---------------------------------------------------------- | --- | --------------------- |
| 99 | Sept ans ont passé. Le Premier Jour de Gohan au lycée !                                | あれから7年！今日から悟飯は高校生                          | Are kara shichi-nen! Kyō kara Gohan wa kōkōsei (Sept années ont passé ! À partir d'aujourd'hui, Gohan va au lycée)                                  | 6 avril 2014          |
| [Épisodes 200 de Dragon Ball Z] – Sept ans plus tard, Son Gohan a maintenant 16 ans. Il est inscrit dans le lycée de la ville de Satan City, Orange Star, où il rencontre ses camarades de classe, mais une fille, nommée Videl, attire son attention. Son Gohan sauve la vie de personnes sous la menace de voleurs. Ces mêmes personnes le nommeront le « guerrier doré ». Plus tard, lorsqu'il décide d'agir comme un super héros, il demande à Bulma de lui fabriquer un costume et devient Great Saiyaman. |                                                                                        |                                                            | |                       |
| 100 | Un nouveau héros. Great Saiyaman est né !                                              | バレちゃった！新（ニュー）ヒーローは孫悟飯                 | Barechatta! Nyū hīrō wa Son Gohan (Démasqué ! Le nouveau héros est Son Gohan)                                                                       | 13 avril 2014         |
| [Épisodes 201~205 de Dragon Ball Z] – Son Gohan tente à tout prix de masquer sa véritable identité grâce au costume que lui a confectionné Bulma. Sous l'identité du Great Saiyaman, il intervient en secret aux côtés de Videl pour protéger la ville, mais celle-ci commence à émettre de sérieux doutes sur l'identité du nouveau héros. |                                                                                        |                                                            | |                       |
| 101 | Videl en mauvaise posture ? Son Gohan intervient d'urgence !                           |                                                            | |                       |
| [Épisode 203~204 De Dragon Ball Z] – Great Saiyaman sauve des passagers d'un avion sur le point de s'écraser, puis éteint un incendie qui a pris feu dans un immeuble de la ville en détruisant le container d'eau. Alors qu'il se dirige au lycée, Son Gohan est poursuivi par Videl qui tente de savoir qui se cache sous le masque de Great Saiyaman, mais il lui échappe et lorsqu'elle le retrouve, ce dernier lui pique son voltigeur pour le mettre sur le toit d'un immeuble et arrive en retard au lycée, tout comme sa camarade de classe. Plus tard, des ravisseurs du gang des Requins Rouges prennent le maire de la ville de Satan City en otage, et la police prévient Videl de la situation. La jeune fille affronte alors le chef du gang et Great Saiyaman vient à son secours, mais elle réussit à le battre. Son Gohan délivre le maire de la ville tout en stoppant les tentatives du gang. Videl, apprenant ensuite que Son Gohan s'est absenté du cours par le biais d'Eretsa, commence à se douter que Son Gohan et Great Saiyaman sont la même personne. |                                                                                        |                                                            | |                       |
| 102 | On a volé un monstre ! Est-ce Great Saiyaman le coupable ?                             |                                                            | |                       |
| [Épisode 204~205 de Dragon Ball Z] - Chibi, un bébé dinosaure ami avec Son Goten, a brusquement disparu de son nid. Son Gohan et son petit frère découvrent, à la télévision, que ce dernier a été enlevé par le gérant d'un cirque. Son Gohan s'y rend pour parler à celui-ci, mais il ne veut rien entendre. Sous le costume de Great Saiyaman, il libère Chibi. Poursuivi par la police, il réussit à leur échapper, mais doit se confronter à Videl. Son Gohan refuse de l'affronter, par peur de lui faire mal, mais malheureusement, le petit Chibi pousse des cris et ses parents sèment la pagaille dans la ville de Satan City. Alors que Son Gohan allait dévoiler son nom à Toto, le père de Chibi, Videl sait désormais que Great Saiyaman et lui ne font qu'un. Le Saiyan n'a pas d'autres choix que d'assommer Toto pour rétablir le calme. Retournant au lycée, Videl finit par démasquer Son Gohan, sachant qu'il est Great Saiyaman, et le fait chanter en lui proposant de participer au prochain championnat d'arts martiaux, et qu'elle dirait tout à ses camarades s'il refuse. Son Gohan accepte d'y participer et Videl lui demande également de lui apprendre à voler, ce qu'il accepte également. Lorsqu'il vient rendre visite à Bulma, Vegeta et Trunks, Son Goku parle à son fils par l'intermédiaire de maître Kaio, et informe ses amis qu'il peut revenir sur Terre pendant une journée afin de pouvoir participer au tournoi.                                                                                    |                                                                                        |                                                            | |                       |
| 103 | Le Grand Championnat d'arts martiaux approche ! Goten se révèle !                      |                                                            | |                       |
| [Épisode 205~206 de Dragon Ball Z] - En apprenant que son père va participer au championnat d'arts martiaux, Son Gohan souhaite sécher les cours quelques jours afin de se préparer pour l'événement. Sa mère l'y autorise et le Saiyan décide de s'entraîner avec son petit frère. Il découvre avec stupéfaction que ce dernier peut facilement se transformer en Super Saiyan, mais ne sait pas voler. Cependant, Son Goten ne sera pas le seul à suivre la formation de vol : en effet, Son Gohan a aussi promis à sa camarade de classe Videl de lui apprendre aussi à voler. |                                                                                        |                                                            | |                       |
| 104 (101) | Gohan le professeur ! Videl apprend à voler.                                           | 悟飯が先生！ビーデルの舞空術入門                           | Gohan ga sensei! Bīderu no bukū-jutsu nyūmon (Gohan le professeur ! Initiation à la danse de l'air pour Videl)                                      | 20 avril 2014         |
| [Épisodes 207~208 de Dragon Ball Z] - Son Gohan va finalement apprendre à Videl et Son Goten à voler. Sachant déjà que son petit frère est capable de libérer son énergie, ce dernier décide de prendre la formation de la jeune fille en main, et lui montre comment libérer son énergie et la contrôler. Ayant du mal au début, elle parvient finalement à faire sortir son énergie. Lors de la leçon de vol, elle arrive à canaliser son énergie et à décoller du sol, mais pas suffisamment haut. Son Gohan conseille à Videl de se faire couper les cheveux pour éviter d'être gênée lors des combats, mais celle-ci s'énerve, lui expliquant que ses cheveux ne regardent qu'elle. Pendant ce temps, Vegeta découvre, lui aussi avec stupéfaction, que son fils arrive à se transformer facilement en Super Saiyan. Il lui promet de l'emmener au parc d'attractions, si son fils réussit à le toucher, ce que ce dernier parvient à faire. Videl revient le lendemain à l'entraînement, mais avec une nouvelle coiffure. |                                                                                        |                                                            | |                       |
| 105 (102) | La Team Dragon enfin au grand complet ! Son Goku est de retour !                       | ドラゴンチーム全員集合！帰ってきた孫悟空！！               | Doragon Chīmu zen'in shūgō! Kaettekita Son Gokū!! (La Team Dragon réunie au complet ! Son Goku est de retour !!)                                    | 27 avril 2014         |
| [Épisodes 208~210 de Dragon Ball Z] – Grâce à l'enseignement de Son Gohan, Videl progresse et arrive, tout comme Son Goten, à voler comme un oiseau en peu de temps. Toute la Team Dragon se prépare pour le championnat d'arts martiaux. Le premier jour du tournoi, Son Goku effectue enfin son retour sur Terre et retrouve ses amis ainsi que sa famille. Il fait d'ailleurs la rencontre de son deuxième fils Son Goten, qui n'a jamais vu son père depuis sa naissance et le courant passe ben entre eux. Baba la voyante rappelle à Goku qu'il ne dispose que de 24h. Ce dernier est surpris en découvrant que Krilin s'est marié avec C-18 et ont eu ensemble une fille, Marron. De nouvelles règles étant établies, Goten et Trunks sont contraints d'être inscrits à la section « Juniors ». L'épreuve de qualification va commencer. |                                                                                        |                                                            | |                       |
| 106 | Qui sera le meilleur ? Le championnat commence !                                       |                                                            | |                       |
| [Épisode 209 de Dragon Ball Z] - La Team Dragon passe sans problème l'épreuve de qualification, mais Vegeta détruit la machine à coup de poing. Son Goku et les autres décident d'aller regarder le tournoi de la section « Juniors ». |                                                                                        |                                                            | |                       |
| 107 (103) | Stupeur dans les gradins ! Combat enflammé entre Goten et Trunks !                     | みんなビックリ！悟天とトランクスの超バトル！！             | Minna Bikkuri! Goten to Torankusu no Chō Batoru!! (Tout le monde est surpris ! Le super combat de Goten et Trunks !!)                               | 4 mai 2014            |
| [Épisodes 210~212 de Dragon Ball Z] - Le tournoi Juniors a enfin commencé. Trunks et Son Goten battent facilement tous leurs adversaires et se retrouvent, sans surprise, opposés l'un à l'autre lors de la grande finale. Le combat s'équilibre entre les deux jeunes garçons et le public apprécie beaucoup le spectacle. |                                                                                        |                                                            | |                       |
| 108 | Le Sacre du champion des juniors ! Qui se battra contre Satan ?                        |                                                            | |                       |
| [Épisode 211 de Dragon Ball Z] - Le combat entre Son Goten et Trunks reprend de plus belle. Alors que Trunks semble prendre l'avantage, Son Goten se transforme en Super Saiyan pour se dégager de l'emprise de son adversaire, alors qu'il n'en avait pas le droit. Trunks se lance un défi en tentant de battre Goten avec seulement son bras droit. Ce dernier se transforme à son tour en Super Saiyan et envoie une boule d'énergie sur Goten qui atterrit sur une partie de la tribune. Trunks remporte le combat ainsi que le tournoi, et sera opposé, en récompense, à Mr Satan. |                                                                                        |                                                            | |                       |
| 109 (104) | Une terrible prémonition. Un mystérieux guerrier fait son apparition !                 | 波乱の予感…謎の戦士現る！！                                | Haran no yokan… Nazo no senshi arawaru!! (Un pressentiment troublant… L'apparition d'un mystérieux guerrier !!)                                     | 11 mai 2014           |
| [Épisodes 213~214 de Dragon Ball Z] – Trunks bat facilement Mr Satan en un seul coup de poing, mais ce dernier a fait exprès de perdre afin de laisser le jeune garçon gagner. La Team Dragon profite de la pause de 30 minutes pour aller se restaurer, puis fait la rencontre de Shin et de Kibito, deux étranges individus. Le tirage au sort a lieu et les combats sont les suivants : Krilin contre Punta, Shin contre Piccolo, Videl contre Spopovitch, Kibito contre Great Saiyaman, C-18 contre Mr Satan, Son Goku contre Vegeta, Mighty Mask (Trunks et Son Goten) contre Kila et Yamu contre Jewel. |                                                                                        |                                                            | |                       |
| 110 (105) | Que s'est-il passé, Piccolo ? Un événement inattendu !                                 | どうしたピッコロ！！一回戦での意外な結末                   | Dō shita Pikkoro!! Ikkaisen de no igai na ketsumatsu (La préoccupation de Piccolo !! La découverte inattendue se produit dans le premier tour)      | 18 mai 2014           |
| [Épisodes 214~217 de Dragon Ball Z] - Krilin ouvre le bal pour son premier combat contre Punta et bat facilement son adversaire en quelques secondes. Lors du second combat qui oppose Shin à Piccolo, le Namek reste complètement paralysé devant la puissance de ce dernier et abandonne le combat sans raison apparente. |                                                                                        |                                                            | |                       |
| 111 | Mais qui est vraiment Spopovitch ? Videl s'épuise !                                    |                                                            | |                       |
| [Épisode 215-216 de " Dragon Ball Z"] - Piccolo a abandonné son combat contre Shin, car il apprend que ce dernier est en réalité un Dieu Kaio, par le biais de Kibito. De son côté, Videl est opposée à Spopovitch et domine le combat. Mais malgré les nombreux coups qu'elle lui porte, elle s'épuise vite et son adversaire les encaisse sans broncher. Son Goku se rend compte que Spopovitch n'est plus la même personne que par le passé, et pris d'un mauvais pressentiment, pense que Videl doit abandonner le combat. La dernière fois que celui-ci a participé au tournoi, il a à peine tenu 5 secondes face à Mr Satan. Mais quelque chose a changé en lui, ce qui lui a permis d'acquérir de nouveaux pouvoirs. Voyant son adversaire fatiguée, Spopovitch reprend l'avantage et le dessus sur Videl. La jeune fille tue accidentellement son adversaire en lui brisant la nuque, mais alors qu'elle allait être disqualifiée, celui-ci se remet debout, replace sa nuque à l'endroit, au grand étonnement du public et de la fille de M. Satan, sur qui il recommence à reprendre le dessus. |                                                                                        |                                                            | |                       |
| 112 (106) | Videl en mauvaise posture. La Colère de Gohan !                                        | ビーデル、ボロボロ 悟飯の怒りも限界だ！！                  | Bīderu, Boroboro Gohan no Ikari mo Genkai da!! (Videl en très mauvais état. La colère de Gohan dépasse la limite !!)                                | 25 mai 2014           |
| [Épisodes 217~219 de Dragon Ball Z] – Spopovitch, profitant de la fatigue de Videl, reprend l'avantage. Il s'amuse à la martyriser de coups violents et la torturer, ce qui choque le public du stade, qui assiste impuissant à la correction sévère subie par la jeune fille. Mais malgré les recommandations de Gohan et du commentateur, elle refuse d'abandonner, voulant gagner à tout prix. Fou de colère en voyant sa camarade, en larmes, à deux doigts de se faire écraser la tête, Son Gohan se transforme en Super Saiyan et tente de la sauver. Mais Yamu intervient et ordonne à Spopovitch d'arrêter ses bêtises, de terminer rapidement son combat, ce que celui-ci s'exécute, gagnant le match. Le jeune Saiyan conduit la jeune fille à l'infirmerie, pendant que son père part chercher des senzû pour la guérir. |                                                                                        |                                                            | |                       |
| 113 | Une horrible conspiration ! Gohan pris pour cible.                                     |                                                            | |                       |
| [Épisode 218 de Dragon ball Z] – Son Goku revient de la tour Karin avec trois haricots magiques, et Son Gohan se précipite à l'infirmerie pour en donner un à Videl, qui guérit rapidement de ses blessures. Le jeune homme doit affronter Kibito, mais se rendant compte qu'il a perdu son foulard, ses camarades de classe découvrent sa véritable identité derrière son costume. Son adversaire l'oblige à se transformer en Super Saiyan, ce qu'il accepte. Shin demande à Son Goku et aux autres de ne pas intervenir, car Yamu et Spopovitch vont s'en prendre au Saiyan pour lui voler son énergie. Leur mission accomplie, les deux ennemis s'envolent et le Dieu Kaio se lance à leur poursuite, accompagné de Son Goku, Piccolo, Krilin et Vegeta. |                                                                                        |                                                            | |                       |
| 114 (107) | L'Incroyable Secret. Un terrible complot se prépare !                                  | 恐ろしき魔人の秘密 黒幕出現！！                            | Osoroshiki Majin no Himitsu Kuromaku Shutugen!! (Le secret de l'effrayant démon. L'apparition de l'instigateur !!)                                  | 1er juin 2014         |
| [Épisodes 219~220 de Dragon Ball Z] – Shin raconte à Son Goku et ses amis l'histoire de la création de Boo, une créature invincible créée par Bibidi, un sorcier. Après avoir vaincu ce dernier, il a appris que Bibidi a eu un fils : Babidi. Kibito soigne Son Gohan, affaibli, et le remet sur pied. Videl accompagne Son Gohan et Kibito, mais n'arrive pas à les suivre. Son Gohan lui conseille de retourner au stade, mais la jeune fille est triste de ne pas pouvoir rester avec lui. C'est à ce moment-là que les deux jeunes gens tombent réciproquement amoureux. Kibito et Gohan parviennent à rattraper Shin et les autres. Ils finissent par retrouver le vaisseau de Babidi et sont surpris de découvrir que Dabra, le prince des ténèbres, a rejoint les rangs du sorcier. |                                                                                        |                                                            | |                       |
| 115 (108) | Le Piège de Babidi. Dabra, le roi démon !                                              | 極悪魔導師バビディと暗黒魔界の王ダーブラの罠               | Gokuaku Madōshi Babidi to Ankoku Makai no Ō Dābura no Wana (Le piège de Babidi, le terrible magicien du mal et Dabra, le roi du royaume des démons) | 8 juin 2014           |
| [Épisodes 220~221 de Dragon Ball Z] – Dabra et Babidi font leur apparition à l'extérieur du vaisseau. Le sorcier se débarrasse de Spopovitch et Buibui, un des fidèles de celui-ci, élimine Yamu. Dabra repère l'énergie de Son Goku et ses amis, élimine Kibito, transforme Krilin et Piccolo en statues de pierre en leur crachant dessus et tente d'attirer les trois Saiyans à bord du vaisseau. Goku, Gohan et Vegeta n'eurent d'autres choix que de le suivre, accompagnés de Shin. Buibui est le gardien du premier sous-sol et c'est Vegeta qui gagne le droit de l'affronter. |                                                                                        |                                                            | |                       |
| 116 (109) | Ne jamais sous-estimer un Super Saïyen ! La Démonstration de force de Vegeta et Goku ! | 超サイヤ人をナメるな！ベジータと悟空の全開パワー！         | Sūpā Saiya-jin o Nameru na! Bejīta to Gokū no Zenkai Pawā! (Ne sous estimez pas les Super Saiyans ! La super puissance de Goku et Vegeta !)         | 15 juin 2014          |
| [Épisodes 222~223 de Dragon Ball Z] – Vegeta élimine facilement Buibui sans avoir besoin de se transformer en Super Saiyan, malgré l'avantage qu'a donné Babidi à son subordonné. Le sorcier décide d'envoyer Yakon pour garder le deuxième sous-sol et c'est Son Goku qui sera son adversaire. Bien que Yakon soit avantagé dans le noir, Son Goku n'éprouve aucune difficulté et se transforme en Super Saiyan pour le voir. Mais le monstre est un grand friand de lumière et absorbe son énergie. Son Goku se retransforme, mais fait en sorte que le monstre absorbe trop d'énergie pour le faire exploser. C'est à cet instant que Vegeta se rend compte de la puissance de son rival et élabore secrètement un plan pour l'affronter plus tard... |                                                                                        |                                                            | |                       |
| 117 (110) | Qui sera le grand vainqueur ? Le championnat reprend !                                 | 天下一は誰の手に！？バトルロイヤル決定戦！！               | Tenka'ichi wa Dare no Te ni!? Batoru Roiyaru Kettei-sen!! (Qui sera le plus grand du monde ?! Un match décisif du Battle Royal !!)                  | 22 juin 2014          |
| [Épisodes 224~225 de Dragon Ball Z] - Les trois Saiyans et Shin accèdent au troisième sous-sol et attendent leur nouvel adversaire. Ce sera, cette fois, au tour de Gohan de se battre. Dabra se dévoue pour garder le troisième sous-sol, mais se rend d'abord en salle de méditation afin de préparer son combat. Pendant ce temps, au championnat d'arts martiaux, Mr Satan propose aux jurés de disqualifier les participants qui ont fui et propose une bataille générale avec les quatre participants restants. Ces derniers approuvent son idée. Alors que la bataille générale vient à peine de commencer, Kila et Jewel sont déjà éliminés par C-18 et Mighty Mask (Goten et Trunks). Les deux garçons affrontent la femme de Krilin, tandis que Mr Satan ne peut que regarder le combat du sol. |                                                                                        |                                                            | |                       |
| 118 (111) | Goten et Trunks démasqués ! Le Combat contre C-18.                                     | チビッコ恐るべし！！大苦戦の18号                           | Chibikko Osorubeshi!! Dai-kusen no Jūhachigō (Les enfants sont terribles !! Le combat très difficile de C-18)                                       | 28 juin 2014          |
| [Épisode 225-226 de Dragon Ball Z] – Le combat entre C-18 et Mighty Mask fait rage. C-18 perce le secret de son adversaire en découvrant qu'il s'agit de Goten et Trunks et utilise une Scie énergétique pour les démasquer. Goten et Trunks sont directement disqualifiés et C-18 se retrouve opposée à Mr Satan pour la grande finale du tournoi. C-18 propose à Mr Satan de le laisser gagner, en échange de la somme de 20 millions de zénis, soit 10 millions de plus que la somme du vainqueur du tournoi. Le champion accepte le marché et C-18 perd volontairement le combat, permettant à Mr Satan de conserver son titre de champion. Son Gohan, de son côté, se prépare à affronter Dabra. |                                                                                        |                                                            | |                       |
| 119 (112) | Un redoutable adversaire ! Le Roi démon !                                              | 真打ち登場！ 立ちはだかる魔王！！                          | Shin'uchi Tōjō! Tachihadakaru Maō!! (Le boss entre en scène ! Affrontez le roi des démons !!)                                                       | 6 juillet 2014        |
| [Épisodes 226~227 de Dragon Ball Z] – Après avoir été transportés sur une autre planète grâce à Babidi, Gohan et Dabra commencent leur combat. Réalisant la puissance du Démon, le jeune Saiyan décide de se transformer en Super Saiyan. Cependant, ce dernier, ne s'étant pas assez entraîné à cause de ses études, n'est malheureusement pas de taille face à son adversaire et commet beaucoup d'erreurs. Gohan résiste comme il le peut et Vegeta commence à s'impatienter... |                                                                                        |                                                            | |                       |
| 120 (113) | Un cœur impur. Vegeta, le prince destructeur !                                         | よみがえる邪心 破壊王子ベジータ！                          | Yomigaeru Jashin Hakai ōji Bejīta! (Un cœur méchant est relancé. Vegeta, le prince de la destruction !)                                             | 13 juillet 2014       |
| [Épisodes 227~228 de Dragon Ball Z] – Le combat entre Gohan et Dabra se poursuit. Agacé par la tournure que celui-ci prend, Vegeta laisse volontairement exploser sa colère contre Goku, ce qui n'échappe pas au roi Démon qui demande à son maître de ramener tout le monde au vaisseau, que Babidi exécute. Une fois de retour, Dabra abandonne le combat, prétextant avoir trouvé un bien meilleur candidat, et transmet l'information au sorcier. Gohan est sermonné sévèrement par Vegeta, mais Goku calme les ardeurs de ce dernier. Les deux Saiyans sont inquiets au sujet du nouvel adversaire, mais Shin comprend vite que le candidat en question n'est autre que le prince des Saiyans. Et ses craintes deviennent réalité : Babidi utilise ses pouvoirs magiques pour non seulement ensorceler le rival de Goku afin de le ranger de son côté et le retourner contre son camp, mais aussi augmenter l'énergie du prince des Saiyans qui retrouve ses pouvoirs d'antan et devient Majin Vegeta. Le sorcier envoie ensuite les trois guerriers au championnat d'arts martiaux, puis ordonne à Vegeta d'éliminer tout le monde, mais celui-ci réplique qu'il ne s'intéresse que par son combat contre Goku. |                                                                                        |                                                            | |                       |
| 121 (114) | Je suis le plus fort ! Le Combat entre Goku et Vegeta.                                 | 最強はオレだ！激突 悟空ＶＳベジータ                        | Saikyō wa Ore da! Gekitotsu Gokū Tai Bejīta (Je suis le plus fort ! Le choc de Goku vs. Vegeta)                                                     | 20 juillet 2014       |
| [Épisodes 228~229 de Dragon Ball Z] – Pour obliger son rival à l'affronter, Vegeta détruit une partie des tribunes du stade et tue des civils, puis en détruit une autre, ce qui fait qu'il parvient à provoquer la colère de Goku et ce dernier accepte de lui donner la revanche qu'il attend depuis des années. Shin veut empêcher les deux Saiyans de se battre entre eux, mais voyant la détermination du second, décide d'y renoncer. Ils sont téléportés ensuite dans un désert, et pendant ce temps, Gohan et le Dieu Kaio de l'Est entrent dans le vaisseau de Babidi pour éradiquer la menace Boo. Avant de commencer leur combat, les deux guerriers Saiyans se transforment en Super Saiyan 2 et reprennent leur vieille rivalité... |                                                                                        |                                                            | |                       |
| 122 (115) | Le réveil de Boo est proche. Il faut arrêter Babidi !                                  | 復活へのカウントダウン バビディの野望を打ち砕け！          | Fukkatsu e no Kauntodaun Babidi no Yabō wo Uchikudake! (Le compte à rebours de la renaissance. Écraser les ambitions de Babidi !)                   | 3 août 2014           |
| [Épisodes 230~231 de Dragon Ball Z] - Gohan et Shin atterrissent au premier sous-sol du vaisseau de Babidi et le Saiyan bat facilement les soldats de celui-ci. Arrivés au dernier sous-sol, ils tombent nez à nez avec le sorcier et Dabra, ainsi que la boule dans laquelle est enfermé Boo. Le combat entre Goku et Vegeta commence enfin et les deux Super Saiyans ne se font aucun cadeau. Au fur et à mesure, leur affrontement devient plus intense et violent. Le prince des Saiyans reproche à son rival d'avoir anéanti sa fierté à force de l'humilier, mais son adversaire réplique avec les poings. Cependant, cela accélère le réveil de Boo qui finit par atteindre sa pleine puissance et s'apprête à émerger de sa coquille. |                                                                                        |                                                            | |                       |
| 123 (116) | L’œuf s'ouvre ! Gohan refuse de s'avouer vaincu.                                       | 解けた封印！？悟飯抵抗のかめはめ波                         | Toketa Fūin!? Gohan teikō no Kamehameha (Le sceau est brisé !? Le kaméhaméha de la résistance de Gohan)                                             | 10 août 2014          |
| [Épisodes 231~232 de Dragon Ball Z] – À la suite de l'intensité du combat entre Goku et Vegeta, Boo atteint sa pleine puissance et est sur le point de se réveiller. Pendant ce temps, les deux Super Saiyans interrompent temporairement leur duel, puis le prince des Saiyans explique à son rival les raisons pour lesquelles il a laissé le sorcier Babidi le manipuler. Le réveil de Boo est à présent imminent. Shin conseille à Gohan de s'enfuir, mais ce dernier refuse d'abandonner et essaie par tous les moyens d'empêcher l'arrivée du monstre, quitte même à détruire la coquille. Hélas, les fumées qui se dégageaient autour de la boule prennent forme et Boo fait finalement son apparition. |                                                                                        |                                                            | |                       |
| 124 (117) | Condamnés au désespoir ? Boo fait régner la terreur.                                   | 絶望へ一直線！？魔人ブウの恐怖                             | Zetsubō e Icchokusen!? Majin Bū no Kyōfu (La ligne droite du désespoir ?! L'effroyable Boo)                                                         | 17 août 2014          |
| [Épisodes 232~233 de Dragon Ball Z] - Boo ressemble à un monstre rose et joufflu. Bien qu'il ait la mentalité d'un enfant, ce monstre est plus dangereux qu'il n'en a l'air. Il bat d'abord facilement Dabra en deux coups, puis plonge Gohan dans le coma tout en battant facilement Shin. Goku, sentant l'énergie de Boo se manifester, interrompt son combat avec Vegeta. Ce dernier en profite pour l'assommer alors qu'il allait lui donner un Haricot magique, le mange et décide d'aller affronter Boo seul. |                                                                                        |                                                            | |                       |
| 125 (118) | Transformer en sucrerie ! L'Étrange Pouvoir de Boo                                     | お菓子になっちゃえ！腹ペコ魔人の不気味パワー               | Okashi ni nacchae! Harapeko Majin no Bukimi Pawā (Transformation en sucrerie ! L'étrange pouvoir de Boo)                                            | 24 août 2014          |
| [Épisodes 234~235 de Dragon Ball Z] - Goten et Trunks, partis à la rencontre de Boo et Babidi, arrivent sur les lieux et découvrent les statues de Krilin et Piccolo. Malheureusement, Trunks casse accidentellement la statue du Namek. Alors que Boo est sur le point d'achever Shin, Dabra le transperce avec sa lance. Le monstre s'attaque à nouveau au roi Démon, le transforme en biscuit et le mange. Grâce à cela, Krilin et Piccolo sont libérés du maléfice de Dabra et retrouvent leur apparence normale. Mais alors que Boo s'apprête à faire la même chose à Shin, le vaisseau de Babidi explose... |                                                                                        |                                                            | |                       |
| 126 (119) | Je vaincrai Boo. L'ultime combat de Vegeta !                                           | 魔人はオレがかたづける ベジータ最期の決死戦！              | Majin wa ore ga katatzukeru Bejīta Saigo no Kesshisen! (Je vaincrai Boo. Le combat désespéré de Vegeta !)                                           | 31 août 2014          |
| [Épisodes 235~236 de Dragon Ball Z] - Vegeta, qui a détruit le vaisseau de Babidi, arrive sur le lieu du combat et se prépare à affronter Boo. Il reproche au monstre d'avoir tué Gohan et Piccolo l'entend. Grâce à ses nouveaux pouvoirs, le Saiyan prend le dessus sur le monstre, tout en sachant que ses coups ne le blessent pas. Cependant, au fur et à mesure de l'affrontement, Vegeta provoque la colère de Boo et celui-ci utilise une puissante vague explosive, ce qui a pour conséquence de neutraliser le prince des Saiyans tout en lui infligeant des blessures. |                                                                                        |                                                            | |                       |
| 127 (120) | Pour ceux que j'aime… Le Sacrifice d'un grand guerrier !                               | 愛すべき者のために…誇り高き戦士の最期！                    | Aisubekimono no tameni… Hokori takaki Senshi no Saigo! (Pour ceux que j'aime… Le sacrifice d'un fier guerrier !)                                    | 7 septembre 2014      |
| [Épisodes 237~238 de Dragon Ball Z] - Vegeta est en mauvaise posture dans son combat contre Boo et le monstre prend l'avantage en l'emprisonnant avec un morceau de son corps, puis en le torturant avec des coups violents. Trunks, ne supportant plus cette situation, vole à la rescousse de son père, accompagné de Goten. De son côté, Piccolo se débarrasse du sorcier en le découpant en deux. Vivant ses derniers instants, Vegeta prend son fils dans ses bras pour la première fois de sa vie et l'assomme, ainsi que Goten. Il demande à Piccolo de les emmener à l'abri afin d'éviter d'être pris dans son attaque. C'est également la première fois que le prince des Saiyans se bat pour quelqu'un d'autre que lui-même. Comprenant qu'il ne lui reste qu'une seule solution, Vegeta choisit de se sacrifier pour anéantir Boo... |                                                                                        |                                                            | |                       |
| 128 (121) | Le cauchemar recommence. Boo, le monstre immortel !                                    | 悪夢再来 不死身の怪物 魔人ブウ！                           | Akumu sairai Fujimi no Kaibutsu Majin Bū! (Le cauchemar recommence. Boo, le monstre invulnérable !)                                                 | 14 septembre 2014     |
| [Épisodes 239 de Dragon Ball Z] - Après le sacrifice de Vegeta, Piccolo se rend sur le lieu du combat. Il s'aperçoit que le sorcier Babidi a survécu à son attaque et que les morceaux de Boo sont dispersés. Le monstre se régénère sous ses yeux, comprenant que le Saiyan s'est sacrifié en vain. Goten et Trunks sont donc le dernier espoir des Terriens. De son côté, Goku reprend conscience. Ne sentant plus les énergies de Vegeta et Gohan, mais celles de Krilin et Piccolo, il se rend chez Dendé pour se renseigner sur ce qui se passe. Soigné par Boo, Babidi jure de se venger du Namek et des deux petits. Shin, de son côté, affaibli par son combat, continue sa route vers Gohan, persuadé qu'il est toujours en vie... |                                                                                        |                                                            | |                       |
| 129 (122) | Un plan secret pour vaincre Boo. La Fusion !                                           | ブウを倒す秘策 その名はフュージョン！                      | Bū o taosu Hisaku Sono na wa Fyūjon! (Un plan secret pour vaincre Boo. Son nom, la fusion !)                                                        | 21 septembre 2014     |
| [Épisodes 239~240 de Dragon Ball Z] – Après avoir été soigné par Dendé, Goku apprend par Piccolo les morts de Vegeta et Gohan, mais que les deux petits sont sains et saufs. Il fait part à ses amis d'une idée surprenante : la fusion. Deux combattants ayant une force et une taille équivalente deviennent un être puissant en fusionnant. Mr Popo propose à Goku d'enseigner cette technique à Goten et Trunks. Bulma et ses camarades, partis à la recherche des Dragon Balls pour ressusciter les personnes tuées par Vegeta au tournoi d'arts martiaux, trouvent la dernière dans un nid d'oiseaux. Grâce à l'aide de Tortue Géniale (le dragon ayant avalé la Dragon Ball, il l'asphyxie en lui lâchant une flatulence dessus et lui fait recracher la boule), ils réussissent à la récupérer. De son côté, Boo continue de semer la pagaille sur Terre. |                                                                                        |                                                            | |                       |
| 130 (123) | Une faible lueur d'espoir. Réveillez-vous, combattants !                               | 見えた！かすかな希望 目を覚ませ戦士達！！                  | Mieta! Kasukana Kibō Me o samase Senshi-tachi!! (Regardé ! Une lueur d'espoir, réveillez-vous guerriers !!)                                         | 28 septembre 2014     |
| [Épisodes 240~241 de Dragon Ball Z] – Bulma invoque Shenron et lui demande de ressusciter les personnes tuées. Kibito, ramené à la vie, retrouve son maître inconscient mais vivant. Il le soigne et celui-ci lui demande de l'accompagner pour retrouver Son Gohan de toute urgence. Les deux dieux Kaio conduisent le jeune Saiyan sur leur planète pour le soigner. Goku arrive trop tard pour empêcher Bulma d'exaucer un vœu, mais remercie le dragon afin de garder deux autres voeux pour plus tard, les Dragon Balls pouvant être réutilisables dans quatre mois. Goku amène ses amis chez Dendé et leur annonce la triste nouvelle. |                                                                                        |                                                            | |                       |
| 131 (124) | Trouvez-moi ces insectes ! La Vengeance de Babidi                                      | 邪魔者を捜せ バビディの復讐作戦開始！                      | Jamamono o Sagase Babidi no Fukushū Sakusen Kaishi! (Cherchez les nuisibles. Le plan de la vengeance de Babidi commence !)                          | 5 octobre 2014        |
| [Épisodes 241~242 de Dragon Ball Z] – Babidi communique avec tous les habitants de la Terre par télépathie et leur montre les dégâts que Boo cause à une ville en transformant les Terriens en bonbons et en détruisant les bâtiments. Il détruira la Terre dans 5 jours si Piccolo, Goten et Trunks ne se rendent pas. Alors que Goku apprend aux deux enfants la technique de la fusion, Gohan, de son côté, est soigné par Kibito sur la planète des dieux Kaio. Shin souhaiterait que Gohan utilise la Z-Sword, une épée légendaire qui peut vaincre Boo. |                                                                                        |                                                            | |                       |
| 132 (125) | L'Épreuve. La puissance légendaire est à portée de main !                              | 試練の時 伝説の力を手に入れろ！                            | Shiren no Toki Densetsu no Chikara o Te ni irero! (La rude épreuve. Atteindre la puissance légendaire !)                                            | 12 octobre 2014       |
| [Épisodes 243~244 de Dragon Ball Z] – Sur la planète des dieux Kaio, Son Gohan tente une première fois de retirer la Z-Sword, mais échoue lamentablement. Il décide de se transformer en Super Saiyan et retente sa chance. Cette fois, le jeune Saiyan réussit à retirer l'épée. Cependant, cette arme se révèle plus lourde qu'il ne le pensait. De son côté, Goku tente d'enseigner à Goten et Trunks la fusion, mais les deux petits ne semblent pas décider à suivre son enseignement, lui reprochant de s'être évanoui pendant que Gohan et Vegeta se font tuer par Boo. Babidi et Boo attaquent une nouvelle ville, Trunks et Goten les voyant par télépathie. Les deux garçons communiquent avec le sorcier en lui disant qu'ils les affronteront une fois prêts et se décident finalement à apprendre la fusion. Alors que Babidi et Boo continuent de s'en prendre aux Terriens, l'une d'entre eux les informe que Trunks vit dans la capitale de l'Ouest. |                                                                                        |                                                            | |                       |
| 133 (126) | Boo doit être stoppé. Le Super Saïyen 3 !                                              | 魔人ブウを食い止めろ 限界（リミット）！超サイヤ人3！！     | Majin Bū o Kuitomero Rimitto! Sūpā Saiya-jin Surī!! (Stopper le démon Boo. Limite atteinte ! Super Saiyan 3 !!)                                     | 19 octobre 2014       |
| [Épisodes 244~245 de Dragon Ball Z] – Babidi, informé grâce à une Terrienne que Trunks vit dans la capitale de l'Ouest, décide de s'y rendre avec Boo. Goku envoie Trunks aller chercher le Dragon radar chez lui, pendant que celui-ci va essayer de retenir les deux antagonistes. Pour gagner du temps, le Saiyan donne à Boo et Babidi un cours sur les Saiyans et, sous leurs yeux ébahis ainsi que ceux de ses amis, dévoile sa nouvelle transformation : le Super Saiyan 3. Cette transformation le rend encore plus puissant et lui permet de tenir tête au monstre. |                                                                                        |                                                            | |                       |
| 134 (127) | Bye Bye Babidi. Boo se rebelle !                                                       | 見え始めた真価 反逆のブウ！                                | Miehajimeta shinka hangyaku no Bū! (Commencer à voir sa vraie valeur. La trahison de Boo !)                                                         | 26 octobre 2014       |
| [Épisodes 246~247 de Dragon Ball Z] – Grâce à sa nouvelle transformation en Super Saiyan 3, Goku résiste aux attaques de Boo et arrive même à épater ses amis, voyant le combat par télépathie. Pour permettre à Trunks de trouver le Dragon radar, il tente de gagner du temps par tous les moyens possibles. Grâce à l'aide de ses grands-parents, et de sa mère Bulma, Trunks finit par trouver l'objet et retourne en vitesse chez Dendé. Sentant l'énergie de Trunks en train de s'éloigner de la capitale de l'Ouest avec le radar, Goku retrouve son apparence normale et est contraint d'arrêter le combat, n'ayant plus beaucoup de temps à rester sur Terre. Agacé par l'irrespect de son maître Babidi à son égard, Boo se révolte et se débarrasse du sorcier. |                                                                                        |                                                            | |                       |
| 135 (128) | Ridicule ? L'Apprentissage de la fusion !                                              | カッコ悪い！？ 特訓、フュージョンポーズ！                  | Kakko warui !? Tokkun, fyūjon pōzu! (C'est moche !? Entraînement intensif, la pose fusion !)                                                        | 2 novembre 2014       |
| [Épisodes 247~248 de Dragon Ball Z] – De retour au palais du Tout-Puissant, Goku discute un peu avec Piccolo, mais est complètement épuisé à la suite de sa transformation en Super Saiyan 3. Malheureusement, Baba la voyante vient le voir en lui disant qu'il ne lui reste qu'une demi-heure à passer sur Terre avant de repartir pour l'autre monde. Il profite du temps qu'il lui reste pour enseigner la fusion à Trunks et Goten qui, cette fois, acceptent de l'écouter sans discuter. De son côté, ayant récemment acquis sa nouvelle liberté, Boo continue de poursuivre son carnage sanglant. |                                                                                        |                                                            | |                       |
| 136 (129) | Au revoir, les amis ! Goku retourne dans l'autre monde                                 | バイバイ みんな！！ 孫悟空あの世に帰る                     | Baibai min'na!! Son Gokū ano yo ni kaeru (Bye bye tout le monde !! Son Goku retourne dans l'autre monde)                                            | 9 novembre 2014       |
| [Épisode 248-249 de Dragon Ball Z] – Boo, fatigué par son activité, construit sa maison avec de l'argile et en profite pour s'accorder quelques secondes de repos bien méritées. Trunks et Goten demandent à Goku de leur faire une démonstration de sa transformation en Super Saiyan 3. Le Saiyan accepte, à condition que les deux garçons travaillent durs pour la fusion. Goku se transforme sous les yeux des deux garçons et Piccolo qui restent ébahis par sa nouvelle apparence, mais épuisé par son dernier combat, se fatigue vite. Ayant complètement gaspillé son énergie, Goku est contraint de repartir dans l'autre monde plus vite que prévu. Il dit au revoir à ses amis, ainsi qu'à Chichi et Goten (prenant son fils dans ses bras, à sa demande). Boo poursuit le massacre des Terriens et les destructions de villes. Reparti dans l'autre monde, Goku rend visite au roi Enma et apprend que Gohan est toujours vivant, confirmant le pressentiment de Videl. Il retrouve ce dernier dans le monde des dieux Kaio. |                                                                                        |                                                            | |                       |
| 137 (130) | Gohan localisé. Entraînement intensif dans le monde des dieux Kaio !                   | 見つけた、悟飯！界王神界で猛特訓！                         | Mitsuketa, Gohan! Kaiōshin-kai de mōtokkun! (Je t'ai trouvé, Gohan ! Dur entraînement au royaume des dieux !)                                       | 16 novembre 2014      |
| [Épisode 249-250 de Dragon Ball Z] – Son Goku finit par retrouver son fils aîné, Son Gohan, dans le monde des dieux Kaio. Après avoir expliqué la situation à Kibito, Shin et lui, les quatre hommes en profitent pour faire une pause déjeuner. Sur Terre, alors qu'il ne reste qu'une journée avant l'affrontement avec Boo, Piccolo poursuit l'apprentissage de la fusion à Son Goten et Trunks, aidé par Krilin. Dans l'Autre Monde, les employés du roi Enma sont épuisés, depuis l'arrivée des âmes de nombreux Terriens éliminés par le monstre. Mais de plus en plus d'âmes terriennes arrivent, ce qui n'enchante pas le roi. Alors que Boo continue d'accomplir l'œuvre du sorcier Babidi, il croise le chemin d'un petit garçon aveugle, puis lui rend la vue en le soignant, tout en lui apportant du lait. C'est d'ailleurs la première fois que Boo fait preuve d'humanité envers quelqu'un. Gohan ayant réussi à maîtriser la Z-Sword, Shin veut faire rester l'épée avec du Katchin, le métal le plus dur de l'univers. Malheureusement, l'épée se casse en deux, puis un étrange individu fait son apparition : il s'agit d'un dieu Kaio de quinze générations. |                                                                                        |                                                            | |                       |
| 138 (131) | Gotenks ! La Naissance d'un super guerrier fusionné !                                  | 誕生！合体超戦士その名は、ゴテンクス！！                   | Tanjo! Gattai chō senshi sono na wa, Gotenkusu!! (La naissance d'une fusion des Supers Guerriers ! Son nom est Gotenks !!)                          | 23 novembre 2014      |
| [Épisodes 250~251 de Dragon Ball Z] – Après avoir été libéré de la Z-Sword, le dieu Kaio de quinze générations raconte son histoire à Shin, Kibito, Goku et Gohan. Il révèle également posséder le pouvoir d'éveiller une force insoupçonnée, enfouie au plus profond d'un guerrier. Comprenant que c'est Gohan qui a retiré l'épée, le dieu Kaio de quinze générations accorde au jeune Saiyan le privilège de découvrir son pouvoir, mais cela prend énormément de temps. Sur Terre, Piccolo pense que le moment est venu, pour Goten et Trunks, d'essayer véritablement la technique de la fusion. Les deux premières tentatives échouent, mais la troisième est la bonne, et de la fusion de Goten et Trunks naît Gotenks. Hélas, ce nouveau personnage, devenu très prétentieux et arrogant, part affronter Boo. |                                                                                        |                                                            | |                       |
| 139 (132) | Qui sera capable de vaincre Boo ! Le Plus Puissant des guerriers.                      | 魔人を倒すのは誰だ？最強の男始動！！                       | Majin o Taosu no wa Dareda? Saikyō no Otoko Shido!! (Qui est celui qui vaincra le démon ? L'homme le plus fort part en action !!)                   | 30 novembre 2014      |
| [Épisodes 251~252 de Dragon Ball Z] – Gotenks décide d'aller défier Boo pour mettre fin à son carnage, mais se fait battre, sans la moindre difficulté, par le monstre. Amoché, il fait son retour au palais de Dendé. Alors que Boo continue de faire des victimes, les survivants apprennent que M. Satan est sorti de sa tanière pour éliminer le monstre. Le champion du monde s'infiltre chez Boo, mais celui-ci le découvre. Pour l'amadouer, M. Satan lui offre des chocolats et un jeu vidéo. Boo, appréciant l'humain, décide de le garder comme esclave. |                                                                                        |                                                            | |                       |
| 140 (133) | La cérémonie continue. Super Gotenks est arrivé !                                      | パワーアップは続く！？完成！超ゴテンクス！                 | Pawā Appu wa Tsuzuku!? Kansei! Sūpā Gotenkusu! (La grande puissance continue !? Terminé ! Super Gotenks !)                                          | 7 décembre 2014       |
| [Épisode 252-253 de Dragon Ball Z] – Sur la planète des dieux Kaio, la première partie de l'initiation de Gohan est enfin terminée, ne restant plus que les vingt dernières heures. Après leur défaite face à Boo, Goten et Trunks retentent la fusion, mais en Super Saiyan. Les deux garçons maîtrisent parfaitement la technique et Gotenks réapparaît sous la même forme. Il fait une démonstration de sa force, mais aussi de sa vitesse à l'extérieur du palais. Alors qu'il s'apprête à demander une revanche à Boo, la fusion s'annule, les deux garçons retrouvant leur apparence initiale. De son côté, Boo repart tuer des Terriens, et alors que M. Satan lui prépare un piège, celui-ci revient avec un petit chien blessé. Après l'avoir soigné, il s'aperçoit que l'animal s'est attaché à lui et décide de l'adopter. Le père de Videl part acheter de la nourriture pour le nouvel adopté, mais alors qu'il allait activer son piège, il finit par y renoncer, voyant le monstre et l'animal heureux. Le champion du monde des arts martiaux réussit ensuite à adoucir le monstre, car il lui fait prendre conscience que ses actes menés jusqu'à aujourd'hui étaient mauvais, et comprendre la différence entre le bien et le mal. Alors que Boo commence à montrer des signes d'humanité, deux gangsters abattent son chien sous ses yeux. |                                                                                        |                                                            | |                       |
| 141 (134) | Le Fruit de la colère. Un deuxième Boo !                                               | 怒りが産み出したモノ もうひとりの魔人！                    | Ikari ga Umidashita Mono Mō Hitori no Majin! (Ce qui est mis en avant par la colère d'un autre démon !)                                             | 14 décembre 2014      |
| [Épisodes 253~254 de Dragon Ball Z] – Enragé, Boo laisse exploser sa colère, mais M. Satan l'apaise en neutralisant les deux gangsters. Le petit chien, blessé, est toujours vivant, et Boo le soigne rapidement. Ce miracle fait naître une amitié entre le monstre et le champion du monde des arts martiaux. Boo reconstruit sa maison, mais rajoute un lit pour son nouvel ami et une niche pour le chien. Alors qu'ils mènent une vie paisible, l'un des gangsters tire sur M. Satan et le blesse. Boo le soigne à temps, mais la colère s'empare à nouveau de lui et conseille à ce dernier de s'enfuir loin. Toute la colère de Boo fait libérer un autre Boo encore plus malveillant que lui. Celui-ci achève froidement le gangster qui a tiré sur le père de Videl avant de confronter son alter-égo... |                                                                                        |                                                            | |                       |
| 142 (135) | Boo mange Boo. Le Combat des faux jumeaux !                                            | ブウがブウを食べちゃった 新たな魔人襲来！！                | Buu ga Buu O Tabechatta Arata na Majin Shūrai!! (Boo mange Boo. L'attaque du nouveau démon !!)                                                      | 21 décembre 2014      |
| [Épisode 254-255 de Dragon Ball Z] – Le combat commence entre les deux Boo, et c'est le malveillant qui prend l'avantage sur son adversaire, étant donné qu'il a absorbé une partie de sa puissance lorsque celui-ci l'a expulsé de son corps. Le gentil Boo veut le transformer en chocolat, mais sa technique se retourne contre lui. Après l'avoir avalé, le Boo maléfique devient Super Boo. Il achève le dernier gangster, mais ne se résout pas à tuer M. Satan, car il s'est souvenu de son amitié avec le Terrien. Le monstre se rend au palais du Tout-Puissant pour aller affronter Trunks et Goten, alors que le délai n'est pas encore écoulé. Manque de chance, les deux petits viennent de s'endormir et ne sont pas encore prêts pour le combat. Pour gagner du temps, Piccolo le convainc de tuer les derniers Terriens de la Terre... |                                                                                        |                                                            | |                       |
| 143 (136) | La catastrophe est imminente. Une heure avant la fin du monde !                        | 破局へまっしぐら！タイムリミットは1時間！！                | Hakyoku e Masshigura! Taimurimitto wa Ichi Jikan !! (On fonce vers la catastrophe ! L'heure limite est dans une heure !!)                           | 28 décembre 2014      |
| [Épisodes 255~256 de Dragon Ball Z] – Pour faire gagner du temps à Trunks et Son Goten, en train de faire la sieste, Piccolo demande à Super Boo d'éliminer tous les Terriens en attendant, ce que le monstre exécute en quelques secondes. Le Namek lui demande ensuite d'attendre une heure. Sur la planète des dieux Kaio, Son Gohan se rend compte que le doyen des dieux Kaio n'a pas menti, et a réveillé la véritable force qui dormait en lui. Le rituel étant presque terminé, il faut recharger son énergie. Dans l'attente, Super Boo transforme Chichi en œuf et la tue. Mais impatient, il refuse le délai et veut se battre à tout prix. Piccolo envoie Krilin réveiller les petits, et demande à ces derniers d'aller dans la Salle de l'Esprit et du Temps pour s'entraîner, afin qu'ils se préparent pour le combat. Pendant ce temps, Piccolo fait visiter le palais à l'ennemi pour leur faire gagner davantage de temps... |                                                                                        |                                                            | |                       |
| 144 (137) | L'entrainement est terminé. Boo, c'est la fin pour toi !                               | 特訓完了！これで終わりだ魔人ブウ！！                       | Tokkun Kanryō! Kore de Owari da Majin Bū!! (L'entrainement est terminé. Boo, c'est la fin pour toi !)                                               | 11 janvier 2015       |
| [Épisodes 256~257 de Dragon Ball Z] – Sur Terre, M. Satan, accompagné de son chien Bee, marche sans fin, espérant trouver une ville où il pourra se nourrir, tout en se remémorant des souvenirs de Boo. De leur côté, Son Goten et Trunks s'entraînent d'arrache-pied, en attendant la confrontation avec le monstre. Piccolo continue de tout faire pour permettre aux petits de gagner du temps, puis conduit finalement Super Boo à l'intérieur de la Salle de l'Esprit et du Temps, où Trunks et Son Goten l'attendent. Ils font apparaître Gotenks en fusionnant, mais le combat commence plutôt mal. Dans son état normal, ses coups n'ont aucun effet sur son adversaire. Il décide ensuite de se transformer en Super Saiyan, puis emprisonne son ennemi avec la technique du Beignet Galactique. |                                                                                        |                                                            | |                       |
| 145 (138) | Vaincre Boo ! L'attaque de fantômes kamikazes.                                         | オバケでブウ退治 必殺！カミカゼアタック！！                | Obake de Bū Taiji! Hissatsu! Kamikaze Atakku!! (Des fantômes pour éliminer Boo ! Attaque kamikaze !!)                                               | 18 janvier 2015       |
| [Épisodes 258~259 de Dragon Ball Z] – Gotenks, transformé en Super Saiyan, semble avoir le dessus avec son Beignet Galactique, mais Super Boo s'en libère facilement. Puis le monstre prend le dessus sur son adversaire. Sa première technique n'ayant pas marché, le jeune Saiyan change de tactique en utilisant une nouvelle technique : la super attaque des fantômes kamikazes. Il fait apparaître un fantôme à son image en le sortant de sa bouche, et cela fonctionne, car lorsqu'il est touché, le fantôme explose automatiquement. Il fait ensuite apparaître 10 fantômes, mais son adversaire ne tombe pas deux fois dans le même piège. Cependant, 5 des 6 derniers fantômes réussissent à l'avoir, puis le dernier l'explose de l'intérieur. Piccolo et lui détruisent les cellules restantes, mais celui-ci se régénère. Gotenks fait ensuite croire au Namek que ses réserves d'énergie sont à sec, et ce dernier, comprenant que le jeune Saiyan ne peut gagner, détruit la porte de la Salle. |                                                                                        |                                                            | |                       |
| 146 (139) | Le dernier coup de poker ! Super Gotenks 3 !                                           | ゴテンクスのとっておき 変身！超ゴテンクス３！！            | Gotenkusu no Totte Oki Henshin! Sūpā Gotenkusu Surī!! (Le dernier coup de poker ! Super Gotenks 3 !)                                                | 25 janvier 2015       |
| [Épisodes 259~260 de Dragon Ball Z] – À la grande surprise de Piccolo et Gotenks, Super Boo parvient à créer un portail avec un cri surpuissant, lui permettant de s'échapper de la Salle de l'Esprit et du Temps. De retour dans l'autre dimension, il transforme les amis de Son Goku en chocolat (sauf Dendé) et les dévore. M. Satan trouve une ville, mais il n'y a pas âme qui vive. De son côté, Gotenks n'a d'autres choix que dévoiler sa nouvelle transformation : le Super Saïyen 3 ! Il réussit, lui aussi, à créer un portail, permettant à Piccolo et lui de quitter, à leur tour, la Salle. Après avoir appris que Super Boo a tué ses amis en les dévorant, il engage un combat féroce contre ce dernier. |                                                                                        |                                                            | |                       |
| 147 (140) | La roue tourne. Match de volley-ball avec Boo !                                        | ノリノリ！ブウブウバレーボール！                           | Nori-Nori! Bū-Bū Barēbōru! (La roue tourne ! Match de volley-ball avec Boo !)                                                                       | 1er février 2015      |
| [Épisodes 261~262 de Dragon Ball Z] – Gotenks, transformé en Super Saiyan 3, attaque férocement Super Boo, qui a tué ses amis en les dévorant, après les avoir transformés en chocolat. Il enferme son adversaire dans son attaque des Super Beignets, puis entame une partie de volley-ball avec Piccolo pour affaiblir son adversaire. Il lui révèle ensuite qu'il n'a plus beaucoup de temps, et qu'il lui faudra une heure pour redevenir Super Saiyan 3. Le combat reprend de plus belle entre les deux protagonistes, et il semble équilibré. Alors que Gotenks s'apprête à achever son ennemi, il perd sa transformation en Super Saiyan 3 et retrouve son apparence normale. |                                                                                        |                                                            | |                       |
| 148 (141) | Merci de m'avoir attendu ! Un Gohan nouveau retourne sur Terre !                       | お待たせみんな！新生悟飯、地球へ！！                       | O Matase Min'na! Shinsei Gohan, Chikyū e!! (Merci de m'avoir attendu ! Un nouveau Gohan retourne sur Terre !)                                       | 8 février 2015        |
| [Épisodes 262~263 de Dragon Ball Z] – Gotenks, qui a perdu sa transformation en Super Saiyan 3, est en mauvaise posture face à Super Boo. L'entraînement de Gohan étant enfin terminé, le Saiyan découvre alors son incroyable potentiel réveillé et doit vite rentrer sur Terre. Avant de partir, il dit au revoir à son père, Son Goku, en le serrant dans ses bras, puis est ramené sur Terre par Kibito. Ce dernier lui donne les mêmes habits que Goku pour qu'il rende hommage à son père. Gotenks tente de gagner du temps avec la technique des fantômes kamikazes, mais cela reste sans effet sur son adversaire. Il est malmené, jusqu'à ce que Goten et Trunks retrouvent leur apparence initiale. Piccolo décide de prêter main-forte aux garçons, mais à leur grand étonnement, Super Boo s'endort, jusqu'à ce que Gohan fasse enfin son apparition. Celui-ci apprend, par Goten et Trunks, que tous leurs amis sont morts (sauf Dendé), dévorés par le monstre après être transformés en chocolat. Le Saiyan est bien décidé à éliminer son ennemi. |                                                                                        |                                                            | |                       |
| 149 (142) | Boo est anéanti ! Les pouvoirs infinis de Gohan !                                      | ブウを圧倒！究極（アルティメット）悟飯の超パワー！！       | Bū wo attō! Arutimetto Gohan no sūpāpawā!! (Boo est submergé ! La super puissance de l'ultime Gohan !!)                                             | 15 février 2015       |
| [Épisodes 263~264 de Dragon Ball Z] – Le combat débute entre Gohan et Super Boo, et à la grande surprise de Piccolo, Trunks et Goten, le Saiyan a le dessus, grâce à sa nouvelle puissance acquise. Le monstre reconnait la supériorité de son adversaire, et avoue même qu'il savait qu'il affronterait Gohan, car il a senti son énergie, pendant qu'il combattait Gotenks en Super Saiyan 3. Agacé par le fait que Gohan soit plus fort que lui, Super Boo s'autodétruit (du moins, le croit-on). Les quatre guerriers récupèrent M. Satan, puis retrouvent Dendé, sain et sauf. Le champion d'arts martiaux apprend la mort de sa fille, ainsi que des amis de Gohan, et reproche au jeune homme de ne pas avoir été là, quand sa fille était en danger. Une heure plus tard, Super Boo refait son apparition, mais semble avoir une idée machiavélique en tête. |                                                                                        |                                                            | |                       |
| 150 (143) | Le sinistre plan de Boo ! Gotenks, attention !                                         | ブウの悪巧み ゴテンクス吸収！？                            | Bū no Warudakumi Gotenkusu Kyūshū!? (Le piège de Boo. Gotenks absorbé !?)                                                                           | 1er mars 2015         |
| [Épisodes 264~265 de Dragon Ball Z] – Super Boo provoque Trunks et Goten et les oblige à refusionner en Super Gotenks 3. Mais cela fait partie de son plan : sous les yeux ébahis de M. Satan, Dendé et Gohan, il utilise ses cellules pour absorber Piccolo et le guerrier fusionné, ce qui fait qu'il gagne en intelligence et en puissance. Il explique ensuite à son adversaire comment il a imaginé ce plan diabolique. Le combat reprend de plus belle entre les deux protagonistes et cela semble plutôt équilibré. M. Satan en profite pour faire connaissance avec Dendé, le Tout-Puissant de la Terre. Mais petit à petit, Super Boo, avec sa nouvelle apparence, prend le dessus sur Gohan. |                                                                                        |                                                            | |                       |
| 151 (144) | La décision du Doyen Kaio. Goku revient à la vie !                                     | 大界王神の妙案！よみがえれ孫悟空！！                       | Dai Kaioshin no Myōan! Yomigaere Son Gokū !! (La décision du grand Dieu Kaio ! Son Goku est ressuscité !!)                                          | 15 mars 2015          |
| [Épisodes 265~267 de Dragon Ball Z] – Malgré ses nouveaux pouvoirs, Gohan est incapable de rivaliser avec Super Boo, car le monstre est devenu plus fort que jamais après avoir absorbé Piccolo et Super Gotenks 3. Son adversaire en profite pour lui infliger une sévère correction. Sur la planète des Dieux Kaio, Son Goku aimerait venir en aide à son fils, mais le fait qu'il soit mort ne le lui permet pas. Cependant, le doyen Kaio est prêt à donner sa vie au Saiyan pour lui permettre de retourner sur Terre. Dans l'Autre Monde, le roi Enma autorise Vegeta à redescendre sur Terre pour 24h, comme pour Goku. Le doyen Kaio s'exécute, et grâce à son geste, Goku est ressuscité et c'est lui qui hérite de son auréole. Avant de le laisser partir, il lui donne ses Potalas, des boucles d'oreille magiques qui permettent à quiconque les porte de fusionner sans effectuer la danse. Shin et Kibito tentent l'expérience et deviennent Kibitoshin. Il apprend ensuite à Goku que la fusion est permanente (ce qui est faux, car dans Dragon Ball Super, la réalité est tout autre : la fusion entre Saiyans avec les Potalas ne dure qu'une heure). Le doyen Kaio avoue avoir fusionné avec une sorcière, à l'époque où il n'était qu'un jeune apprenti (il a cette apparence aujourd'hui). Gohan reçoit le renfort de Tenshinhan. Alors que Super Boo s'apprête à détruire la planète, Goku fait enfin son retour et attaque son ennemi en le coupant en deux.                                                             |                                                                                        |                                                            | |                       |
| 152 (145) | Le miracle. Acceptera-t-il de fusionner avec moi ?                                     | 奇跡は一度… なるか悟空とアイツの超合体                     | Kiseki wa Ichido… Naru ka Gokū to Aitsu Chō-Gattai (Un seul miracle… La combinaison de Goku et ce type)                                             | 22 mars 2015          |
| [Épisodes 267~268 de Dragon Ball Z] – Revenu sur Terre, Goku lance une Potala à son fils Gohan pour qu'ils fusionnent, affronte Super Boo pour gagner du temps, en attendant que son fils retrouve la boucle d'oreille. Mais après avoir neutralisé Tenshinhan, le monstre, qui a perdu les pouvoirs de Super Gotenks, absorbe Gohan. Coincé, Goku n'a que deux possibilités : fusionner avec Dendé ou M. Satan. Fort heureusement, il détecte l'énergie de Vegeta à temps et le retrouve. Il tente, par tous les moyens, de convaincre le prince des Saiyans de fusionner avec lui, mais ce dernier refuse catégoriquement. Super Boo les rejoint, et les deux rivaux n'ont pas d'autres choix que de l'affronter ensemble. Malgré leur supériorité numérique, ils ne font pas le poids face au monstre. Après avoir appris à Vegeta que Bulma ait été mangée et son fils Trunks absorbé par Super Boo, Goku réussit à le faire changer d'avis, puis les deux Saiyans fusionnent grâce aux Potalas et créent ainsi un nouveau guerrier : Vegetto. |                                                                                        |                                                            | |                       |
| 153 (146) | Invincible ! Vegetto, le guerrier suprême.                                             | 無敵！究極の戦士ベジット！                                 | Muteki! Kyūkyoku no senshi Bejitto! (Invincible ! Vegeto le guerrier ultime !)                                                                      | 29 mars 2015          |
| [Épisodes 269~270 de Dragon Ball Z] – Vegetto, le nouveau guerrier né de la fusion entre Goku et Vegeta grâce aux Potalas, fait son apparition. Il affronte Super Boo, et le combat est à son avantage, car il le surpasse en mode normal. Agacé, le monstre lance une puissante boule d'énergie, mais le Saiyan la renvoie facilement. Vegetto se transforme ensuite en Super Saiyan et surclasse largement son adversaire. Cependant, le nouveau guerrier Saiyan semble s'amuser à humilier l'ennemi. Le monstre essaie de le détruire à l'intérieur de son corps, mais le piège se retourne contre lui-même et en ressort. Il tente de créer un trou dans l'espace-temps en libérant son énergie, mais Vegetto l'en empêche. |                                                                                        |                                                            | |                       |
| 154 (147) | La dernière carte de Boo. Vegetto est absorbé !                                        | ブウの奥の手！吸収された戦士たち！！                       | Buu no Oku no Te! Kyūshū Sareta Senshi-tachi!! (L'atout de Boo ! Absorber les guerriers !!)                                                         | 5 avril 2015          |
| [Épisodes 271~272 de Dragon Ball Z] – Toutes les stratégies, utilisées par Super Boo pour battre Vegetto, échouent lamentablement les unes après les autres. Bien que son adversaire soit trop fort pour lui, le monstre n'a aucune chance de gagner, mais il s'obstine à poursuivre le combat. Il détourne son attention en le transformant en bonbon, mais malgré sa petite taille, Vegetto est toujours largement au-dessus de son adversaire. Réalisant son infériorité, Super Boo utilise sa dernière carte : l'absorption, étant donné que le Saiyan a coupé la queue sur sa tête. Sur le point d'être absorbé, celui-ci utilise un bouclier protecteur, avant d'être conduit à l'intérieur du monstre. |                                                                                        |                                                            | |                       |
| 155 (148) | Sauvons Gohan et les autres ! La mission d'infiltration de Goku et Vegeta !            | 悟飯たちを助け出せ！悟空とベジータの潜入作戦(ミッション)！ | Gohan-tachi o Tasukedase! Gokū to Bejīta no Sennyū Misshon! (Sauvons Gohan et les autres ! La mission d'infiltration de Goku et Vegeta !)           | 12 avril 2015         |
| [Épisodes 273~274~275 de Dragon Ball Z] – Maintenant que Vegetto s'est fait lui aussi absorber, il ne reste plus de guerriers pour affronter Super Boo. Cependant, rien n'est perdu : en effet, le Saiyan s'est volontairement laissé absorber par le monstre afin de pouvoir libérer Piccolo, Gohan, Goten et Trunks, emprisonnés dans le corps de celui-ci (le doyen Kaio et Kibitoshin ont également compris sa véritable stratégie et le monstre s'aperçoit que son apparence ne change pas). Mais après avoir levé le bouclier, Goku et Vegeta se retrouvent séparés. Ils libèrent ensuite leurs proches, mais font une étonnante découverte : le Boo originel a également été absorbé. Vegeta explique à Goku que le Boo originel a fait apparaître un Boo maléfique, qui lui a pris une partie de sa force. Il a voulu le transformer en chocolat, mais sa technique s'est retournée contre lui. Une autre surprise attend les deux Saiyans : Super Boo fait son apparition à l'intérieur de son propre corps, puis les affronte. |                                                                                        |                                                            | |                       |
| 156 (149) | Évacuation d'urgence ! Boo régresse sous sa forme la plus maléfique !                  | 体内から緊急脱出！ブウ最悪への逆変身！！                   | Tainai Kara Kinkyū Dasshutsu! Bū Saiaku e no Gyaku-Henshin!! (Évacuation d'urgence ! Boo régresse sous sa forme la plus maléfique !)                | 19 avril 2015         |
| [Épisodes 276-277 de Dragon Ball Z] - Les attaques incessantes de Goku et Vegeta contre Super Boo, à l'intérieur de son propre corps, sont inutiles, car il peut se régénérer indéfiniment. Mais un détail n'a pas échappé au prince des Saiyans : le monstre est prêt à tout pour protéger le Boo originel qu'il a absorbé, car c'est de lui qu'il tire sa grande puissance. Comprenant le point faible de son adversaire, Vegeta libère finalement son alter égo, ce qui provoque un changement chez celui-ci. Goku et Vegeta récupèrent leurs proches, puis essaient de trouver un moyen pour s'échapper du corps de leur ennemi. Les deux Saiyans finissent par trouver une issue : un des trous situés sur le crâne. En effet, chaque fois que Boo se met en colère, des vapeurs sortent de sa tête. Ils parviennent à sortir du corps du monstre, puis mettent leurs proches à l'abri. À la suite de la libération des guerriers absorbés, Boo change d'apparence : il a la taille d'un enfant, n'exprime aucun mot, mais sa puissance est encore plus grande que le Super Boo qu'il était auparavant. |                                                                                        |                                                            | |                       |
| 157 (150) | La Terre est détruite. Boo est inarrêtable !                                           | 地球消滅！！始まりのブウの非道な一撃！！                   | Chikyū shōmetsu!! Hajimari no Bū no hidōna ichigeki!! (La Terre est détruite ! Boo est instoppable.)                                                | 26 avril 2015         |
| [Épisodes 277-278 de Dragon Ball Z] - La nouvelle apparence de Boo effraie beaucoup Kibitoshin, ce qui surprend le doyen Kaio. Celui-ci raconte son histoire à son ancêtre. Il y a longtemps, les quatre Dieux Kaio, dont lui, vivaient en paix, jusqu'à ce que le sorcier, Bibidi, créé Boo. Le monstre élimine la Déesse Kaio de l'Ouest, le Dieu Kaio du Nord, mais absorbe celui du Sud, ce qui a donné naissance à Super Boo, ainsi que le Dieu Kaio suprême, ce qui explique pourquoi le Boo obèse est bienveillant. Mais cette version de Boo est l'original et est plus maléfique que les autres, car il n'a aucune conscience et sa cruauté est sans limite. Il lance une boule d'énergie, mais Vegeta intervient à temps. Provoqué par le prince des Saiyans, le monstre créé une boule d'énergie encore plus grande que la précédente, puis la lance sur les deux Saiyans. Après avoir sauvé M. Satan, Bee et Dendé, Goku tente de se téléporter, mais n'a plus d'énergie. Kibitoshin vient à leur rescousse, puis les téléporte sur sa planète, laissant malheureusement Gohan, Piccolo, Goten et Trunks derrière eux, qui meurent en même temps que l'explosion de la Terre (ce que Vegeta reproche à son rival). Mais rien n'est perdu, car Dendé vient d'avoir une idée : il suffit de se rendre sur Namek pour utiliser leurs Dragon Balls. Et Kibitoshin peut se téléporter d'une planète à une autre, même si elles sont très éloignées. Quelques minutes plus tard, Boo détruit des planètes, puis s'attaque à l'Autre Monde. |                                                                                        |                                                            | |                       |
| 158 (151) | La confrontation finale ! Péril dans le monde des dieux Kaio.                          | 最後の頂上決戦！界王神界で決着だ！！                       | Saigo no chōjō kessen! Kaiōshin-kai de ketchaku da!! (La confrontation finale ! Péril dans le monde des dieux Kaio !)                               | 3 mai 2015            |
| [Épisodes 279-280 de Dragon Ball Z] - Alors qu'il est à la recherche de Goku et Vegeta, Boo enfant attaque l'Autre Monde. Malgré leurs efforts, Krilin et Yamcha ne peuvent rien contre le monstre. Pour le faire venir jusqu'à eux, les deux Saiyans libèrent davantage leur énergie, jusqu'à ce que celui-ci réussisse à les rejoindre dans le monde des dieux Kaio. Goku l'affronte en premier, se transformant d'entrée en Super Saiyan 2, et le combat entre les deux protagonistes semble équilibré. |                                                                                        |                                                            | |                       |
| 159 (152) | Tiens bon Kakarot ! Tu es le plus grand des guerriers !                                | 頑張れカカロット！お前がNo.1だ！！                         | Ganbare Kakarotto! Omae ga Nanbā Wan da!! (Tiens bon Kakarot ! Tu es le plus grand des guerriers !)                                                 | 10 mai 2015           |
| [Épisodes 280-281 de Dragon Ball Z] - Poussé dans ses retranchements, Goku se décide finalement à se transformer en Super Saiyan 3. Mais ayant presque épuisé toute son énergie, il est en difficulté face au Boo enfant, qui réussit à le mettre K.O. Vegeta prend ensuite le relais pour permettre à son rival de récupérer, mais ne fait pas long feu face au monstre. Puis Goku reprend les rênes du combat. Vegeta reconnait enfin la supériorité de son rival, le considérant malgré tout comme l'ami qu'il n'a jamais eu, et malgré leur rivalité, il le reconnait comme étant le meilleur guerrier de l'univers. |                                                                                        |                                                            | |                       |
| 160 (153) | Une minute qui dure une éternité ! La diversion de Vegeta !                            | 勝負は1分間 ベジータ命懸けの時間稼ぎ！                     | Shōbu wa ippunkan Bejīta inochigake no jikan kasegi! (Une minute qui dure une éternité ! La diversion de Vegeta !)                                  | 17 mai 2015           |
| [Épisode 282-283 de Dragon Ball Z] - Goku, transformé en Super Saiyan 3, est en difficulté face au Boo enfant, car son adversaire ne lui laisse aucun répit. Afin de pouvoir utiliser son énergie au maximum, il n'a besoin que d'une minute pour se concentrer. Vegeta décide alors d'occuper l'ennemi pendant ce laps de temps, mais malheureusement, le prince des Saiyans ne fait pas le poids, et comme si cela ne suffisait pas, son ennemi s'amuse à le malmener en lui infligeant une sévère correction. Alors que Vegeta est sur le point de se faire tuer à nouveau, M. Satan intervient et défie le monstre. |                                                                                        |                                                            | |                       |
| 161 (154) | Une stratégie bien réfléchie. Exauce mes deux vœux !                                   | 閃いた秘策 ２つの願いを叶えたまえ！                        | Hirameita Hisaku Futatsu no Negai o Kanaetamae! (Un plan secret surgit ! S'il te plaît, exauce ces 2 vœux !)                                        | 24 mai 2015           |
| [Épisode 283-284 de Dragon Ball Z] - Boo enfant allait attaquer M. Satan, mais est empêché par le Boo originel, toujours à l'intérieur de son corps. Il le recrache, et celui-ci intervient pour sauver son ami. Les deux Boo s'affrontent, mais l'originel ne peut gagner face à son vis-à-vis. Et mauvaise nouvelle pour Goku : alors qu'il recharge son énergie, ses forces l'abandonnent. Vegeta a alors une idée : il propose à son rival de créer un Orbe d'énergie géant afin de pouvoir éliminer définitivement Boo enfant. Dendé, accompagné du doyan Kaio et de Kibitoshin, se rend sur sa planète natale, Namek, et retrouve ses amis, ainsi que Muri, le doyen. Il demande à ce dernier de rassembler les Dragon Balls, ce que ses compatriotes ont déjà fait. Le prince des Saiyans contacte Dendé et lui émet deux souhaits à formuler au dragon Porunga : ranimer la Terre et ressusciter toutes les personnes tuées depuis l'arrivée de Babidi, sauf les méchants. |                                                                                        |                                                            | |                       |
| 162 (155) | Donnez-moi votre force ! Un orbe d'énergie géant !!                                    | オラに元気を分けてくれ！作るぜでっかい元気玉！！           | Ora ni Genki o Waketekure! Tsukuru ze Dekkai Genki-Dama!! (Donnez-moi votre énergie ! On va faire un énorme Orbe d'énergie !!)                      | 31 mai 2015           |
| [Épisode 284-285 de Dragon Ball Z] - Dendé fait appel à Porunga, qui exauce les deux vœux formulés par Vegeta (Piccolo, Gohan, Goten, Trunks, le doyen Kaio, le prince des Saiyans et tous les Terriens sont ressuscités). Le mari de Bulma, aidé par maître Kaio, contacte les habitants de la Terre pour demander leur aide afin de vaincre Boo en levant simplement les mains vers le ciel, afin qu'ils transmettent leur énergie. Les amis de Goku acceptent sans hésiter, mais les Terriens n'en font qu'à leur tête et refusent de coopérer, car ils ne croient pas un mot des paroles de Vegeta. |                                                                                        |                                                            | |                       |
| 163 (156) | Encore un effort ! L'Orbe d'énergie est presque terminé !                              | 世界の救世主はおまえだ！みんなの元気玉完成！！             | Sekai no Kyūseishu wa Omaeda! Min'na no Genki-Dama Kansei!! (Le sauveur du monde, c'est toi ! L'Orbe d'énergie commun est prêt !!)                  | 7 juin 2015           |
| [Épisode 285-286 de Dragon Ball Z] - Pendant que Goku essaye, par tous les moyens, de convaincre les Terriens de transmettre leur énergie, Vegeta, ressuscité grâce au second vœu de Dendé, affronte Boo enfant afin de faire gagner du temps à son rival. Malheureusement, les habitants de la Terre continuent de faire la sourde oreille, malgré la supplication de Piccolo, Gohan, Goten et Trunks, également ressuscités. M. Satan, qui ne supporte plus l'attitude égoïste des Terriens, décide d'intervenir et leur passe un savon en leur disant que c'est lui qui a besoin d'énergie pour battre Boo. Grâce à son aide, les Terriens changent d'avis et Goku parvient enfin à créer son Orbe d'énergie géant. Malheureusement, après tous les coups qu'il a subis, le prince des Saiyans est incapable de bouger et se trouve sur la trajectoire. Le gentil Boo détourne l'attention de son alter-égo maléfique, pendant que M. Satan évacue Vegeta pour le mettre à l'abri, ce qui permet à Goku de lancer son attaque sur le monstre. |                                                                                        |                                                            | |                       |
| 164 (157) | Goku notre héros ! La défaite de Boo                                                   | やっぱり最強孫悟空！！魔人ブウ消滅                         | Yappari Saikyō Son Gokū!! Majin Bū Shōmetsu (Goku est le plus fort d'entre nous !! Boo est anéanti)                                                 | 14 juin 2015          |
| [Épisode 286-287 de Dragon Ball Z] - Piccolo, Gohan, Goten et Trunks, après avoir vérifié les états de santé des Terriens qui ont donné leurs énergies, retournent au Palais de Dendé. Le jeune Saiyan retrouve sa compagne, Videl, très inquiète à son sujet qui pleure dans ses bras, pendant que les deux garçons retrouvent leurs mères, Chichi et Bulma. Dans le monde des dieux Kaio, Goku a lancé son Genkidama géant sur Boo enfant, mais comme il n'a plus de forces, il a du mal à se défaire de son ennemi. Dendé utilise alors le dernier vœu pour permettre au Saiyan de retrouver toute son énergie. Après s'être transformé en Super Saiyan, il demande que Boo enfant soit réincarné en un guerrier bienveillant, avant de l'éiminer une bonne fois pour toutes. La paix va pouvoir à nouveau régner sur Terre. Boo, soigné par Dendé, est lui aussi intégré à la Z Team, tout comme M. Satan. |                                                                                        |                                                            | |                       |
| 165 | La paix est revenue. C'est le moment de faire la fête !                                |                                                            | |                       |
| [Épisodes 287-288 de Dragon Ball Z] - 6 mois se sont écoulés depuis que Boo enfant ait été éliminé. Comme promis, Goku demande à Shenron d'effacer les souvenirs de Boo de la mémoire des Terriens. Voulant s'acheter des glaces, Boo bat facilement un champion de boxe et gagne beaucoup d'argent, grâce aux parieurs. Bulma et lui se rendent dans une bijouterie, mais pendant que deux voleurs tentent de la cambrioler, le monstre réussit à les faire fuir, puis ceux-ci sont arrêtés par la police, juste avant l'arrivée du couple Great Saiyaman. Plus tard, Bulma organise une fête chez elle, où toute la Z Team y est conviée. Tout le monde s'y rend, sauf Goku, qui préfère assister à la naissance des bébés d'une famille de ptérosaures. Le Saiyan les rejoint plus tard, puis raconte ce qui s'est passé à ses amis. |                                                                                        |                                                            | |                       |
| 166 (158) | 10 ans plus tard… Un championnat du monde d'arts martiaux très attendu !               | そして１０年後…久しぶりの天下一武道会！                    | Soshite Jūnengo… Hisashiburi no Tenka’ichi Budōkai! (Et 10 ans plus tard… Le retour du Tenkaichi Budokai !)                                         | 21 juin 2015          |
| [Épisode 289-290 de Dragon Ball Z] - |                                                                                        |                                                            | |                       |
| 167 (159) | Encore plus fort ! Le rêve de Goku ne s'achèvera jamais !                              | もっと強く！悟空の夢は終わらない！！                       | Motto Tsuyoku! Gokū no Yume wa Owaranai! (Encore plus de puissance ! Le rêve de Goku ne finit jamais !)                                             | 28 juin 2015          |
| [Épisode 291 de Dragon Ball Z] - |                                                                                        |                                                            | |                       |